# Giosuè Carducci
Giosuè Alessandro Giuseppe Carducci (Valdicastello, 27 luglio 1835 – Bologna, 16 febbraio 1907) è stato un poeta, scrittore e critico letterario italiano.
Carducci è stato il primo italiano vincitore del Premio Nobel per la letteratura. Insieme a Camillo Golgi, è stato il primo italiano in assoluto insignito di tale premio nel 1906.

## Biografia

### Grafia del nome
Il nome è spesso riportato come «Giosue», senza accento, poiché, secondo alcuni, questa forma sarebbe stata preferita dal poeta.
La diffusione di questa forma si può spiegare, secondo Giuseppe Fumagalli e Filippo Salveraglio, con un errore nella trascrizione dell'atto di nascita nella biografia del poeta di Giuseppe Chiarini: Giosue, Alessandro, Giuseppe Carducci ecc. Il critico letterario dice di aver riportato l'atto di nascita del Carducci già pubblicato da Giuseppe Picciola nelle note al suo Discorso: Giosue Carducci, ma se si consulta l'atto di nascita riportato da Picciola si trova scritto: Giosuè, Alessandro, Giuseppe Carducci...
Mario Saccenti riporta il nome Giosuè, con l'accento. La fotografia dell'atto di nascita, recante il nome Giosuè con l'accento, è consultabile in Fumagalli-Salveraglio, dove gli autori inoltre scrivono: «Occorre appena rilevare che sia l'atto di nascita, sia in tutti i documenti posteriori il nome del Poeta appare sempre scritto Giosuè, con l'accento nell'ultima, e così lo si pronuncia sempre in Toscana e così chiamavano lui i suoi familiari e gli amici. È vero che negli ultimi anni prevalse la forma più classica Giòsue, che si avvicina al latino Josue. Ma egli, almeno fino al 1875-1880, firmò sempre Giosuè; poi cominciò insensibilmente, non per deliberato proposito di cambiare l'ortografia e la pronuncia del nome, ma per trascuratezza grafica, prima a legare con un sol tratto di penna il nome al cognome e quindi a far servire l'asta iniziale del C anche come accento finale della e e finalmente a omettere addirittura l'accento. Ma che ciò non fosse fatto di proposito, lo provano le stampe rivedute da lui. Nei frontespizi delle Opere zanichelliane, fino al vol. XI il nome è accentato; col vol. XII (1902) si disaccenta; vedasi pure nei Bozzetti Critici (Livorno, 1876), a pag. 217, e in Opere, IV (1890), a pag. 113, dove egli, nelle Polemiche sataniche si nomina solennemente Giosuè. In ogni modo, questo, sia vezzo, sia negligenza o pigrizia grafica, è degli anni più tardi: e deve ritenersi come una leggenda quella, creata forse dopo la biografia del Chiarini che lo disaccenta, ch'egli volesse scriversi e farsi chiamare Giòsue».

### Origini familiari

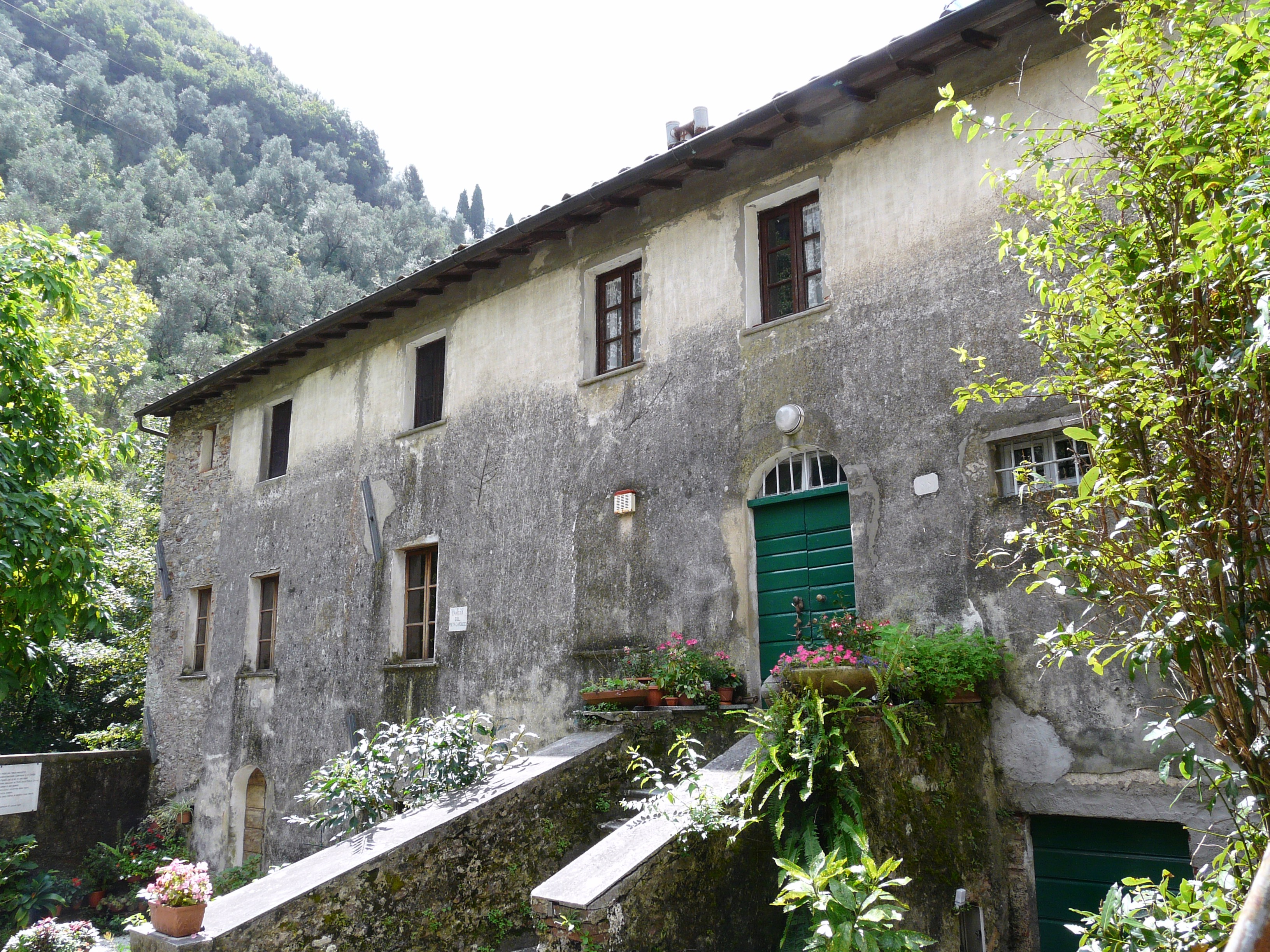
La casa natale di Valdicastello di Pietrasanta

Michele Carducci (1808-1858), studente di medicina a Pisa, figlio di Giuseppe, un leopoldino conservatore, e di Lucia Galleni, era uomo dalle forti passioni politiche e di tempra irascibile. Da giovane fu un cospiratore rivoluzionario e, in seguito ai moti francesi del 1830, sognò che anche in Italia il corso degli eventi potesse prendere una direzione simile. Mazziniano, dopo che le autorità intercettarono una sua lettera, fu arrestato e confinato per un anno a Volterra, dove conobbe Ildegonda Celli (1815-1870), figlia di un orefice fiorentino ridotta come lui in condizioni di povertà.
Al termine del confino tornò a Pisa, dove completò gli studi, e andò poi a vivere in Versilia a Valdicastello, una frazione di Pietrasanta, sua terra natale. In questa località sposò la Celli il 30 aprile 1834.

### L'infanzia
È qui che il figlio primogenito di Michele e Ildegonda Celli, Giosuè Carducci, nacque la sera del 27 luglio 1835, e fu battezzato nella chiesa locale il giorno successivo. La scelta del nome fu contesa dai genitori; il padre voleva chiamare il nascituro Giosuè, come un amico reincontrato, dopo parecchio tempo, durante la gravidanza della moglie, mentre Ildegonda avrebbe preferito Alessandro, come suo padre in quel momento gravemente malato. La spuntò Michele, ma Alessandro fu comunque il secondo nome del futuro poeta. Giuseppe, il terzo nome, gli fu assegnato in omaggio al nonno paterno.
I problemi finanziari del padre si acuirono, costringendolo a lasciare Valdicastello, conducendolo a Seravezza, dove nacque il secondogenito Dante (1837), e nei pressi di Pontestazzemese (in località Fornetto, all'epoca sotto Retignano), finché nel 1838 la famiglia si trasferì a Bolgheri, in piazza Alberto, dove Michele ottenne una condotta nel feudo della Gherardesca.
Il piccolo Giosuè cresceva già mostrando in nuce le caratteristiche che lo contraddistingueranno per tutta la vita: ribelle, selvatico, amante della natura. A tale proposito molto significativi paiono due episodi di cui ci fa menzione egli stesso. All'età di tre anni:
Carducci teneva inoltre in casa una civetta, un falco e un lupo. Quando il padre ammazzò il falco e regalò a un amico il lupo, il figlioletto passò giorni di grande dispiacere, vagando per lunghe ore in lacrime nei boschi.
A Bolgheri Giosuè fu colpito ripetutamente da febbri che lo tormentarono per un paio d'anni, mentre il padre lo accudiva, riempiendolo di chinino. «Il chinino ingoiato gli lasciò straordinarie visioni. Originò da quella violenta cura l'impressionabilità della sua fantasia sensibilissima e quella irrequietezza che pareva a volte spasimo della sua psiche».
Nella località maremmana nacque il terzo figlio, chiamato Valfredo (1841), in ossequio alle inclinazioni romantiche del padre. Michele disponeva di una discreta biblioteca, in cui si riflettevano le predilezioni classico-romantiche e quelle rivoluzionarie. Qui Carducci poté voracemente impegnarsi nelle prime letture, e scoprire l'Iliade, l'Odissea, l'Eneide, la Gerusalemme liberata, la Storia romana di Charles Rollin e la Storia della Rivoluzione francese di Adolphe Thiers.

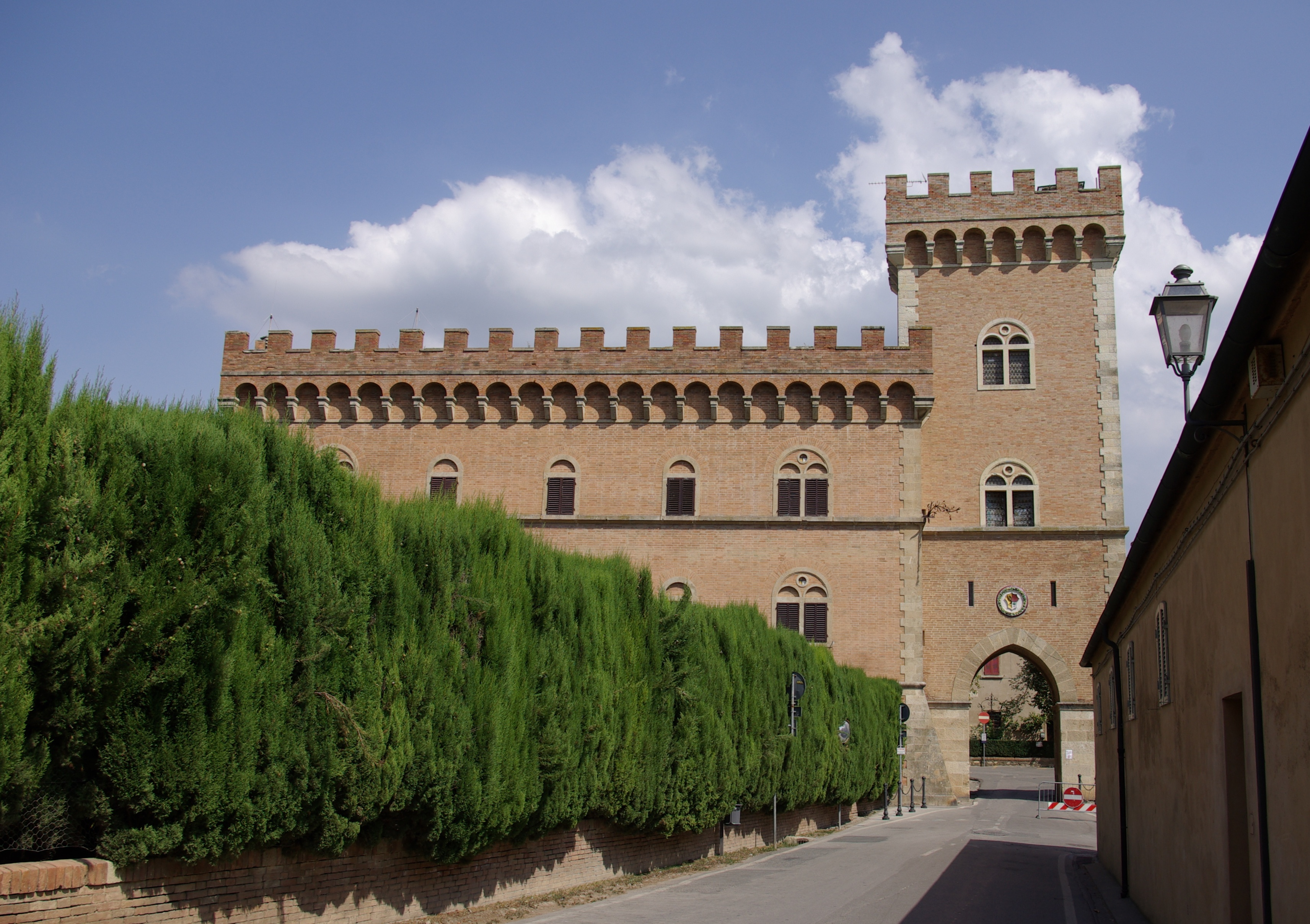
Il castello di Bolgheri

### Gli studi
Nei dieci anni a Bolgheri la famiglia visse in povertà e non era possibile per Giosuè frequentare la scuola; il padre incaricò così il sacerdote Giovanni Bertinelli di dargli lezioni di latino durante il giorno, mentre la sera era direttamente Michele a impartirgli l'insegnamento della lingua romana che il giovane amò profondamente sin dall'inizio. Già in questi anni cominciò a cimentarsi nella composizione di qualche verso, la Satira a una donna (1845) e l'appassionato Canto all'Italia (1847), entrambi in terzine. Il 1848 è l'anno del sonetto A Dio e del racconto in ottave La presa del castello di Bolgheri. Il progetto didattico paterno prevedeva la lettura dei classici latini (si dice che il ragazzo sapesse a memoria i primi quattro libri delle Metamorfosi) ma anche del Manzoni e del Pellico, che il figlio obbedientemente studiava, pur covando una vena antimanzoniana che andrà acuendosi negli anni appresso.
Le idee politiche di Michele Carducci, membro della Carboneria viareggina, intanto, cominciarono a rendergli la vita impossibile in paese, tanto che dovette migrare dapprima a Castagneto (oggi Castagneto Carducci ingloba gli antichi borghi di Castagneto e Bolgheri) e poi a Lajatico, dove in breve si ripropose lo stesso problema, che convinse il dottore a cercar rifugio nella grande città.
Fu così che il 28 aprile 1849 i Carducci si stabilirono a Firenze (in una misera abitazione di via Romana) dove il primogenito, quattordicenne, conobbe la quindicenne Elvira, figlia del sarto Francesco Menicucci e della sua prima moglie. Menicucci aveva sposato in seconde nozze Anna Celli, la sorella di Ildegonda Celli ed era divenuto così parente della famiglia, instaurando un'assidua frequentazione che permise ai due ragazzi di vedersi spesso.
Il 15 maggio cominciò a frequentare il liceo nelle Scuole Pie degli Scolopi di San Giovannino, acquisendo una sempre più sorprendente preparazione in campo letterario e retorico. Nei primi mesi il suo docente di umanità fu don Michele Benetti. Prima di iscriverlo al biennale corso di retorica (1849-1851), il padre pensò per un istante di introdurlo nel Liceo Militare, ma abbandonò presto l'idea.
Continuò così la frequentazione delle Scuole Pie, dove l'insegnante di retorica era padre Geremia Barsottini (1812-1884), sacerdote con fama di liberale e poeta dilettante d'ispirazione romantica. Carducci strinse amicizia in particolare con due compagni, Giuseppe Torquato Gargani ed Enrico Nencioni, i quali notarono subito il suo talento superiore alla norma. È noto l'episodio, riferito dal Nencioni stesso, di quando ad un'interrogazione di latino in cui ciascuno doveva tradurre e spiegare oralmente un passo ad libitum, Giosuè estrasse un libro non annotato di Persio, e lo espose con sbalorditiva maestria.
Nel frattempo, nell'aprile 1851, la famiglia si trasferì a Celle sul Rigo sulle pendici del Monte Amiata, ma il giovane Carducci rimase a Firenze per continuare gli studi. Il maggior tempo libero gli permise di vedere più frequentemente Elvira Menicucci, e la simpatia che si era subito venuta a creare si alimentò, se è vero che il 6 settembre Carducci scriveva versi di questo stampo:
Una breve digressione letteraria si rivela necessaria sin da ora, perché la produzione poetica fu precoce, e c'è chi, forse esagerando, vi ha visto presente in nuce il poeta maturo. Sono in ogni caso anni di intensa sperimentazione poetica, anni in cui Carducci cerca in tutti i modi di affrancarsi da un'impostazione romantica che l'educazione ricevuta e la corrente dominante avevano inevitabilmente imposto al ragazzo e ai componimenti della prima adolescenza. Tra il 1850 e il 1853 si fanno strada l'ode saffica (Invocazione e A O. T. T.) e alcaica (A Giulio), gli inni (A Febo Apolline, A Diana Trivia) e i brani d'ispirazione oraziana. Nonostante ciò, il gusto pratesco resiste ed è riscontrabile nei Lai d'un trovatore e nell'Ultimo canto del poeta.

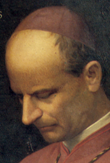
Celestino Zini

Oltre all'amore e alla contemplazione rugge nell'irruente spirito carducciano un patriottismo impregnato di motivi pariniani, foscoliani e leopardiani, in una convinta condanna della situazione politica attuale. Accanto al tema della morte, leitmotiv che sarà ricorrente nell'intera vicenda artistica del Nostro, vi è un senso autentico e profondo del religioso, un lancinante e post-manzoniano arrovellarsi attorno all'esistenza di Dio (nel sonetto Il dubbio per esempio), una spiritualità nobile che si tramuterà in anticlericalismo negli anni a venire, certamente per lo scontro con la mentalità bigotta con cui venne frequentemente in contatto.
Alla scuola fu ammesso per l'anno 1851-1852 al corso di scienze; la geometria e la filosofia gli furono impartite da padre Celestino Zini, futuro arcivescovo di Siena. In quel periodo il Carducci, che si dava anima e corpo allo studio anche a prezzo di grandi sacrifici (d'inverno si recava a scuola senza mantello e senza sciarpa a causa delle ristrettezze economiche), andava rafforzando una predilezione per i poeti classici dell'antichità, sprone morale e patriottico per l'età presente. Tuttavia, la sua indole passionale lo portò a contatto anche con i romantici, soprattutto Schiller e Scott, mentre si entusiasmò per Leopardi e Foscolo.
Siccome vicino a via Romana viveva lo stampatore Emilio Torelli, riuscì a far comparire in forma anonima un sonetto arcadico alla maniera di Angelo Mazza, mentre sempre nel 1852 compose la novella romantica Amore e morte, in cui combinando confusamente assieme vari metri raccontava di un torneo in Provenza e della fuga del vincitore, un cavaliere italiano, con la bella regina della manifestazione; un ratto che dovette tragicamente concludersi a Napoli dove il fratello dell'avvenente tolosana uccise l'amante e la costrinse alla monacazione. L'abate Stefano Fiorelli che curava allora una rivista letteraria non gliela volle tuttavia pubblicare, e Carducci gliene sarà riconoscente, avendo evitato di farsi passare per poeta romantico.
Intanto, completati gli studi superiori, nel 1852 raggiunse la famiglia a Celle sul Rigo, che era un piccolo borgo. Rimpianse ben presto la città, e si mantenne lontano dai contatti con la gente del luogo, di mentalità ristretta e bigotta. L'unico conforto gli venne dalla frequentazione di Ercole Scaramucci, trentacinquenne padre di famiglia, proprietario terriero e appassionato di letteratura. Insieme facevano lunghe passeggiate nei campi, sorvegliando con amore il lavoro dei contadini e parlando di poesia, mentre d'inverno in casa Scaramucci inscenavano, assieme alla bella e colta padrona di casa, le tragedie degli autori preferiti, Alfieri, Monti, Niccolini, Metastasio, Pellico.
Quando, il 13 ottobre, Scaramucci morì, Giosuè sbalordì tutti alle esequie, recitando un panegirico pieno di citazioni classiche e bibliche.

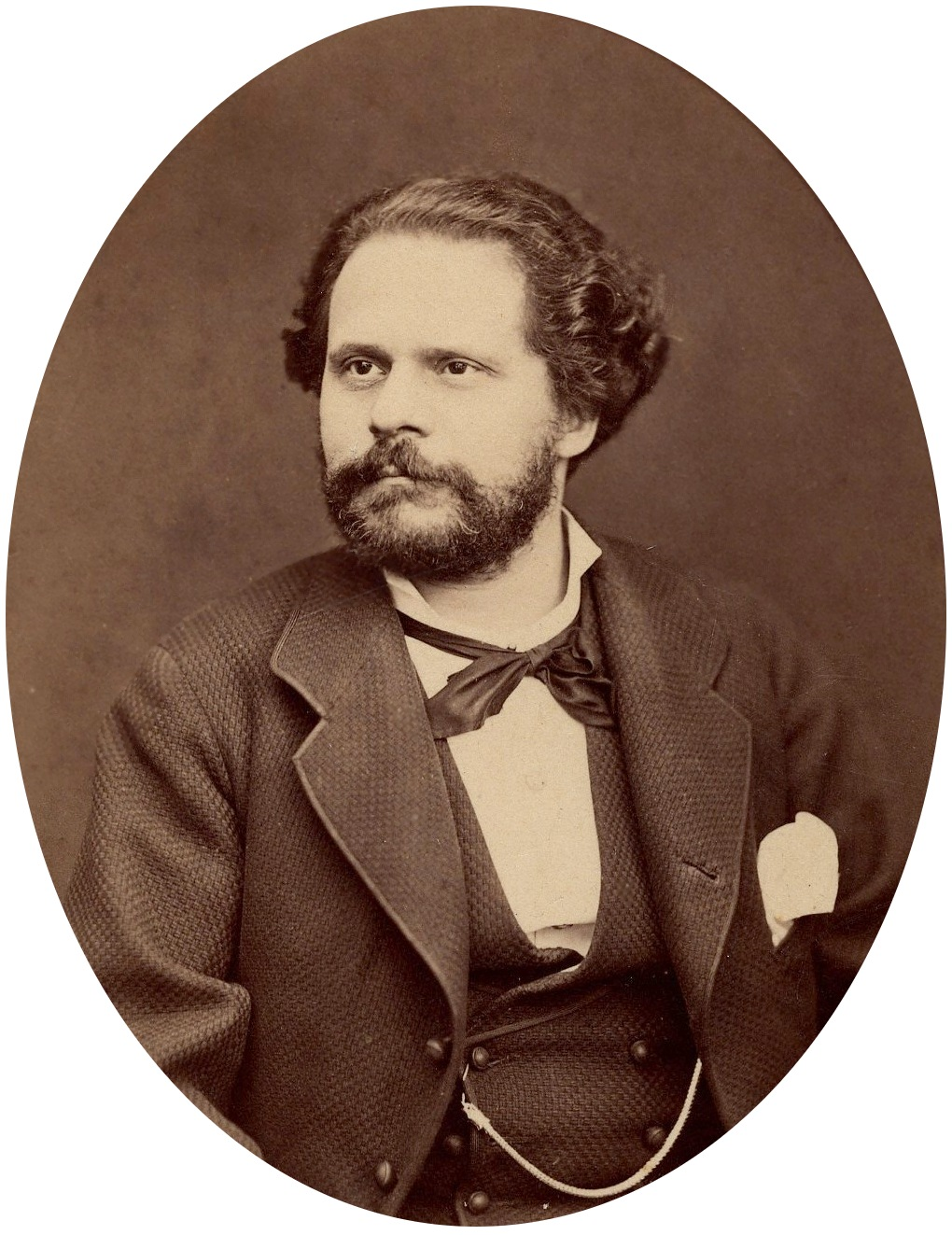
Il giovane Carducci in una foto d'epoca

Il padre cominciava a sentirsi orgoglioso del figlio, mentre contemporaneamente iniziava a dargli serie preoccupazioni il secondogenito Dante, ragazzo buono e dalle molte qualità, ma fragile e abulico. Sempre più spesso faceva nottate da bagordo con amici scioperati, mentre di giorno in giorno sembrava lasciarsi andare. Michele pensò quindi di avviarlo alla carriera militare. Lo fece accompagnare a Siena perché di lì Giosuè lo portasse a Firenze, ma Dante avvisò previamente il fratello dicendo che da Siena sarebbero tornati insieme a Celle, e così fu.
Esisteva, presso le Scuole Pie, l'Accademia dei «Risoluti e Fecondi», detta anche dei «Filomusi», presieduta dal Barsottini, di cui facevano parte i migliori alunni, come Carducci, Nencioni e Gargani. In una delle tornate di questa Accademia, nel 1853, furono letti alcuni versi carducciani che colpirono il canonico Ranieri Sbragia, allora rettore della Scuola Normale Superiore di Pisa, il quale incitò Barsottini a far in modo che il giovane concorresse per ottenere una borsa per la prestigiosa Università: «il Barsottini non si fece pregare, come non si fece pregare il Carducci, il quale concorse, ottenne e andò».
Così, alla fine del 1853, si iscrisse alla Facoltà di Lettere, dove divenne amico di Ferdinando Cristiani e Giuseppe Puccianti, poi professori come lui. Alla Normale Carducci si diede allo studio anima e corpo, con quell'amore estremo di cui già aveva dato prova negli anni precedenti. All'infuori dell'orario di lezione, le giornate si consumavano abitualmente entro le pareti della sua stanza. Gli amici qualche volta gli facevano degli scherzi inneggiando al Manzoni, quando la sera rientravano sul tardi, e Pinini usciva furibondo facendoli scappare terrorizzati. Alla Scuola Normale, col forte beneplacito dei Governi (1852-1861) Cavour, in linea col programma politico del predecessore Massimo d'Azeglio («Fatta l'Italia, bisogna fare gli italiani»,), ricevette il mandato di formare i professori di lettere antiche e lettere moderne, per le scuole primarie e secondarie di tutto il Regno d'Italia, Paese in cui all'analfabetismo doveva sostituirsi una lingua e una cultura letteraria nazionale.
L'umore però variava a seconda dei giorni, ogni tanto la porta era aperta in segno di accoglienza, e i compagni chiassosamente entravano e si sdraiavano sul suo letto, mentre il suo carattere sanguigno non gli negò talvolta lunghe fuoriuscite per la città con gli amici, e appassionate serate al Caffè Ebe, dove si riunivano alcuni intellettuali pisani e il futuro vate dibatteva per ore di politica e letteratura bevendo il ponce. D'altra parte, i normalisti lo ammiravano e gli volevano bene, consci inoltre del fatto che quando si avvicinavano gli esami era opportuno "tenerselo buono".
Pisa aveva reagito con veemenza ai moti rivoluzionari da poco trascorsi. Alla Normale non solo erano obbligatori la Messa mattutina e il Rosario serale, ma, racconta Cristiani, «Ogni mese dovevamo pure intervenire, cogli altri scolari della Università, alla congregazione, nella chiesetta di san Sisto. Guai a chi avesse ciarlato durante la lunga predica, o fosse mancato all'appello; i bidelli con lapis e carta prendevano nota di tutto per riferirne ai superiori. … Tutte queste pratiche di religione toglievano del tempo allo studio; e il Carducci, che del tempo era economo come l'avaro della borsa, portava anche alla messa, in cambio del libro d'orazioni, un qualche classico del formato in sedicesimo».
Questo spirito non doveva certo piacere al Carducci, che scrisse la poesia satirica Al beato Giovanni della Pace (poi inserita nei Juvenilia), prendendosi gioco delle reliquie di un frate del Duecento che erano state superstiziosamente fatte tornare alla luce per essere usate nelle processioni cittadine. Si figuri quindi come Giosuè dovesse mettere in guardia Giuseppe Chiarini, quando questi gli manifestò il desiderio di andare a studiare a Pisa. «Guai, guai nella Scuola Normale a colui che pensa», scrisse nella risposta, lamentando il fatto che gli insegnanti conoscessero nozioni e date, ma senza avere alcuna capacità di sviluppare un ragionamento o manifestare una propria identità.

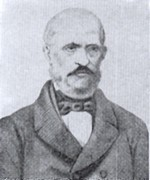
Pietro Thouar

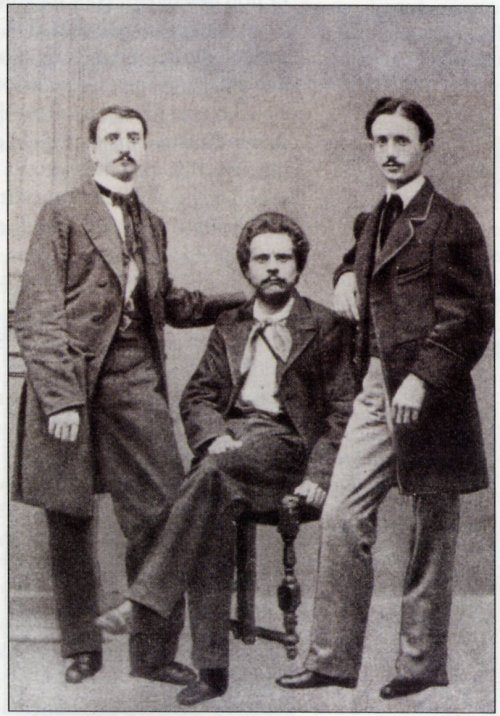
Gargani, Carducci e Chiarini

Intanto, ancora in una seduta dei «Filomusi», nel settembre 1854 era stato notato da Pietro Thouar, il fondatore del giornale Letture di famiglia, il quale mensilmente pubblicava un'appendice intitolata L'Arpa del popolo, in cui alcune poesie "facili" venivano spiegate ad uso della gente comune. Tramite Barsottini, Thouar offrì a Carducci di lavorare per questo supplemento, ed egli accettò con entusiasmo, dal momento che poteva così anche guadagnare qualche soldo, mentre la famiglia continuava a non avere requie, ed era stata costretta a trasferirsi a Piancastagnaio.
Un'epidemia di colera afflisse alcune zone della Toscana nel 1854. Carducci si sentiva molto legato alla sua terra e non esitò a mettere da parte i libri per assistere giorno e notte a Piancastagnaio, assieme al padre e a Dante, le persone che venivano contagiate dal morbo.
Il 2 luglio 1856 conseguì la laurea in filosofia e filologia con una tesi intitolata Della poesia cavalleresca o trovadorica, inno, vi si legge, al «risorgimento intellettuale (il risorgimento della letteratura e dell'arte in Italia sul finire del medio evo)», lode a Cielo d'Alcamo, ai poeti dello stilnovo, a san Francesco d'Assisi e naturalmente a Dante Alighieri, nell'esaltazione dei modelli classici latini imprescindibile modello anche per la letteratura presente.
Nel periodo universitario Carducci era solito recarsi nei giorni liberi a Firenze, per trascorrere del tempo in compagnia degli amici, tra cui spiccavano Giuseppe Torquato Gargani (1834-1862), Giuseppe Chiarini (1833-1908), Ottaviano Targioni Tozzetti (1833-1899), Enrico Nencioni (1837-1896) e altri. Assieme a Nencioni e Chiarini cominciò a stampare, a partire dal 1855, dei versi nell'Almanacco delle dame edito dal cartolaio Chiari, e nel 1856 Giosuè fece uscire nell'Appendice alle Letture di Famiglia (diretta e fondata ancora dal Thouar) una traduzione e un commento dei versi 43-71 della prima Georgica virgiliana e dell'Epodo VII di Orazio.
Con gli amici fiorentini diede anche vita al gruppo antiromantico - e di strenua difesa del classicismo - degli Amici pedanti, assieme ai quali attaccò la corrente "odiernissima" dominante in città, appoggiando il Gargani nella stesura della sua Diceria e curando una Giunta alla derrata in cui replicava alle sprezzanti critiche piovute addosso agli Amici dai periodici locali, primo fra tutti il fanfaniano settimanale Il Passatempo.

### Il debutto nell'insegnamento e l'edizione delleRime

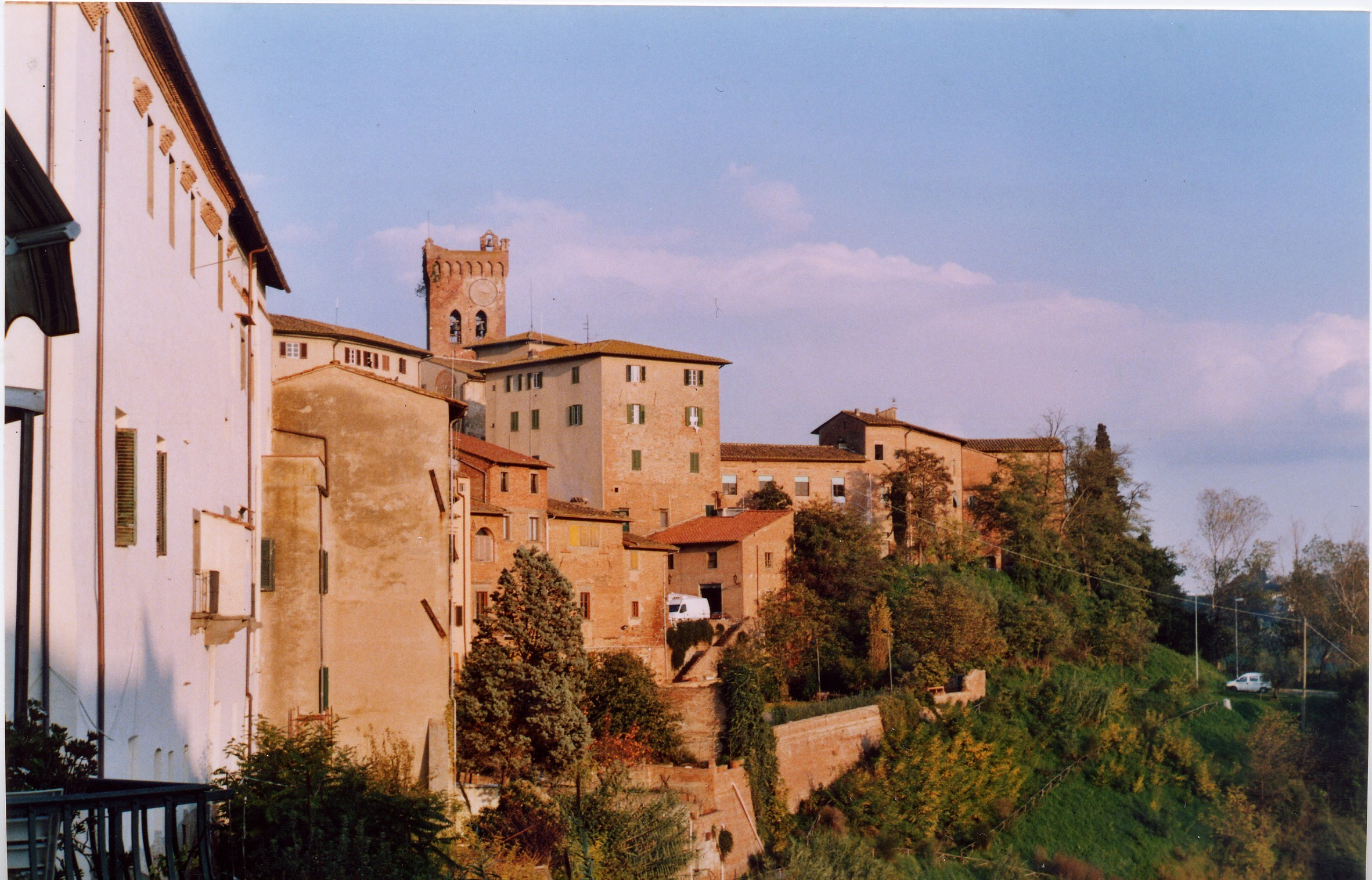
Una veduta di San Miniato al Tedesco, oggi San Miniato

Carducci aveva la vocazione per l'insegnamento pubblico. Durante le vacanze del 1853 a Celle, per esempio, prendeva da parte i ragazzi e parlava loro di letteratura. Inoltre, si è già visto il suo ruolo trainante con i colleghi e gli amici a Firenze e poi a Pisa. Gargani e Nencioni erano precettori privati, e in un primo momento Pietro Thouar propose anche a Giosuè di intraprendere questa via. La risposta fu però chiara: egli voleva impiegarsi nell'insegnamento pubblico.
Nel 1856, dopo aver passato l'estate nella ridente Santa Maria a Monte, piccolo borgo nell'odierna provincia di Pisa cantato nel sonetto O cara al pensier mio terra gentile, fu ammesso, per interessamento del direttore della scuola, Giuseppe Pecchioli, al Ginnasio di San Miniato al Tedesco. Lo accompagnarono Ferdinando Cristiani e Pietro Luperini, due normalisti cui furono assegnati rispettivamente l'insegnamento della grammatica e delle umanità. Il Nostro ebbe la cattedra di retorica per la quarta e quinta classe. I tre abitavano a pigione subito fuori Porta Pisana, in una casetta nota nel vicinato come «casa de' maestri», e da loro definita Torre Bianca.
Dalla squallida scuola, «grand'edificio monacale», si poteva ammirare il paesaggio del Valdarno e Carducci faceva studiare, tradurre e commentare ai ragazzi soprattutto Virgilio, Tacito, Orazio e Dante, buttando «fuor di finestra gli Inni Sacri del Manzoni». L'entusiasmo iniziale - «Insegno greco: evviva: faccio spiegare Lucrezio ai miei ragazzi: evviva me», scriveva a Chiarini - durò tuttavia poco, e presto il grigiore di un borgo chiuso e gretto doveva prendere il sopravvento.
Nella Torre Bianca si mangiava e beveva, e gli schiamazzi indispettivano la gente del luogo. Sebbene Carducci abbia sentenziato che queste, assieme a «giocare, amare, dir male del prossimo e del governo» fossero le occupazioni più degne dell'homo sapiens, era quello un costume che non gli si confaceva e che tradiva l'insoddisfazione latente. Non studiava né scriveva più, e persino la letteratura e la gloria gli parevano vane. «Perché perdere il mio tempo e la mia salute a far commenti e poesie?» scriveva ai fiorentini, «No, non faccio più nulla e non farò più nulla: e faccio bene».
Gli fu intanto pretestuosamente affibbiata l'etichetta di «misocristismo», e qualcuno sparse la voce che il Venerdì Santo del 1857 fosse sceso in paese e in una taverna avesse osato proferire una bestemmia in presenza dell’oste. «È vero» ammetterà, «che io in quell'anno andavo pensando un inno a Gesù con a motto un verso e mezzo di Dante, Io non so chi tu sie né per che modo / venuto se' quaggiù», ma è altrettanto vero che quel giorno si trovava a Firenze e in quei mesi aveva salutato Jacopone da Todi come Pindaro cristiano, componendo pure una lauda al Corpo del Signore. Ne nacque una sorta di processo che il buon senso fece però presto naufragare.
Tuttavia, i debiti contratti presso Afrodisio, come veniva chiamato colui che li ospitava, e presso il proprietario del Caffè Micheletti, cominciarono ad assumere proporzioni preoccupanti. Fu così che Cristiani ebbe l'idea di far pubblicare le poesie di Carducci. Questi, offeso, rifiutò di prostituire i propri versi per un pubblico che non li avrebbe intesi,
ma infine, siccome l'editore Ristori «offeriva un'edizione economica e trattamento da amico», il poeta fu costretto a cedere.

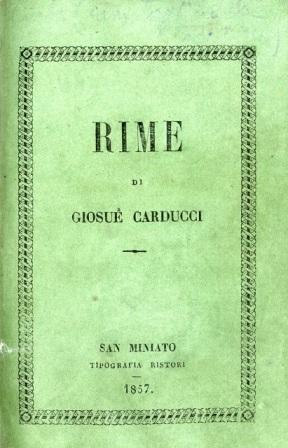
L'edizione Ristori del 1857

A partire dal mese di maggio lavorò alla correzione dei testi che sarebbero dovuti comparire nel volumetto. Spaziando dalla patriottica ode Agli italiani ai Saggi di un Canto alle Muse, per giungere all'ode A Febo Apolline, ripresa e completamento di un componimento adolescenziale, fino ai sonetti e alle ballate, dopo un intenso labor limae, il libro vide la luce il 23 luglio 1857 per i tipi di Ristori, composto da 25 sonetti, 12 Canti e i Saggi. L'ode oraziana - e in minor misura quella alcaica - la fa da protagonista, in un contesto chiaramente improntato alla ripresa di modelli classici, e non mancano laudi, come quella per la processione del Corpus Domini, o componimenti impregnati da spirito religioso.
Certo, però, i debiti non si estinsero, al contrario aumentarono, tanto che alla fine furono i genitori dei ragazzi a pagarli, mentre «le Rime rimasero esposte ai compatimenti di Francesco Silvio Orlandini, ai disprezzi di Paolo Emiliano Giudici, agl'insulti di Pietro Fanfani».
Il volume non passò certo inosservato né fu soltanto vituperato. La guerra che Gargani e gli Amici avevano scatenato con la Diceria si rinfocolò all'apparizione delle Rime, con Fanfani in prima linea. Questi pubblicò molti articoli denigratori ne La Lanterna di Diogene, scandalizzandosi del fatto che un certo E.M. avesse avuto l'ardire, ne La Lente, di definire Carducci miglior poeta italiano dopo Niccolini e Mamiani.
E.M. altri non era che l'avvocato Elpidio Micciarelli, un amico del Targioni che nel gennaio 1858 fondò il settimanale Momo, mettendolo a disposizione degli Amici. Il Momo pubblicò alcuni sonetti satirici del Carducci, uno diretto contro Fanfani e uno contro Giuseppe Polverini, editore e proprietario de Il Passatempo. La polemica continuò per mesi, a colpi di caricature e sonetti caudati, coinvolgendo anche il Guerrazzi che, in risposta alla richiesta di un parere sulle Rime inviatagli da Silvio Giannini (un amico di Carducci), riconosceva il grande talento del poeta rimproverandogli però il disprezzo per le letterature straniere e il fatto di copiare gli antichi, perché egli non viveva al tempo di Orazio o Pindaro, e doveva sentire e pensare da sé.
Alla fine dell'anno scolastico, nell'estate 1857, prese in affitto alcune stanze a Firenze in via Mazzetta di fronte alla famiglia Menicucci, e decise di rinunciare al posto samminiatese. Fu un periodo di frequenti riunioni degli Amici pedanti. Insieme parlavano di letteratura, leggevano e improvvisavano componimenti. Talvolta i raduni si svolgevano in casa di Francesco Menicucci - più spesso dal Chiarini -, uomo di grande bontà d'animo che con entusiasmo aveva preso parte ai moti del 1848, e amava sentire parlare di letteratura e storia, anche se le sue conoscenze in materia erano piuttosto confuse, e una sera in cui si era deciso di leggere Orazio egli infaustamente chiese: «Sono le poesie di Orazio Coclite?». Menicucci venerava il Carducci, e si rallegrava del fidanzamento con Elvira, ormai ufficiale.
Alcune riunioni avevano un anfitrione illustre; si tenevano nella cella del padre Scolopio Francesco Donati - da Giosuè scherzosamente soprannominato «Padre Consagrata» -, insegnante alle Scuole Pie dal 1856, studioso della tradizione popolare della Versilia e autore di ballate tradizionali, oltre che di un Saggio di un glossario etimologico di voci proprie della Versilia e un Discorso Della poesia popolare scritta.
Nel 1883, nello scritto autobiografico Le «Risorse» di San Miniato al Tedesco, ricorderà con dovizia di dettagli l'esperienza samminiatese. Dopo aver fatto un veloce pensiero alla cattedra di letteratura italiana dell'Università di Torino, che aveva bandito un concorso, alla fine dell'estate fece domanda per insegnare al liceo di Arezzo, ma fu respinto.

### Dopo San Miniato: la collaborazione con l'editore Barbera e i primi lutti
Così, senza lavoro, in una situazione familiare che continuava a essere attanagliata dalla precarietà economica, ai primi d'ottobre il giovane poeta propose a Gaspero Barbera un'edizione di tutte le opere italiane di Angelo Poliziano. Il Barbera aveva recentemente fondato una casa editrice, destinata poi a gran fama, e cercava qualcuno che curasse le proprie edizioni di opere letterarie. Oltre ad accettare il lavoro polizianeo, offrì al Carducci cento lire toscane per ogni volume di cui avesse curato la parte filologica e tipografica. Giosuè accettò con entusiasmo, e lavorò brillantemente alle Satire e poesie minori di Vittorio Alfieri e a La secchia rapita del Tassoni.
La tragedia, però, era dietro l'angolo. Il fratello Dante era ancora senza lavoro e la sua vita era sempre più dissipata. La sera del 4 novembre 1857, a Santa Maria a Monte, Dante arrivò in ritardo per cena, con al collo una sciarpa non sua. Al padre disse di averla ricevuta da una donna che aveva fama di facili costumi, e pare che Michele, irritato, sia uscito dalla stanza seguito dalla moglie, che cercava di calmarlo. L'attimo fu fatale, e rientrando trovarono il figlio che si era inferto una ferita mortale al petto.
A partire dal 1925, sono state diffuse teorie che avallavano l'ipotesi di un omicidio da parte del padre, ma studi seri le hanno confutate, e oggi si propende con una certa sicurezza per la tesi del suicidio.
 Giosuè era a Firenze; avvertito, accorse al piccolo borgo e scrisse la canzone In memoria di D.C.. Il padre, profondamente scosso, non si riebbe più, ammalandosi progressivamente.
Nelle riunioni con gli Amici Carducci trovò la forza per reagire: si leggevano Ariosto e Berni, e in generale i poeti satirici che tanta parte ebbero nel primo Carducci e nelle polemiche antiromantiche. Il padre però peggiorava rapidamente, e il 15 agosto 1858 una lettera richiamò il figlio a casa. Quando arrivò Michele era già morto. Giosuè dovette quindi prendersi cura della famiglia, e tutti insieme si trasferirono a Firenze, andando ad abitare in affitto in una soffitta di Borgo Ognissanti.
Si rimise a studiare alacremente, mentre gli Amici sentirono l'esigenza di lasciar perdere le polemiche letterarie e fondare un giornale di studi letterari. Così nacque il Poliziano, mensile che vide la luce nel gennaio dell'anno successivo. Oltre a Carducci, Targioni e Chiarini, vi scrissero Antonio Gussalli (l'editore principe di Pietro Giordani, forse il prosatore più amato dai Pedanti), Donati, Puccianti e molti altri. Il discorso programmatico uscito nel primo numero, Di un migliore avviamento delle lettere italiane moderne al loro proprio fine, fu naturalmente opera carducciana. Gli eventi politici, tuttavia, entravano nel vivo, e il giornale cessò in giugno le proprie pubblicazioni.
Accanto alla collaborazione al Poliziano, Carducci andava intensificando il lavoro per Barbera; fra i tanti titoli di cui curò l'edizione per la Collezione Diamante troviamo Del principe e delle lettere, le Poesie di Lorenzo de' Medici, le Liriche del Monti, le Rime di Giuseppe Giusti, le Satire e odi di Salvator Rosa e le Poesie di Dante Gabriel Rossetti, una virata, quest'ultima, che offese il Donati, purista rigorosissimo.

### Il matrimonio e il periodo pistoiese

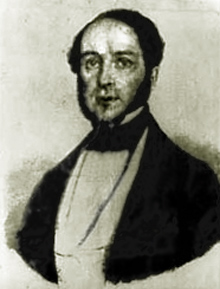
Vincenzo Salvagnoli

Il 7 marzo 1859 si celebrarono molto semplicemente le nozze con Elvira Menicucci, figlia di Francesco Menicucci e figliastra di Anna Celli, sorella della madre Ildegonda, dalla quale avrà due figli e tre figlie (Francesco morto dopo pochi giorni dalla nascita, Dante morto a soli tre anni (1870), Bice, Laura e Libertà, "comunemente" detta Tittì). Carducci la portò provvisoriamente nella casa di Borgo Ognissanti, e poi, due mesi dopo, si trasferirono tutti in via dell'Albero, dove Giosuè riprese a lavorare e studiare. Le riunioni serotine si tenevano ora al Caffè Galileo, all'angolo tra via de' Cerretani e via Rondinelli, e coinvolgevano un gruppo più ampio, composto tra gli altri da Luigi Billi, Fortunato Pagani, Olinto Barsanti, Emilio Puccioni, Luigi Prezzolini e lo stesso editore Barbera.
Frattanto il Granduca Leopoldo II era stato cacciato il 27 aprile, segnando l'avvento del governo provvisorio di Bettino Ricasoli, e Carducci si dedicò alla composizione della canzone a lode di Vittorio Emanuele, pubblicata anni dopo ma già circolante manoscritta. Ebbe grande successo, come la coeva ode Alla Croce di Savoia, che Silvio Giannini volle a tutti i costi mettere in musica. Malgrado l'opposizione del diretto interessato, l'opera fu musicata da Carlo Romani e cantata alla Pergola da Marietta Piccolomini. Presentato in quella circostanza al Ministro del culto Vincenzo Salvagnoli, si vide nuovamente offrire un posto al liceo aretino, ma rifiutò. Accettò invece la nomina a professore di greco del liceo Niccolò Forteguerri di Pistoia.
Carducci indicò quindi chiaramente la propria appartenenza ideologica alla fazione che voleva l'Italia unita e il ricongiungimento con il Piemonte, in opposizione agli obiettivi dei filo-granducali e a quelli del circolo facente capo a Gino Capponi (il cosiddetto circolo di san Bastiano), propugnatore di un ritorno alla libertà municipale.

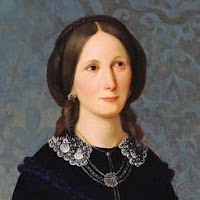
Louisa Grace Bartolini

Il 12 dicembre, settimina, nacque Beatrice (Bice), la prima figlia, e la famiglia si trasferì a Pistoia tra il 7 e l'8 gennaio 1860. Al fine di trovare prima una sistemazione, Carducci non portò subito con sé la famiglia, ma lo fece solo dopo aver preso dimora in un appartamento di proprietà del professor Giovanni Procacci. La legge sui licei toscani del 10 marzo gli mutò l'insegnamento del greco in quello dell'italiano e del latino - la cattedra di greco fu affidata a Raffaello Fornaciari - ma infine, essendo l'anno scolastico già nella seconda parte, Carducci si risolse, in accordo col direttore della scuola, a fare solo lezioni cattedratiche.
In città frequentò la casa della poetessa di lingua inglese d'origine e sentimenti indipendentisti irlandesi Louisa Grace Bartolini (1818-1865), nativa di Bristol e sposa dell'architetto toscano Francesco Bartolini. Convenivano abitualmente nel salotto Giovanni Procacci e Fornaciari, e talvolta vi si univano Gargani e Chiarini, che non avevano perso l'abitudine di andare a trovare l'amico ovunque si trovasse. Per Louisa Grace Carducci nutriva una notevole ammirazione, come dimostrano le parole che antepose all'ode che le dedicò in Levia Gravia: «Quelli che solo abbian visto di lei le versioni dei canti di T.B. Macaulay e E.W. Longfellow e le Rime e Prose ... non potrebbero ancora farsi un'idea giusta del suo ingegno, della dottrina in più lingue e letterature e dell'ancor più grande gentilezza e generosità dell'animo suo».
Appena iniziate le lezioni Carducci venne a sapere della spedizione di Garibaldi in Sicilia, e pensando che il Targioni e il Gargani erano partiti a combattere per la patria gli si strinse il cuore. Lui era rimasto ad accudire la madre sofferente per le recenti perdite del figlio e del marito. La passione si profuse quindi nell'ode in decasillabi manzoniani Sicilia e la Rivoluzione, e venne apposta a Firenze per recitarla agli amici entusiasti in casa di Luigi Billi, mentre nel comune obiettivo si dimenticavano le "imperfezioni romantiche" del testo:
(Sicilia e la Rivoluzione, vv. 125-132)

### L'arrivo a Bologna

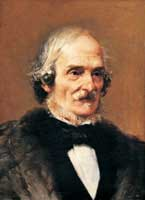
Terenzio Mamiani

Nel gennaio 1860 a Torino era stato nominato ministro dell'istruzione Terenzio Mamiani. Nonostante questi fosse in uggia al cugino Leopardi, che ne celebrò ironicamente «le magnifiche sorti e progressive», né fosse gradito al Mazzini, Carducci lo aveva sempre tenuto in grande stima, tanto da includerlo nel ristretto gruppo dei sei dedicatari delle Rime del 1857, al cui interno vi erano per Mamiani una dedica e un sonetto.
È del tutto naturale quindi che il nome di Giosuè gli fosse amico e, conscio del suo straordinario talento, già il 4 marzo così gli scrisse: «La fortuna togliemi per il presente di poterle offerire una cattedra di eloquenza italiana in qualche Università, come porterebbe il suo merito», aggiungendo che per il momento gli sarebbe stato grato se avesse accettato un liceo a Torino o Milano in attesa di arrivare a breve più in alto.
Con gratitudine Carducci, pur declinando i venti del Nord della penisola - per non allontanarsi troppo dalla famiglia - si dimostrò pronto ad accettare la nomina presso qualsiasi università. Intanto i mesi passavano e il periodo pistoiese diventava gradevole, in quanto consentiva numerose sortite fiorentine, nella città in cui sognava di insegnare. Il 18 agosto, però, Carducci ricevette da Mamiani una lettera in cui gli comunicava che Giovanni Prati, «per ragioni al tutto speciali», aveva ricusato la nomina a professore di Eloquenza presso l'Ateneo Felsineo, e sarebbe quindi stato onorato nel sapere il Carducci disposto ad accettare la cattedra.
Così, con decreto del 26 settembre 1860 venne incaricato dal Mamiani a tenere la cattedra di Eloquenza italiana, in seguito chiamata Letteratura italiana presso l'Università di Bologna, dove rimarrà in carica fino al 1904.

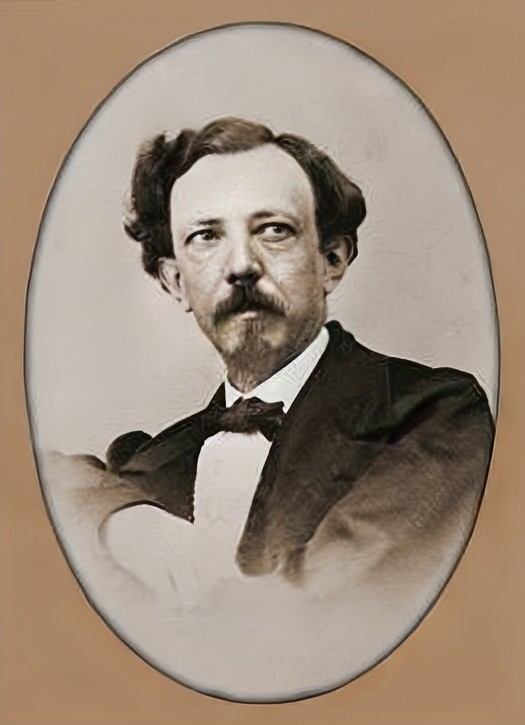
Emilio Teza

Ad accoglierlo c'era un giovane insegnante veneto, Emilio Teza, nominato quell'anno professore di Letterature comparate nell'Ateneo. Questi l'accompagnò in un alloggio provvisorio sito in Piazza dei Caprara, e gli mostrò poi la città, che apprezzò molto. Nei primi tempi passarono assieme molto tempo, e anche successivamente fu uno dei pochi che Carducci frequentò, chiuso in casa a studiare e preparare i corsi o nell'aula universitaria a fare lezione.
Carducci prendeva il posto di monsignor Gaetano Golfieri, bolognese, estroso poeta estemporaneo i cui sonetti celebrativi per eventi di ogni sorta - lauree, matrimoni, guarigioni, ecc. - erano noti in tutta Bologna e venivano affissi alle colonne della città. La loro fama si diffuse anche nella campagna circostante. Avendo rifiutato di partecipare al Te Deum nella basilica di San Petronio in occasione del plebiscito, fu esonerato dall'incarico di professore, e perdette anche il titolo di dottore collegiato della Facoltà, quando rifiutò di prestare giuramento al re d'Italia. Si consolò quindi mantenendo il ruolo indiscusso di autore ufficiale di sonetti.

L'aula in cui Carducci tenne le lezioni dal 1860 al 1904

La prima fatica di Carducci consistette nella preparazione della prolusione, pronunciata il 27 novembre in un'aula gremita e che, ampliata notevolmente, andò a comporre i cinque discorsi Dello svolgimento della letteratura nazionale. Il 3 dicembre fu raggiunto dalla famiglia, con cui si accomodò alla meglio in una piccola abitazione presso San Salvatore, per passare a maggio - che a Bologna è il tempo degli sgomberi - in via Broccaindosso, stradina fra le più modeste della città in cui sarebbe rimasto fino al 1876.
Il 15 gennaio cominciò le lezioni: il programma prevedeva lo studio della letteratura italiana prima di Dante. L'università felsinea viveva un periodo di degrado cronico, e non era che l'ombra dello splendore dei secoli passati. Il numero degli allievi del neoprofessore andò via via calando, «perché la lezione di diritto commerciale messa su ultimamente mi toglie tutti i giovani», finché la mattina del 22 non poté nemmeno fare lezione, essendosi presentati solo in tre.
Intanto, molte idee si affastellavano nella testa del Carducci, e molti progetti. Scriveva un saggio su Giovita Scalvini, pensava ad una biografia leopardiana per la Galleria contemporanea e continuava a lavorare all'edizione polizianea. Tutto ciò gli toglieva tempo per le creazioni poetiche, ma non si arrendeva, tanto che aveva in mente di comporre una canzone sul monumento a Leopardi, un canto in terzine su Roma, un'ode intitolata La plebe e molto altro, senza contare la prosecuzione dell'avventura barberiana, per la cui collezione Diamante erano ormai pronte le Rime di Cino e d'altri del secolo XIV, per le quali chiedeva notizie agli amici fiorentini che potevano vedere direttamente i codici.
E poi? Poemi filosofici, e una «marsigliese italiana per le future battaglie». Voleva far uscire entro la fine del 1861 anche un volume di prose, ma non se ne fece nulla. Tutto questo lungo elenco di opere restava a livello di abbozzo - in parte poi tradotto in pratica - perché l'occupazione primaria rimanevano il lavoro e lo studio, fondamentali per forgiare nel modo più compiuto l'autore degli anni a venire.
Agli ultimi di luglio del 1861 Gargani raggiunse l'amico, alquanto lieto, a Bologna, e insieme passarono il mese di agosto a Firenze, dove il mese successivo li raggiunse anche Chiarini, che nel frattempo si era stabilito a Torino per collaborare alla Rivista italiana. Fu una riunione felicissima, e trascorsero giorni indimenticabili, mentre Gargani sprizzava gioia da tutti i pori: era promesso sposo della sorella di Enrico Nencioni.

Passata l'estate, però, il 24 ottobre Chiarini ricevette da colui che doveva convolare alle fiaccole imenee una lettera disperata; era stato abbandonato dalla fanciulla, e quella sera stessa il Carducci sarebbe corso a Firenze per chiederne ragione. La spedizione non ebbe successo, e il Gargani, da sempre cagionevole di salute, si ammalò di tisi, e la malattia peggiorò rapidamente. Tra febbraio e marzo, Giosuè si spostava quasi quotidianamente in treno fra Bologna e Faenza, al capezzale dell'amico (insegnante nel locale liceo), finché il 29 marzo Gargani morì. Fu un lutto severo per il Nostro; un mese dopo faceva comparire sul giornale fiorentino Le veglie letterarie uno scritto in sua memoria, e gli dedicò poi alcuni versi della poesia Congedo che avrebbe chiuso l'edizione dei Levia Gravia nel 1868.

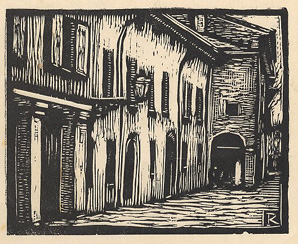
La casa di via Broccaindosso in una xilografia di Giulio Ricci

Nel secondo anno bolognese tenne un corso su Petrarca, mentre scriveva al Chiarini come fosse sua intenzione non staccarsi per molti anni dall'approfondimento della triade portante - Dante, Petrarca, Boccaccio - della letteratura italiana. Solo in seguito si sarebbe potuti passare «agli architravi e alle parti del tempio», ossia ai secoli successivi. L'alleanza di Ricasoli con il Papa intanto lo metteva di cattivo umore e andò inasprendo la sua tendenza anti-cattolica, aiutato in questo da una città che meno di Firenze scendeva a compromessi.

### L'appartenenza alla Massoneria
Nel 1861 la Massoneria aveva ritrovato una grande influenza politica, incarnando i valori del patriottismo e del Risorgimento italiano. Diventò un punto di passaggio frequente per i fautori dell'unità nazionale, tanto che lo stesso Garibaldi vi era affiliato, mentre Giosuè fu iniziato nella Loggia «Galvani» di Bologna subito dopo la Giornata dell'Aspromonte, e la poesia Dopo Aspromonte volle essere il manifesto di questo ingresso, un'esaltazione del «Trasibul di Caprera» unita a un'aspra critica verso Napoleone III, all'interno di un tessuto narrativo pesantemente segnato dalla lettura degli Châtiments di Victor Hugo, cui Carducci unì un anti-cattolicismo più sferzante.

Pierre-Joseph Proudhon

Strinse quindi amicizia con uomini politici in vista e dopo l'università entrava al Caffè dei Cacciatori per poi recarsi in Loggia, e quindi percorreva i porticati discutendo con furore di politica e d'arte. In via Broccaindosso nel contempo cominciarono a soffiare i venti stranieri. Dopo aver giocato con la Bice, serrato nella sua stanza subiva sempre più il fascino degli autori d'oltralpe. Leggeva Michelet, Hugo, Proudhon, Quinet. Il primo gli trasmise il gusto di concepire la storia come un immenso tribunale, dove i poeti erano gli accusatori, mentre Quinet e Proudhon gli aprivano sempre più gli occhi sulla realtà di una Chiesa che aveva tradito il mandato divino.
«Tu solo, o Satana, animi e fecondi il lavoro, tu nobiliti le ricchezze. Spera ancora, o proscritto», scriveva Proudhon. Michelet produceva le prove storiche dell'ingiustizia perpetrata ai danni di Satana, identificato con la scienza e la natura, sacrificate alla mortificazione cristiana. Figura di martire politico in Proudhon, venato di riflessi scientifici in Michelet, Satana diveniva emblema del progresso e «del prodigioso edificio ... delle istituzioni moderne», simbolo di una verità brutalmente calpestata o occultata dal clero.
Furono dunque questi i prodromi del celebre inno A Satana. Recatosi a Firenze nel settembre 1863 per la stampa dell'opera sul Poliziano, in una nottata insonne gli ruppe dal cuore l'Inno, composto da cinquanta quartine di senari secondo lo schema ABCB. Lo definì «chitarronata», non riuscito nello stile ma foriero di verità. «L'Italia col tempo dovrebbe innalzarmi una statua, pel merito civile dell'aver sacrificato la mia coscienza d'artista al desiderio di risvegliar qualcuno o qualcosa... perché allora io fu un gran vigliacco dell'arte», scriverà anni dopo.
Il 16 ottobre pubblicò l'edizione critica delle opere polizianee, che fece molto scalpore e suscitò notevole ammirazione non solo per la dottrina espressa, ma anche perché era la prima volta che il testo di uno scrittore italiano veniva emendato secondo i dettami della moderna critica testuale. Fervente continuava ad essere anche la collaborazione col Barbera; nel 1862 pubblicò le Poesie di Cino da Pistoia e i Canti e Poemi di Vincenzo Monti. L'anno successivo si dedicò al De rerum natura lucreziano tradotto dal Marchetti, dandolo alle stampe, sempre per la Collezione Diamante, nel 1864.
Il 1864 fu anche l'anno di nascita di Laura, la figlia secondogenita. Dopo l'omaggio dantesco, quindi, non poteva mancare quello petrarchesco.
Affiliato alla Massoneria del Grande Oriente d'Italia sin dal 1862, nel 1866 fu tra i fondatori della Loggia bolognese "Felsinea", e ne divenne il segretario, ma assunse «ben presto un orientamento contrario al rito scozzese dell'Ordine». Dopo aver scritto un opuscolo di protesta, per conto della Loggia "Felsinea", nel 1867 la loggia fu sciolta dal Gran maestro Lodovico Frapolli e Carducci fu espulso dalla Massoneria. «E il Carducci non se ne occupò mai più, anche se più tardi reiscritto ed accarezzato da uomini di gran nome come Adriano Lemmi ed Ernesto Nathan». Con il nuovo Gran maestro Adriano Lemmi Carducci fu affiliato il 20 aprile 1886 alla Loggia "Propaganda massonica" di Roma, dove raggiunse il 33° e massimo grado del Rito scozzese antico ed accettato.
Negli anni del trasformismo il poeta conquistò un posto centrale nella struttura ideologica e culturale dell'Italia umbertina, giungendo ad abbracciare le idee politiche di Francesco Crispi. Il 30 settembre 1894 pronunciò il discorso per l'inaugurazione del nuovo Palazzo degli Offici (ora Palazzo Pubblico) nella Repubblica di San Marino.
Nel 1865 pubblicò a Pistoia, in un piccolissimo numero di esemplari e fuori commercio, l'Inno a Satana, con lo pseudonimo di Enotrio Romano, che dovette usare fino al 1877, accompagnandolo talvolta al nome vero. Tra il 1863 e il 1865 scrisse per la Rivista italiana che, fondata dal Mamiani, era passata sotto la direzione di Chiarini, e accolse scritti carducciani sulla lirica italiana dei secoli XIII e XIV. Imponente è il materiale raccolto in questi anni per opere di erudizione letteraria; meritano menzione il discorso sulle Rime di Dante e i tre raccolti con il titolo Della varia fortuna di Dante e pubblicati su Nuova Antologia tra il 1866 e il 1867.
I primi dieci anni bolognesi furono arricchiti da illustri relazioni che riuscì a stabilire; le più significative furono quelle con Francesco Rocchi, insigne studioso di epigrafia, con Pietro Ellero, Enrico Panzacchi, Giuseppe Ceneri, Quirico Filopanti e Pietro Piazza.

### La poesia laica
La sua poesia, intanto, sotto l'influsso delle letterature straniere e in particolare di quella francese e tedesca, divenne sempre più improntata di laicismo, mentre le sue idee politiche andavano orientandosi in senso repubblicano. Si dedicò seriamente allo studio del tedesco con l'aiuto di un maestro, tanto che in breve tempo riuscì a padroneggiare i poeti più difficili e amati, quali Klopstock, Goethe, Schiller, Uhland, Von Platen, Heine.
Nell'agosto 1867 fu invitato a trascorrere nel "Palazzo Corazzini" (adesso "Palazzo Ortolani") a Pieve Santo Stefano, nella Valle Tiberina, un periodo presso la famiglia Corazzini, che tra i propri membri annoverava il giovane Odoardo, che presto sarebbe morto nella battaglia di Mentana. Pur preoccupato dal succedersi degli eventi politici, il Carducci riuscì, condividendo la vita di campagna sana e naturale dei Corazzini così congeniale al suo modus vivendi, a ritemprare lo spirito e a distendersi. Insieme visitarono le sorgenti del Tevere, e la lieta esperienza estiva fu fonte di ispirazione per la poesia Agli amici della Pieve, poi divenuta Agli amici della valle Tiberina, considerato il suo primo epodo, metro che assurse, insieme al giambo, a protagonista della successiva fase carducciana.

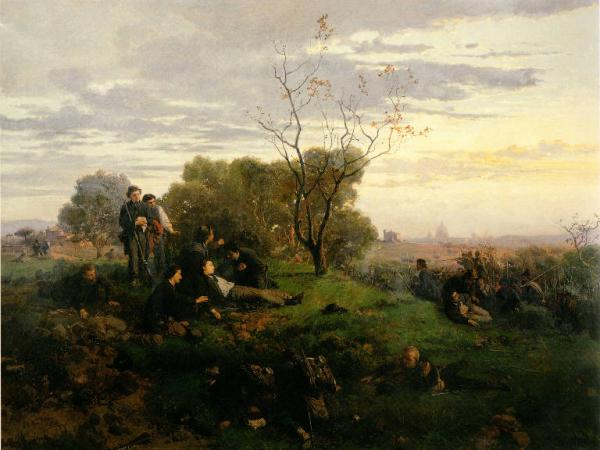
G. Induno: La morte di Enrico Cairoli

Gli entusiasmi si accesero subito dopo per la spedizione garibaldina su Roma, ma il dolore colse il poeta nel profondo alla notizia della morte di Enrico Cairoli (e del ferimento di Giovanni, che morirà due anni dopo per le ferite riportate nello scontro) a Villa Glori e della prigionia di Garibaldi alla fortezza del Varignano. L'ira fu espressa nelle strofe del Meminisse horret, scritto a Firenze ai primi di novembre. Venuto a conoscenza, poco dopo, della morte di Odoardo Corazzini, scrisse in suo ricordo il famoso epodo, pubblicato per il democratico giornale bolognese L'Amico del Popolo nel gennaio del 1868 e subito stampato presso una tipografia cittadina. Anche questo testo, come Dopo Aspromonte, attinge a piene mani alla poesia politica di Victor Hugo.
Mentana non piacque alla Massoneria, e il Gran Maestro Lodovico Frapolli proclamò la chiusura delle logge bolognesi. Il Carducci manifestò allora il proprio spirito mazziniano in modo violento e nel novembre un decreto governativo lo trasferiva per punizione dalla cattedra bolognese a quella di latino dell'Università di Napoli. Valendosi dell'appoggio del ministro dell'Interno Filippo Antonio Gualterio - presso cui chiese al Barbera di intercedere - e promettendo di non occuparsi di politica, Carducci riuscì a rimanere a Bologna, anche se una successiva intemperanza gli procurò una sospensione temporanea dall'insegnamento.
Pubblicò, il 1º giugno 1868, presso la tipografia Niccolai e Quarteroni di Pistoia, la raccolta Levia Gravia con lo pseudonimo di Enotrio Romano, composta da gran parte delle rime samminiatesi e da una ventina di nuove poesie. Ne rimasero esclusi i testi politici, che pure aveva composto e che infiammavano le logge bolognesi. Il poeta volle che ne fossero stampati pochi esemplari, e che fossero regalati ad amici e intenditori.
L'opera non ebbe successo. Carducci riconobbe in futuro che in quella situazione la pubblicazione degli epodi polemici avrebbe senz'altro suscitato maggiore interesse e infiammato il pubblico, nell'acquisita consapevolezza che la prudenza politica è cattiva ispiratrice artistica. Nel 1868 però non ragionava così; si indignò per la pecoraggine del pubblico e si scagliò contro i sedicenti critici democratici, che volevano solo «discorsoni e versoni». Si scontrò duramente con i colleghi di università Francesco Fiorentino, Angelo Camillo De Meis e Quirico Filopanti, si allontanò dalla Massoneria e attraversò un periodo di forte misantropia.
«Io alle volte ho paura di me stesso: quando rivolgendo l'occhio al mio di dentro, veggo che non istimo e non amo quasi più nessuno, che m'infingo in continuo sforzo, per non mostrare a quelli con cui discorro quanto sono buffoni e sputacchiabili», scriverà qualche mese più tardi.

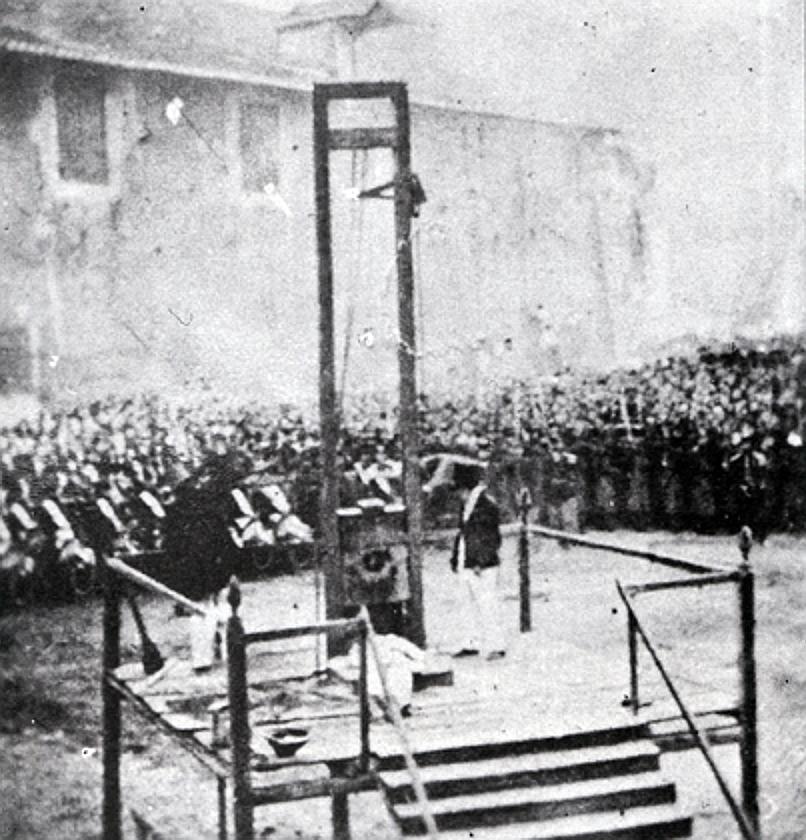
Una fotografia dell'esecuzione di Monti e Tognetti

La politica però continuava a fomentare nell'animo del Nostro forti passioni; il 22 ottobre i garibaldini Monti e Tognetti fecero esplodere una bomba alla caserma Serristori di Roma provocando la morte di 23 soldati francesi e quattro passanti, tra cui una bambina. Il 24 novembre furono ghigliottinati, e lo stesso mese Carducci compose l'epodo in loro memoria, facendolo subito comparire ne La Riforma e poi proposto in opuscoletto ancora da Niccolai e Quarteroni, con incasso delle vendite da devolversi ai familiari dei decapitati.
È un Carducci rabbioso quello che traspare dalle poesie politiche; inveisce ferocemente contro Papa Pio IX che immagina lieto per la decapitazione dei due rivoluzionari, mugugna per la sostituzione del nome di via dei Vetturini con quello di via Ugo Bassi (Via Ugo Bassi), il 1º novembre commemora lugubremente i morti senza pace (Nostri santi e nostri morti), e raggiunge l'acme con il disperato grido di In morte di Giovanni Cairoli:
(vv.131-134)
Se questo fu l'anno della rabbia, il successivo fu quello del dolore. Il 3 febbraio 1870 si spense la madre, cui era legatissimo e per cui nutriva una sorta di venerazione. Il dolore fu forte, ma non poté eguagliare quello della perdita del figlio prediletto Dante, nato il 21 giugno 1867 e morto il 9 novembre 1870. Dante cresceva forte e sano, e il padre lo amava smisuratamente. La morte fu improvvisa e imprevedibile. Giosuè, distrutto, si lasciò per qualche tempo andare allo scoramento più totale: «Non voglio far più nulla. Voglio inabissarmi, annichilirmi», scrisse in una lettera del 23 dicembre.
A Dante dedicò le celeberrime quattro quartine di Pianto antico.
È del settembre 1871 Versaglia, poesia dedicata alla Comune appena repressa nel sangue, nel massacro della quale vede i fantasmi del passato che tornano a dominare, la fede nella monarchia e la fede in Dio, le due forze reazionarie che per secoli hanno represso l'umanità:
(vv.49-60)

### La consacrazione letteraria
Piano piano riuscì a riprendersi, usando le armi consuete: quelle dello studio e dell'insegnamento. Il 1º marzo 1872 la casa sarà poi allietata dalla nascita dell'ultima figlia, Libertà, che verrà sempre chiamata Tittì. Il Barbera intanto propose a Carducci di pubblicare un libro che raccogliesse tutte le poesie, dalle prime alle più recenti. Giosuè accettò, e nel febbraio 1871 apparvero le Poesie, suddivise in tre parti: Decennali (1860-1870), Levia Gravia (1857-1870) e Juvenilia (1850-1857). Nei Decennali confluirono le poesie politiche, ad eccezione di quelle precedenti a Sicilia e la Rivoluzione (così volle l'autore), mentre le altre due sezioni riproducevano sostanzialmente i testi del volume pistoiese.
Continuò poi con la composizione di giambi (Idillio Maremmano il più celebre) ed epodi, sonetti (Il bove) e odi, unendovi la traduzione di composizioni di Platen, Goethe ed Heine mantenendone il metro originale. Questi e altri testi andarono a formare nel 1873 le Nuove poesie, 44 componimenti editi dal Galeati di Imola, inglobanti anche le Primavere elleniche che l'anno prima il Barbera aveva licenziato in un volumetto.

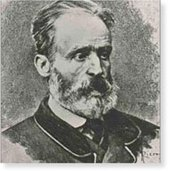
Nicola Zanichelli

Il libro non risparmiava critiche dirette a uomini politici, e suscitò forti reazioni. Bernardino Zendrini e Giuseppe Guerzoni scrissero su Nuova Antologia e sulla Gazzetta Ufficiale articoli contro le Nuove Poesie, cui fece seguito la reazione carducciana sulle colonne de La voce del popolo, comprendente sette capitoletti di Critica e arte, saggio che entrerà a far parte dei Bozzetti critici e dei Discorsi letterari editi dal Vigo nel 1876. Nel complesso, però, l'Italia ne riconobbe il valore. Ancora maggiori furono i consensi provenienti dall'estero. L'editore della Revue des Deux Mondes e addirittura Ivan Sergeevič Turgenev ne chiesero una copia, ed entusiastiche approvazioni arrivarono dal mondo germanico. La prima edizione fu subito esaurita e portò a esaurire anche quella delle Poesie edite da Barbera, il quale diede di queste ultime nuove edizioni nel 1874, 1878 e 1880, con la presenza nelle ultime due di una biografia del poeta scritta da Adolfo Borgognoni.
In quegli anni non era possibile, per i letterati della città, non fare una tappa alla libreria Zanichelli. Il Carducci incominciò a frequentarla quotidianamente, nelle passeggiate che faceva prima di cena dopo un pomeriggio di studio o di lezioni universitarie. Nicola Zanichelli voleva avviare una casa editrice, e si fece promettere dal nuovo avventore uno studio sulle poesie latine dell'Ariosto, dato che, con un anno di ritardo, nel 1875 si sarebbe celebrato a Ferrara il quattrocentesimo anniversario della nascita del poeta reggiano. Iniziò così una collaborazione molto duratura. Nell'aprile 1875 Zanichelli pubblicò la seconda edizione delle Nuove Poesie, e il mese successivo il promesso studio ariostesco.
Dopo le Nuove poesie però il Carducci voleva abbandonare la poesia sociale e tornare al primo amore: la classicità. «Alle mie odi barbare pensai fin da giovane; ne formai il pensiero dopo il 1870, poi ch'ebbi letti i lirici tedeschi. Se loro, perché non noi? La prima pensata in quella forma e scrittene subito le prime strofi è All'Aurora; la seconda tutta di seguito è l'Ideale». È un tuffo nel passato affrontato tuttavia con le armi di chi si è creato negli anni una precisa identità e non ha quindi intenzione di procedere a una pedissequa imitazione. Stimolato dall'esempio dei poeti tedeschi Carducci volle dimostrare che la poesia italiana poteva non solo riprendere le tematiche dei greci e dei latini, ma mantenerne il metro. Klopstock aveva riproposto in tedesco l'esametro latino, Goethe aveva risuscitato le forme greche, e la scuola teutonica si credeva la sola capace dell'impresa, in quanto le lingue romanze si erano allontanate troppo, attraverso la corruzione linguistica medievale, dal modello originario. Theodor Mommsen giurava che in italiano una simile operazione non fosse possibile.
Tutto ciò non poteva che spronare Giosuè a tentare: «Non so perché quel che egli fece col duro e restio tedesco, non possa farsi col flessibile italiano», scriverà a Chiarini nel 1874 riferendosi alle Elegie romane del Goethe e allegando l'asclepiadea Su l'Adda, scritta l'anno precedente.

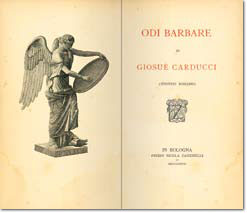
La prima edizione delle Odi barbare

Nel 1873, quindi, uscirono dalla sua penna i primi componimenti di questo tipo, le prime Odi barbare, che avranno una prima edizione presso Zanichelli nel luglio 1877, e in concomitanza con Postuma di Lorenzo Stecchetti inaugureranno la famosa «Collezione elzeviriana». In Su l'Adda l'asclepiadea viene resa in quartine con due endecasillabi e due settenari, uno sdrucciolo e uno piano, e qualche mese dopo compirà All'Aurora - pensata e cominciata prima delle altre -, in distici elegiaci, e l'alcaica Ideale. Per il distico, ora e in seguito, riesce a trasportare l'esametro e il pentametro nella poesia italiana combinando un settenario e un novenario per il primo, un senario sdrucciolo e un settenario piano per il secondo, mentre l'alcaica presenta due endecasillabi seguiti da un novenario e un decasillabo. Del 1875 sono le quattro quartine della saffica Preludio (la strofa saffica è costituita da tre endecasillabi e un quinario), concepita, come dice il titolo, come poesia introduttiva all'intera raccolta.
Le quattordici odi dell'edizione zanichelliana sono un vero e proprio manifesto della concezione carducciana del mondo, della storia, della natura. Gli eventi del passato non hanno potuto sconvolgere l'Adda che continua a scorrere ceruleo e placido (Su l'Adda), mentre «su gli alti fastigi s'indugia il sole guardando/ con un sorriso languido di viola». La natura continua imperturbabile il proprio corso, attraverso le aurore e i tramonti che costituiscono lo sfondo prediletto della raccolta.
La storia, però, funge da maestra per i costumi degradati del presente che possono risollevarsi solo attraverso il maestoso insegnamento di un passato rievocato come una fusione della storia nella natura, spoglio ormai delle proprie componenti truci o barbare e materia prima della poesia, e come nel canto di Demodoco le fiamme di Ilio non bruciano più, ma vengono trasfigurate dal canto, che con totale serenità esplica la propria potenza, come una nave - leitmotiv della raccolta - che pacificamente risale la corrente del tempo.
Non c'è quindi più furia politica in Carducci, non c'è rabbia né critica sociale. Le odi attaccano il cattolicesimo, esaltano l'impero romano ed esprimono la visione politica carducciana, ma essa perde la carica polemica precedente. Le odi si fissano su un particolare attuale - l'Adda che scorre, il sole che illumina il campanile della Basilica di San Petronio, il poeta che contempla le terme di Caracalla - per rievocare gli eventi storici trascorsi, e si chiudono nuovamente in una contemplazione solenne della natura, mentre il passato ormai andato non è più fonte di angoscia come in Leopardi, ma canto sempre attuale. La storia è regolata da un principio preciso e incontrovertibile.
I modelli non possono che essere Omero, Pindaro, Teocrito, Virgilio, Orazio, Catullo, accanto a cui agiscono Dante, Petrarca, Foscolo, cui vengono fatti rimandi testuali piuttosto espliciti e seguiti anche nel frequente uso dell'inversione sintattica caro alla lingua latina.
Le Odi, all'inizio, si scontrarono con lo scetticismo generale e presso il grande pubblico, voglioso di una poesia "leggera" dopo i recenti duri trascorsi storici, furono offuscate proprio dallo stile lineare e dal lessico semplice di Postuma. Non v'era un'immagine, nelle poesie dello Stecchetti, che non fosse chiara a tutti, né mancava certa licenziosità che attraeva il pubblico. Negli anni compresi tra il 1878 e il 1880 Postuma ebbe sette edizioni, mentre le Barbare si fermarono a tre, e se furono lette e vendute è da ascriversi all'ormai indiscussa fama del loro autore.
Se è vero che Gaetano Trezza e Anton Giulio Barrili le lodarono, è da dire come la prima reazione della critica fu anche più severa di quella del pubblico. Il Carducci fu attaccato e stroncato da tutte le parti. Passata la tempesta, però, il valore dell'opera fu riconosciuto, e lo stesso Guerrini dovette apprezzarla dato che si dilettò poi anch'egli a restituire nei suoi componimenti la versificazione latina.
Carducci però viveva un periodo affatto particolare, e le polemiche non turbavano più molto il proprio animo acceso e focoso. Aveva qualcosa che riempiva la sua esistenza, qualcosa di insperato e insospettato fino ad allora:
(Su l'Adda, vv.2-4)

### L'amore con Carolina Cristofori Piva

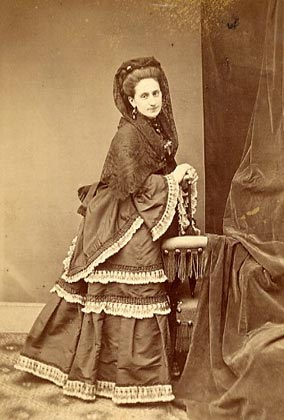
Carolina Cristofori Piva

Nel 1871 Maria Antonietta Torriani e Anna Maria Mozzoni percorrevano da Nord a Sud la penisola promuovendo l'emancipazione femminile e tenendo conferenze nelle città più importanti. Erano donne giovani e molto istruite. A Genova furono ospiti di Anton Giulio Barrili e da questi presentate a Francesco Dall'Ongaro, che le mise a sua volta in contatto con Giuseppe Regaldi e quindi con l'ambiente bolognese. A Bologna le due donne cercarono di avvicinare i due poeti del momento. Uno, Enrico Panzacchi, furoreggiava con versi galanti e conquistava facilmente le donne, frequentando da vero viveur la vita mondana della città, l'altro, Carducci, era tutto casa e lavoro, e gravava attorno a lui un'aura di inavvicinabilità. Dopo aver tenuto la conferenza, Mozzoni tornò a Milano, mentre Torriani rimase e intrecciò una fugace relazione con Panzacchi. Al tempo stesso fu però stupita dall'affabilità di Carducci, gentilissimo con le donne e ben diverso dall'immagine che le era stata dipinta. Fu lei a parlargli di una sua cara amica, Carolina Cristofori (1837-1881), già madre di tre figli e appassionata lettrice dei versi del vate versiliese. Carolina, nativa di Mantova, aveva sposato nel 1862 l'ex colonnello e poi generale di brigata garibaldino Domenico Piva, uno dei Mille, ed era donna di grande cultura e delicata sensibilità, così come delicata era anche la sua salute.
Il 27 luglio Carducci ricevette da Carolina una lettera di ammirazione cui erano allegati dei versi e un ritratto. Il poeta, lusingato, iniziò con lei un fitto scambio epistolare, e scriveva contemporaneamente anche a Torriani, dedicando versi a entrambe, Autunno romantico a Maria, la seconda Primavera Ellenica (la Dorica; più avanti anche la terza, l'Alessandrina) a Carolina, che a Milano - dove viveva la maggior parte dell'anno, in via Stella - frequentava il salotto di Clara Maffei facendo conoscere il nome di Giosuè ed esaltandovi Foscolo, il suo poeta prediletto.
Lo scambio che più lo stimolava era però quello con Carolina, sempre più frenetico e sempre più esplicito, finché il 9 aprile 1872 la conobbe di persona a Bologna e il 5 maggio la rivide a Milano. Nello stesso anno Carducci si recò ancora a trovarla in ottobre e in dicembre e il rapporto sfocerà in una relazione amorosa. Le lettere rivelano un Carducci pienamente innamorato e dolce, alle prese con una esperienza affatto nuova che lo pone in pace col mondo, e Piva corrispondeva con uguale sentimento. Nell'estate 1872 passarono indimenticabili giorni insieme; ai primi di luglio risalirono l'Adda presso Lodi con una barchetta mentre a Brescia Lina depose un fascio di fiori ai piedi della Vittoria alata. I due momenti ispirarono le Barbare Su l'Adda e Alla Vittoria. A lei, «bello ed unico pensier d'estetica viva e reale», materializzazione del proprio ideale classico di bellezza, continuava a scrivere e a dedicare versi, e dopo averla sempre chiamata Lina, passò in poesia a rivolgerlesi con un più oraziano Lidia.
La relazione culminerà nel 1873 con la nascita di Gino Piva, ritenuto figlio legittimo del generale garibaldino Domenico Piva. Carducci, tuttavia, nutriva una profonda gelosia per l'amico Panzacchi che era in confidenza con Piva e che con lei (dopo che con Torriani) aveva avuto dei trascorsi. Si arrivò addirittura al punto in cui Carducci ruppe con Panzacchi e gli rimandò indietro i suoi libri. Panzacchi, invece, non fece altrettanto, nutrendo una vera e propria venerazione per il vate: con il tempo il dissidio si placò.
Più avanti Carducci ebbe un altro legame extraconiugale: conobbe nel 1890 la scrittrice Annie Vivanti e con lei instaurò una relazione sentimentale.

### Poeta nazionale

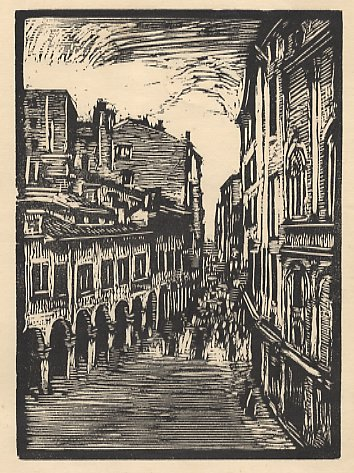
La seconda abitazione bolognese di Carducci in Strada Maggiore. Xilografia di Giulio Ricci

Dopo sedici anni nella modesta residenza di via Broccaindosso il poeta, raggiunta ormai la fama, desiderava per sé e per la famiglia una dimora più decorosa; oltretutto i libri, che erano andati progressivamente occupando gli spazi dell'abitazione, erano diventati davvero troppi e non si sapeva più dove metterli. Nel 1876 quindi i Carducci traslocarono in Strada Maggiore a Palazzo Rizzoli, un edificio signorile dalle volte a crociera con un cortile interno abbellito da colonne corinzie. Il poeta occupò il terzo piano, rimanendovi quattordici anni.
Nella sessione elettorale del 19 novembre fu eletto deputato al Parlamento per il Collegio di Lugo di Romagna, su richiesta dei cittadini. Non essendo però stato sorteggiato tra coloro che dovevano andare a Montecitorio, fu un ruolo fondamentalmente onorifico che non gli tolse tempo da dedicare alle consuete occupazioni. Era, quello politico, un mondo ben lontano dalle idealità del Carducci, ma la sua adesione va letta nel senso di una spontanea e per certi versi ingenua volontà di dare il proprio contributo al miglioramento della società civile.
Di questi anni è l'ampia produzione poetica che verrà raccolta in Rime Nuove (1861-1887) e in Odi barbare (1877-1889). Proseguì l'insegnamento universitario e alla sua scuola si formarono personalità come Giovanni Pascoli, Innocenzo Dall'Osso, Severino Ferrari,Albano Sorbelli, Giuseppe Albini, Vittorio Rugarli, Adolfo Albertazzi, Giovanni Zibordi, Niccolò Rodolico, Renato Serra, Ugo Brilli, Alfredo Panzini, Manara Valgimigli, Luigi Federzoni, Guido Mazzoni, Gino Rocchi, Alfonso Bertoldi, Flaminio Pellegrini ed Emma Tettoni.
Nel 1873 pubblicò A proposito di alcuni giudizi su A. Manzoni e Del rinnovamento letterario d'Italia. Nel 1874, fece pubblicare la prima edizione a stampa dell'opera di Leone Cobelli, storico del XV secolo, le "Cronache Forlivesi", di cui aveva curato l'edizione insieme ad Enrico Frati.
Il 1877 privò Carducci di due cari amici; in maggio morì il suocero Francesco Menicucci, mentre in giugno, nel corso di una visita a Seravezza con Chiarini, salutò con profonda commozione Francesco Donati, malato e conscio di non aver più molto da vivere. Non sopravvisse un mese a quello straziante incontro, spegnendosi il 5 luglio. Lo stesso mese (poi anche in ottobre) fu commissario per gli esami di licenza liceale a Perugia, rimanendo colpito da una gita ad Assisi. I due soggiorni umbri partorirono il sonetto Santa Maria degli Angeli - dedicato a san Francesco - e il Canto dell'Amore.

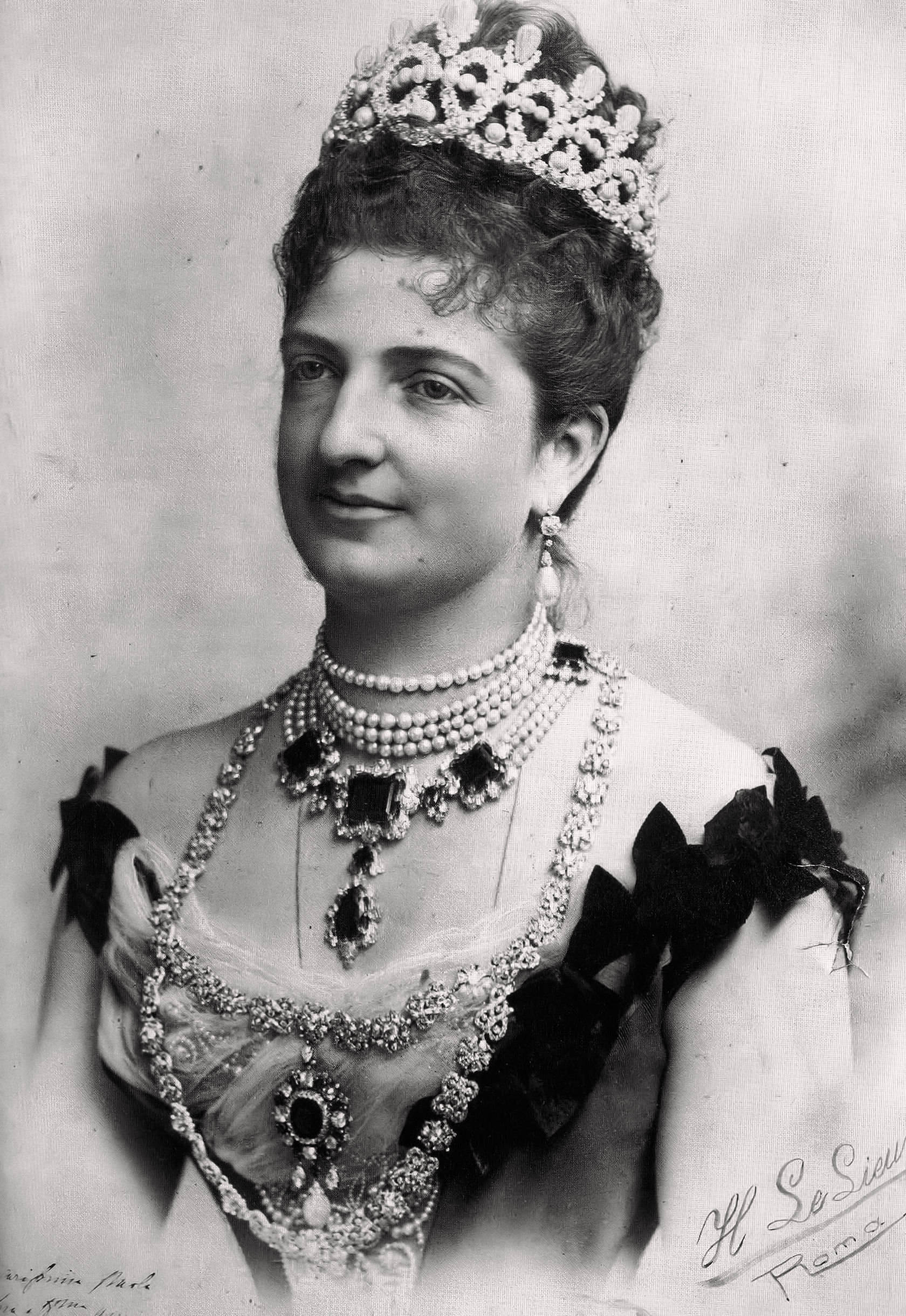
Margherita di Savoia

Nel novembre 1878 Bologna era in subbuglio. Il 4 novembre arrivarono in visita i reali d'Italia Umberto I e Margherita di Savoia, accolti da una folla festante nella stessa città che dieci anni prima aveva riservato loro un ostile trattamento. Carducci, in mezzo alla calca, vide nella giornata uggiosa passare Margherita «come una imagine romantica in mezzo una descrizione verista», bionda e bella. La regina era un'ammiratrice dei suoi versi, in particolare delle Odi barbare. Il ministro Giuseppe Zanardelli soleva ripetere a Carducci che Margherita l'aveva accolto declamando l'ode Alla Vittoria a memoria, e aveva proposto di insignire il vate con la croce al merito di Savoia, che il poeta rifiutò.
Margherita volle che Carducci le fosse presentato, e così il 6 novembre mentre da una parte il re salutava alcuni visitatori e Benedetto Cairoli contemplava soddisfatto la scena, egli la vide: «Troneggiava ella da vero in mezzo la sala... Riguardava a lungo, con gli occhi modestamente quieti ma fissi; e la bionda dolcezza del sangue sassone pareva temperare non so che, non dirò rigido, e non vorrei dire imperioso, che domina alla radice della fronte; e tra ciglio e ciglio un corusco fulgore di aquiletta balenava su quella pietà di colomba».
Incantato da tanta finezza e dalle parole di lode ricevute nel colloquio, ancora dieci giorni dopo parlava dell'evento con Luigi Lodi, che gli suggerì di scrivere alla sovrana un'ode. Il giorno successivo, 17 novembre, Carducci mise in atto il progetto componendo l'alcaica Alla regina d'Italia, e proprio mentre completava la poesia la figlia Bice entrò ad avvisarlo dell'attentato di Giovanni Passannante a Umberto durante una parata reale a Napoli. Venne accusato di essersi convertito alla monarchia, suscitando quindi forti polemiche da parte dei repubblicani, che lo consideravano ormai poeta del proprio partito. Particolarmente duro fu l'articolo di Arcangelo Ghisleri su La rivista repubblicana, in cui manda il Nostro «a scuola di dignità dal Foscolo». La perseveranza rincarò la dose, e buona parte del popolo antimonarchico non capì le ragioni carducciane, suscitando in Giosuè un profondo disprezzo per la «vil maggioranza». «Ora perché ella è regina e io sono repubblicano, mi sarà proibito d'essere gentile, anzi dovrò essere villano?... ora non sarà mai detto che un poeta greco e girondino passi innanzi alla bellezza e alla grazia senza salutare».
Carducci non rinnegò la propria fede repubblicana, e in verità egli non ebbe mai una fede politica che si traducesse in ideologie di partito: la nota sempre costante del suo credo fu l'amore per la patria. Con il lungo articolo Eterno feminino regale, dato alle stampe dalla Cronaca bizantina il 1º gennaio 1882, cercò di chiarire questi concetti.
Seguitò a comporre odi barbare e, quando Ferdinando Martini fondò a Roma nel 1879 il Fanfulla della domenica, settimanale che per due anni e mezzo offrì ai lettori il meglio del panorama letterario italiano, grazie alla guida intelligente del fondatore, il sodalizio col giornale fu particolarmente stretto, tanto che le barbare Alla Certosa di Bologna, Pe'l Chiarone, La madre, Sogno d'estate, Una sera di san Pietro e All'aurora videro la luce sul giornale del Martini, assieme ad altre sei poesie. Sul Fanfulla trovarono spazio alcune prose e la famosa polemica tibulliana con Rocco de Zerbi.
Il 20 settembre 1880 la figlia primogenita Beatrice sposò il professor Carlo Bevilacqua (1849-1898, da lui avrà cinque figli), e Carducci compose un'ode a celebrazione dell'avvenimento. La famiglia del genero del poeta possedeva una villa e vasti appezzamenti di terra alla Maulina, nel lucchese. Giosuè vi si recò nell'agosto 1881 per conoscere i parenti di Bevilacqua e, trovatosi benissimo in un ambiente rustico e semplice, vi tornò nei due anni successivi per trascorrere una parte del periodo autunnale.

### Roma e la collaborazione con Angelo Sommaruga
Mario Menghini afferma che Carducci andò per la prima volta a Roma nel 1872. In realtà Giosuè giunse nella città eterna solo nel 1874 e fu davvero una "toccata e fuga". Ebbe modo di vedere solo il Colosseo, le Terme di Caracalla e poco più. È dal 1877 che le visite romane diventarono frequenti e significative. Nel marzo di quell'anno rimase incantato dalla capitale, mentre Domenico Gnoli gli fece da cicerone e lo presentò a Giovanni Prati al Caffè del Parlamento, dove trovarono casualmente il poeta toscano allontanatosi dal tardo romanticismo, in un incontro pieno di affetto e ammirazione reciproche. L'impressione suscitata dalla città che con la sua storia aveva impregnato a tal punto l'immaginario giovanile e gli ideali carducciani ispirò le due barbare Nell'annuale della fondazione di Roma e Dinanzi alle Terme di Caracalla, in aprile, non appena il vate fece ritorno a Bologna.

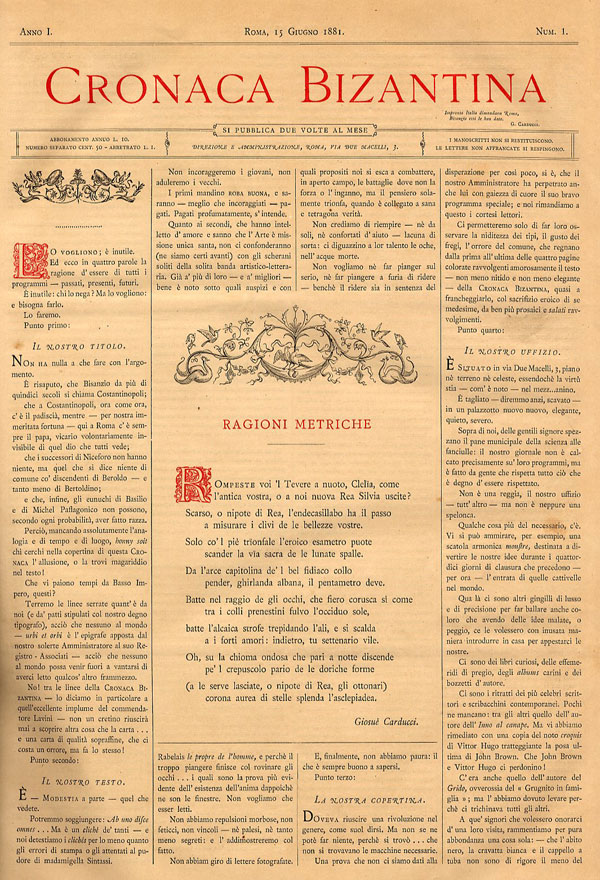
Il primo numero della Cronaca Bizantina

Le visite a Roma divennero un appuntamento fisso; in virtù delle adunanze della Giunta per la licenza liceale e del Collegio degli esaminatori (che lo mandava in tutta l'Italia centrale) Carducci scese nell'urbe almeno una volta all'anno. Al tempo stesso vi giunse un ambizioso signore milanese da poco uscito dalle miniere di Iglesias, intenzionato a fare fortuna con la letteratura, aprendo una casa editrice che si diffondesse in tutta la penisola. Questi era Angelo Sommaruga.
Il primo suo obiettivo era ottenere la collaborazione del massimo poeta nazionale, e siccome era dotato di buona dialettica ed era prodigo di promesse convinse il Nostro con la propria schiettezza. Gli ultimi due versi dell'epodo Per Vincenzo Caldesi fornirono lo spunto per il titolo di una rivista, la Cronaca bizantina. Sommaruga decise che la sede doveva essere a Roma, e tappezzò di giallo le sale della redazione, mentre la rivista aprì i battenti il 15 giugno 1881. In prima pagina vi era Ragioni metriche di Giosuè, assieme all'annuncio della prossima pubblicazione di Confessioni e battaglie per Sommaruga e la promessa di un intervento del poeta in ogni numero del giornale.
La Cronaca si fregiava di firme illustri, ma non era gran cosa. La mondanità e il pettegolezzo avevano il sopravvento, e non doveva essere lontana da quello che si potrebbe definire «gossip letterario» ante litteram. Ebbe tuttavia un largo pubblico e presentava tutte le seduzioni tipografiche del caso.
Tra il giugno 1881 e il 1884 Carducci scrisse per la Cronaca diciassette poesie e ventuno scritti in prosa, mentre diede alla neonata casa editrice i tre volumi di Confessioni e Battaglie (marzo 1882, inizi del 1883, inizi del 1884) e i dodici sonetti del Ça ira, oltre alle Conversazioni critiche (1884). I sonetti furono percepiti come un attacco frontale alla monarchia portato da un fervente repubblicano (il titolo francese dovette risvegliare in qualcuno il fantasma degli eventi del secolo precedente); nella Domenica Letteraria Ruggiero Bonghi diede dello «sconsigliato» al poeta, e non furono certo moderati nei toni anche giornali come la Provincia di Brescia, la Libertà e la Rassegna italiana. Giosuè redasse l'anno successivo una lunga difesa, spiegando con toni oscillanti tra il risentito e l'ironico come mai la repubblica venisse nominata nelle poesie, né vi fosse stata in lui alcuna intenzione di aggredire la monarchia.

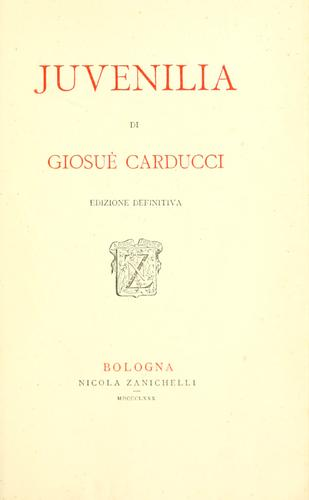
Juvenilia: edizione definitiva del 1880

Con decreto regio del 12 maggio 1881, Carducci fu nominato membro del Consiglio Superiore dell'Istruzione. In tale veste il poeta aveva la possibilità di concedere o negare la libera docenza ai candidati che si presentavano. Dette in questo contesto prova del proprio temperamento incorruttibile e volto unicamente al bene della scuola del futuro. Per questo, spesso e volentieri, respingeva personaggi caldamente raccomandati dalle Facoltà di appartenenza e particolarmente "protetti". Non risparmiava neppure gli amici: negò infatti anche il sussidio richiesto da Tommaso Casini, Salomone Morpurgo e Albino Zenatti, i tre redattori della Rivista critica della letteratura italiana.
In tutti questi anni la produzione poetica e prosastica fu molto ricca, e numerose le edizioni venute alla luce. Nell'aprile 1880 presso la collezione elzeviriana vi è la pubblicazione di Juvenilia, comprendente un numero di poesie quasi doppio rispetto alle due stampe barberiane. Carducci ridusse invece la quantità di testi presenti in Levia Gravia (settembre 1881, Zanichelli), espungendone gli scritti precedenti il 1881 e quelli seguenti il 1887. Le poesie politiche e civili del quinquennio 1867-72 confluirono nei Giambi ed Epodi (ottobre 1882, sempre Zanichelli) assieme ai Decennali e ai testi, tra le Nuove Poesie imolesi, di analogo argomento civile e polemico.
Oltre alla collaborazione sommarughiana, pubblicò le Nuove Odi Barbare (marzo 1882) e lesse il famoso discorso Per la morte di Garibaldi (1882). Le Nuove Odi Barbare erano venti, e il volume comprendeva inoltre la traduzione de La Lirica del Platen e due traduzioni klopstockiane.
Licenziate le tre edizioni definitive delle maggiori raccolte poetiche, pensò, sin dal principio del 1885, ad un volume che inglobasse infine tutte le poesie in rima rimanenti, quelle tra le Nuove Poesie rimaste escluse dai Giambi ed Epodi e quelle composte o terminate dopo il 1872. Il progetto si concretizzò solo nel giugno 1887 con la stampa delle Rime Nuove.
Il corso che tenne all'Università nel 1888 sul poema Il giorno di Parini produsse l'importante saggio Storia del "Giorno" di Giuseppe Parini, edito da Zanichelli nel 1892. Nel 1889, dopo la pubblicazione della terza edizione delle Odi Barbare, il poeta iniziò ad assemblare l'edizione delle sue Opere in venti volumi.
Quanto al Sommaruga, per quanto stilasse l'elenco delle opere carducciane che a breve sarebbero uscite (molte rimasero allo stadio di semplici intenzioni), l'arresto del 1º marzo 1885 con l'accusa di tentativi di ricatto lo convinse, dopo essere stato rilasciato, a prendere la via delle Americhe. Rimase così incompiuto il volume di Vite e Ritratti che Giosuè stava preparando per l'editore.

### Primi soggiorni alpini e primi problemi di salute
|    | Il comune rustico (estratto)          |
|    |                                       |
|    | Erra tra i vostri rami il pensier mio |
|    | sognando l'ombre d'un tempo che fu.   |
| 10 | Non paure di morti ed in congreghe    |
|    | diavoli goffi con bizzarre streghe,   |
|    | ma del comun la rustica virtù         |
|    | accampata a l'opaca ampia frescura    |
|    | veggo ne la stagion de la pastura     |
| 15 | dopo la messa il giorno de la festa.  |

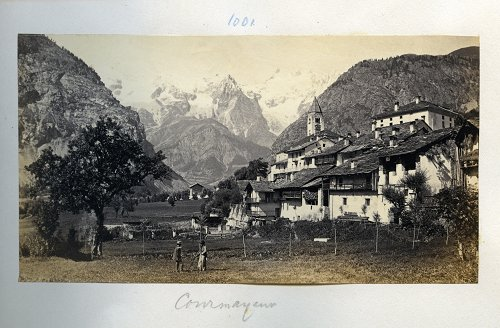
Una foto d'epoca di Courmayeur

Dall'estate 1884 Carducci inaugurò l'usanza di trascorrere l'estate in località alpine. Quell'anno soggiornò a Courmayeur, dove scrisse la barbara Scoglio di Quarto, ispirata dalla visita genovese che precedette l'arrivo in montagna. L'aria salubre dovette rivelarsi una necessità ancor più forte negli anni successivi, dopo che nel 1885 fu colto per alcuni istanti da una semiparalisi del braccio destro mentre era intento agli studi quotidiani.

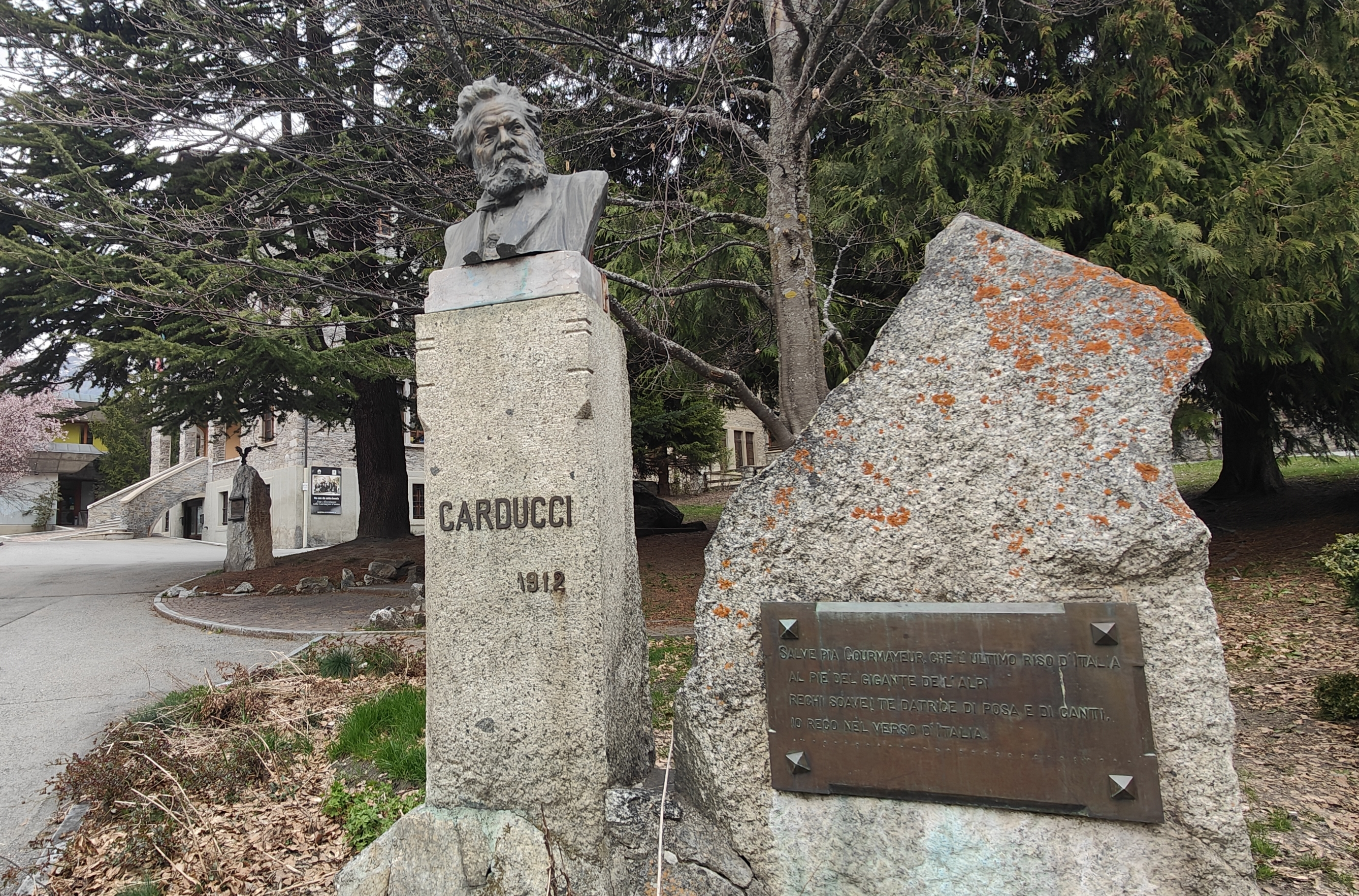
Monumento inaugurato vicino al Comune di Courmayeur nel settembre del 1912, opera dello scultore Reduzzi con la lapide dell'Ode dedicata alla località montana composta nel 1889

Non era una cosa grave, ma i medici gli imposero di prendere un periodo di riposo. Fu così che si recò per la Pasqua a casa della figlia Beatrice, a Livorno, e tornando a Bologna fece tappa a Castagneto, ritrovando i luoghi maremmani dell'infanzia, che continuavano a conservare nella sua fantasia un aspetto mitico. Assieme a un gruppo di amici banchettò allegramente a Donoratico, «circonfuso di calore e di luce, lì all'ombra della fiera torre, in un bosco fresco di lecciuoli e di giovani querce».
Certo non bastarono i medici a far cambiar vita al Carducci: tornato a Bologna riprese la vita abituale. Alla fine dell'anno scolastico fu a Desenzano del Garda come commissario d'esami, e a metà luglio prese la via della Carnia. Il mese e mezzo passato a Piano d'Arta fu un vero toccasana. Immerso nella natura e lontano dallo stress cittadino, poté dedicarsi a letture di semplice diletto. La fantasia e l'ispirazione poetica ne ebbero uguale giovamento: scrisse in quei giorni due celebri poesie: In Carnia e Il comune rustico. Memore inoltre del maggio maremmano, volle rivedere quelle terre anche in ottobre. Passò quindi, assieme a Giuseppe Chiarini e Leopoldo Barboni, altri piacevoli momenti.
L'anno seguente si spostò sulle Prealpi Venete. Nelle lettere inviate da Caprile manifestava tutta la propria meraviglia per la grandezza della natura, l'incanto di fronte a montagne belle come opere d'arte. Furono giorni di letture shakespeariane, cui si affiancò un nuovo momento creativo. Finì la celebre Davanti San Guido - rimasta interrotta sin dal 1874 - assieme ad altre poesie che entrarono poi a far parte delle Rime nuove.

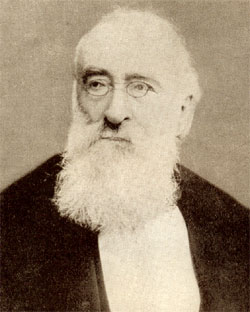
Agostino Depretis

Nella primavera del 1886, al Carducci fu nuovamente chiesto di concorrere per un seggio alla Camera dei deputati. Del tutto restio ad accettare, e lontano anni luce dal guazzabuglio della politica militante, si trovò tuttavia stavolta in una situazione diversa. Era la sua gente a chiederglielo, erano i maremmani. Vinsero la sua resistenza le parole contenute nella lettera che Agostino Bertani, suo grande amico, scrisse poco prima di morire, esortando la nazione a reagire di fronte a una classe dirigente corrotta e traditrice delle conquiste risorgimentali.
«Obbedisco alla voce che mi viene d'oltre la tomba, obbedisco alla voce che mi suona di riva al mio mare. E obbedisco alla voce, che mi comanda dentro, del dovere», scrisse in modo chiaro e conciso nel maggio 1886.
Tenne così qualche giorno dopo, al Teatro Nuovo di Pisa, un discorso feroce nei confronti del settimo governo Depretis. Neanche questa volta tuttavia, il Carducci fu eletto, e salvi furono così i suoi studi.
Il 3 luglio 1887 una legge istituiva una cattedra dantesca presso l'Università di Roma. Da più parti spinsero il Carducci a ricoprirla, ma l'obiettivo latente - quello di porre l'autore dell'Inno a Satana in una posizione da cui potesse combattere il potere del Vaticano -, era troppo "spettacolare" perché egli potesse accettare. Espresse quindi il proprio rifiuto in una lettera dell'esteso carteggio con l'amico Adriano Lemmi pubblicata sulla Gazzetta dell'Emilia il 23 settembre 1887. L'8 ottobre adduceva poi all'amico Chiarini altre ragioni per la scelta: il poeta si sentiva stanco e aveva bisogno di rimanere a Bologna, laddove oramai aveva trovato un ambiente che, per quanto a volte pesante, gli permetteva di gestire il proprio stile di vita nel modo migliore.
Michele Coppino, allora Ministro dell'Istruzione, pensò di porre rimedio al fallimento creando un ciclo di letture dantesche. Questa volta Carducci aderì al progetto, tenendo a Roma la prima lettura l'8 gennaio 1888 e, sporadicamente, qualche altra nei mesi successivi.
Il 21 gennaio 1888 fu insignito del 33º e ultimo grado del Rito scozzese antico e accettato.
Intanto, anche la secondogenita Laura era convolata a nozze: il 20 settembre 1887 aveva infatti sposato Giulio Gnaccarini, col quale dimorò poi sempre a Bologna.

### La nomina a senatore
Il poeta stesso cominciò a riordinare tutti i suoi scritti con l'intento di pubblicare la propria opera omnia. Saranno i venti volumi zanichelliani della prima monumentale edizione delle Opere e saranno necessari vent'anni per portare a compimento il progetto: il primo tomo fu pubblicato il 30 gennaio 1889, il ventesimo uscirà postumo nel 1909.
Altri importanti avvenimenti venivano naturalmente a sovrapporsi, letterari e non: il 2 settembre Libertà, l'ultimogenita, si sposò, mentre il 31 ottobre fu la volta delle Terze Odi barbare, che al loro interno contenevano una nuova poesia in lode della regina, Il liuto e la lira. Né si dimentichi la vita politica di Giosuè; entrato nel Consiglio vent'anni prima, vi era stato sempre rieletto, ma quell'anno la votazione fu straordinaria. Il 10 novembre le elezioni comunali lo premiarono, vedendogli ricevere 7965 preferenze su 10128. I bolognesi volevano evidentemente ricambiare l'affetto del poeta, che aveva sempre respinto le sirene capitoline preferendo rimanere nella città petroniana, da cui non avrebbe ormai più saputo distaccarsi. In maggio, dopo quattordici anni abbandonò l'abitazione di strada Maggiore e si trasferì nella terza e ultima dimora felsinea, lungo le mura nel tratto tra Porta Maggiore e Porta Santo Stefano, all'altezza di via Dante, nella piazzetta oggi denominata "Carducci". Vi rimase fino alla morte, in quella oggi nota come Casa Carducci, in cui si trova il museo a lui dedicato e si conservano la biblioteca e l'archivio privato dello scrittore.

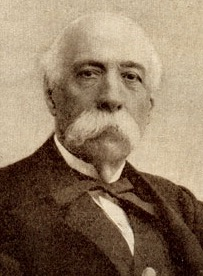
Francesco Crispi

Il 4 dicembre 1890 venne nominato senatore e negli anni del suo mandato sostenne la politica di Crispi, che attuava un governo di stampo conservatore. Allo statista siciliano si sentiva da qualche anno particolarmente legato, e l'onore ricevuto non poté che accrescere il vincolo. La nomina a senatore rese le visite carducciane nella città eterna ancora più frequenti. Nell'Urbe riceveva sempre ospitalità presso qualche amico; poteva trattarsi del Chiarini, da anni insegnante in un liceo capitolino, di Ugo Brilli o di Edoardo Alvisi, il bibliotecario della Casanatense, assiduamente frequentata dal Carducci.
Il Carducci era incorreggibile; anche nelle mattine in cui si recava in Senato soleva rinchiudersi in biblioteca per studiare. Durante la pausa pranzo, poi, passava qualche momento in compagnia degli amici in una trattoria di via dei Sabini o, quando aveva più tempo, in un locale «veramente incantevole, che ha di fronte il Palatino e ai tre lati le Terme di Caracalla e Monte Mario. La tavola era allora più numerosa, i discorsi più vari e meno intimi». La sera mangiava invece presso il proprio anfitrione, prima di andare alla birreria Morteo in via Nazionale, dove incontrava tra gli altri Adriano Lemmi, Felice Cavallotti, il conte Luigi Ferrari e, più raramente, Ulisse Bacci.
Nei primi giorni di febbraio del 1891 fece tappa a Roma un ex-scolaro del Carducci, Innocenzo Dall'Osso, che aveva dovuto temporaneamente darsi al negozio dei tortellini anziché all'insegnamento delle lingue morte. Giosuè fu per l'occasione invitato, assieme a pochi intimi, presso la trattoria La torretta di Borghese, in piazza Borghese, e la serata trascorreva nell'ilarità generale, essendo il Carducci di ottimo umore. Dalla Camera giunse però a un tratto Luigi Lodi, che diede la notizia dell'imminente caduta del governo Crispi (cercando di celare la propria soddisfazione). L'ilare chiasso si trasformò in un silenzio tombale. Carducci tacciò i parlamentari italiani di vigliaccheria, poiché votavano contro l'unico italiano in grado di guidare il paese. Per il resto della serata non aprì più bocca.
Il mese di marzo lo vide protagonista, suo malgrado, di una spiacevole disavventura che ebbe molta risonanza nella cronaca dell'epoca. Fu chiesto a Francesco Crispi di fare da padrino alla bandiera del Circolo monarchico universitario, ma, siccome rifiutò, fu Carducci ad accettare l'incarico. I repubblicani non avevano ancora perdonato le simpatie monarchiche di quello che era stato il poeta dei Giambi ed Epodi, né si erano mai preoccupati di comprenderle. Più che altro, la perdita di una personalità come Carducci doveva costituire per loro un brutto colpo.
Quando un gruppo di studenti repubblicani particolarmente accesi venne a sapere dell'incarico assunto dal professore, ci fu una violenta reazione. La sera del 10 marzo qualche decina di loro si presentò sotto le finestre della nuova abitazione del poeta e cominciò ad insultarlo. Giosuè però non era in casa, e i giovani rimandarono la contestazione al giorno seguente. Circa cinquecento di essi si insediarono nell'aula universitaria aspettando l'arrivo del docente. Non appena questi fece il proprio ingresso, cominciarono a gridargli di tutto.
Carducci, imperterrito, cercava di farsi largo tra la folla per guadagnare la cattedra, scatenando con la propria indifferenza una rabbia ancor maggiore. Salito allora in piedi sulla cattedra affinché tutti lo vedessero, esclamò: «È inutile gridiate abbasso, perché la natura mi ha messo in alto. Dovreste piuttosto gridare: A morte!!».
La contestazione degenerò quindi, provocando il ferimento di alcuni ragazzi, e solo l'intervento di altri professori - tra cui Olindo Guerrini - riuscì a sottrarre il Carducci alla calca, dato che questi, imperturbabile, dichiarava che non se ne sarebbe andato prima di loro, le cui manifestazioni definì poi con disprezzo «prolungata esercitazione nelle imitazioni animalesche». Giosuè fu fatto salire in carrozza, dove qualcuno tentò di aggredirlo senza successo. L'evento provocò una sospensione delle lezioni di due settimane e molti strascichi polemici (due giorni dopo monarchici e repubblicani vennero alle mani in pieno centro), ma Carducci, ormai avvezzo ai fanatismi e alle critiche, non vi diede, né allora né poi, grande importanza. Si recò pochi giorni dopo a Genova, dove incontrò Giuseppe Verdi, e riprese quindi le lezioni senza minimamente accennare all'accaduto.
Negli anni in cui fu senatore il Carducci prese solo tre volte la parola davanti all'illustre consesso. Nel 1892 difese animosamente gli insegnanti delle scuole secondarie, allora criticati da più parti. Si mostrò sensibile alla loro causa, e attaccò lo Stato che, tra promesse non mantenute e disinteresse mal celato, lasciava lavorare i professori in condizioni pessime, con stipendi ridicoli e senza sostenerli con le necessarie riforme. Riaffiora dunque la preoccupazione sempre costante, nel Carducci, per il futuro della scuola, e la sua convinzione di quanto questa istituzione rappresentasse un perno cruciale da cui dipendeva il miglioramento della società italiana.
Gli altri due discorsi tenuti in Senato furono quello di cinque anni più tardi per Candia (aprile), e quello del marzo 1899 per la convenzione universitaria di Bologna.

### Nuovi soggiorni alpini, celebrazioni eLa chiesa di Polenta

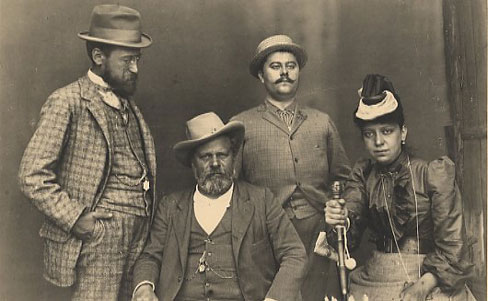
Carducci con amici ad Auronzo di Cadore durante l'estate del 1892. Dietro di lui il genero Giulio Gnaccarini, marito della secondogenita Laura

Proseguivano intanto le estati alpine; nel 1891 fu a Madesimo, e si narra che mentre soggiornava, come farà le numerose volte in cui vi tornerà, all'Albergo della Cascata, gli fu riferito che sarebbe arrivata la regina Margherita di Savoia alla stazione di Chiavenna: il poeta si presentò accompagnato dalla banda musicale del paese. Attese invano: era uno scherzo orchestrato dai repubblicani chiavennesi a chi un tempo era stato repubblicano e ora era monarchico. Il 1892 lo vide a Pieve di Cadore, ad Auronzo e a Misurina, dove compose l'ode Cadore. Ovunque andasse, il Carducci si dedicava allo studio della storia e della letteratura del luogo, e così fu anche durante questo soggiorno. Raccolse le Antiche laudi cadorine e le diede alle stampe quell'anno stesso, con una prefazione di suo pugno. L'anno seguente villeggiò nei dintorni di Bologna, a Castiglione dei Pepoli, ma si recò ugualmente sulle Alpi per qualche giorno. Tornato nella città felsinea, si dedicò a due saggi sul teatro tassesco, uno avendo come soggetto il Re Torrismondo e l'altro l'Aminta. Sempre nel 1893, cominciando ad accusare la stanchezza dopo tanti anni d'insegnamento, ottenne di essere affiancato dal discepolo e amico Severino Ferrari.
Dal 1894 Madesimo assurse a rango di località di ristoro preferita, dal momento che fu scelta in cinque estati su sei, essendo il Carducci tornato a Courmayeur nel 1895.
La scena politica italiana non aveva cessato di vivere esperienze tumultuose. Alla caduta del governo Giolitti sembrava dovesse diventare Presidente del Consiglio l'onorevole Giuseppe Zanardelli, ma Umberto I si oppose incaricando Crispi di formare per la terza volta il gabinetto. La stampa dell'epoca si scagliò senza pietà contro lo statista siciliano, indignando Giosuè che non perdeva occasione di dimostrargli il proprio sostegno, scrivendo anche un'ode per il matrimonio della figlia di Crispi, avvenuto il 10 gennaio 1895, attirando su di sé critiche e polemiche, cui non mancò di replicare nella Gazzetta dell'Emilia.
Da anni si pensava ad una grande festa per il professore, che, rinunciando nel 1887 alla cattedra dantesca capitolina, aveva dato ai bolognesi la dimostrazione d'affetto definitiva. Si era pensato al 1890, in cui cadeva il trentesimo anniversario dall'arrivo a Bologna, ma si decise di ritardare per fare le cose in grande. Alle due del pomeriggio, il 6 febbraio 1896, Carducci venne solennemente festeggiato nella sala maggiore dell'Archiginnasio, alla presenza di un pubblico molto numeroso, al cui interno c'erano naturalmente le personalità più significative della città. Parlarono in lode del Nostro il sindaco Alberto Dallolio, il preside di Lettere Francesco Bertolini, Giovanni Battista Gandino - che insegnava letteratura latina - e il sindaco di Pietrasanta, venuto a presentare l'omaggio dei borghigiani del luogo natìo.

Qualche giorno prima, il 24 gennaio, gli studenti avevano offerto a Giosuè un albo in cui si erano premurati di raccogliere i nomi di tutti gli studenti che in trentacinque anni avevano beneficiato dell'insigne guida. Nelle parole carducciane di ringraziamento è ravvisabile il manifesto della sua concezione dell'insegnamento e dell'arte: 
Due gravi lutti colpirono il professore negli anni appresso. Il 25 agosto 1896 si spense Enrico Nencioni, della cui fraterna amicizia aveva goduto per quasi cinquant'anni, mentre due anni dopo morì improvvisamente il genero Carlo Bevilacqua, che lasciava così la Bice vedova con cinque figli. Carducci accorse nella città labronica e portò figli e nipoti a Bologna, dove provvide alla loro sistemazione e a tutte le loro necessità.

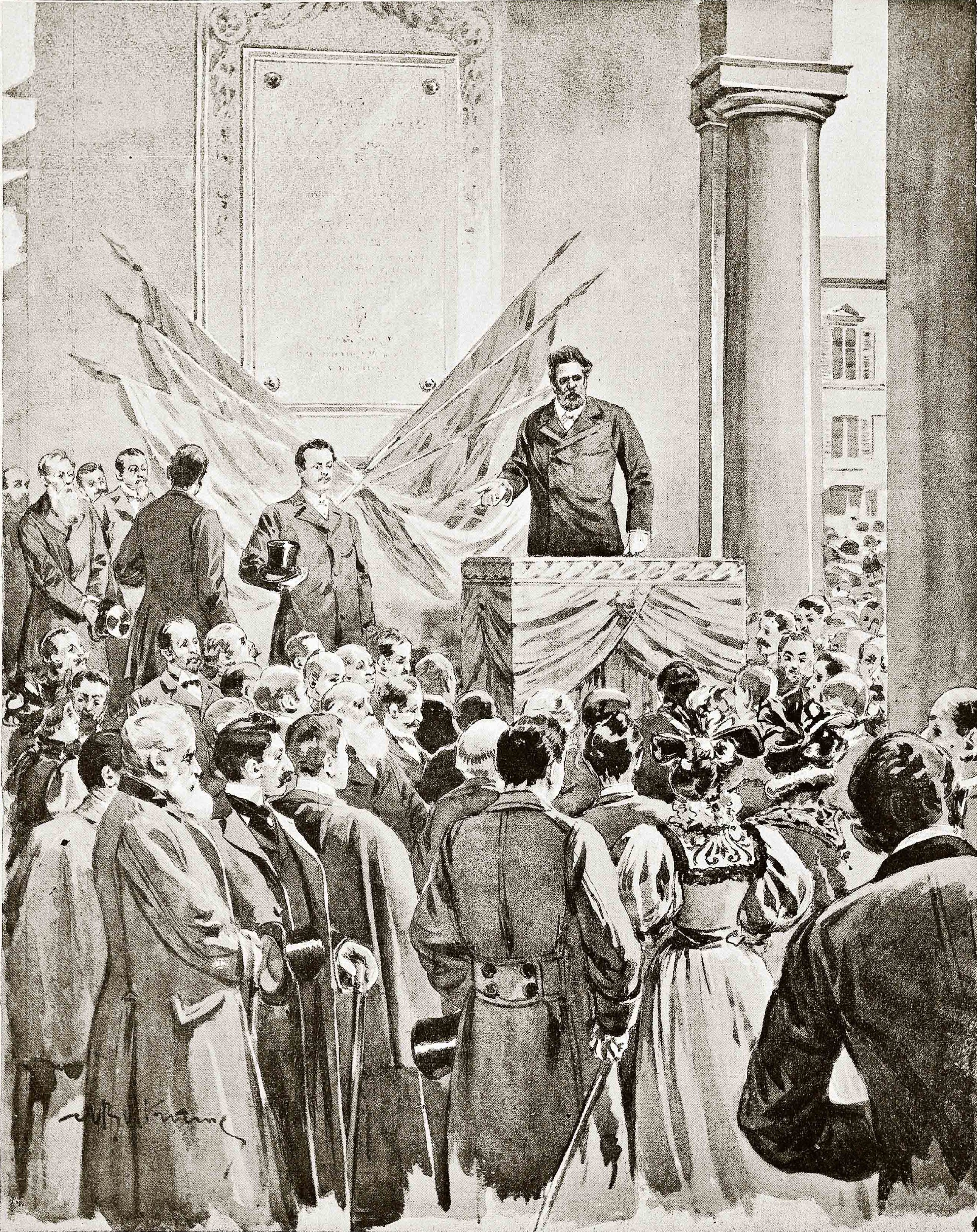
Il 7 gennaio 1897, nel centenario della bandiera tricolore, Giosué Carducci tenne un discorso nell'atrio del Palazzo Municipale di Reggio Emilia. Disegno di Achille Beltrame da schizzo del signor Iginio Netti, dalla copertina de L'Illustrazione Italiana del 17 gennaio 1897. Museo del Tricolore, Reggio Emilia.

Il 5 giugno 1897 segna invece un evento positivo, foriero di conseguenze umane e letterarie. Accompagnato dall'amico e allievo sanscritista Vittorio Rugarli, Carducci viene accolto con riguardo a Villa Sylvia (a Lizzano di Cesena), proprietà dei conti Giuseppe e Silvia Pasolini Zanelli, con i quali il Nostro era legato da decennale amicizia. Aveva cominciato a frequentarli nell'inverno del 1887 quando, di passaggio in Romagna, fu invitato a cenare nella loro villa di Faenza, alla presenza di Marina Baroni Semitecolo, madre di Silvia, intima di Aleardo Aleardi e vecchia conoscenza dello stesso Carducci.
Nella primavera dello stesso 1887 Giosuè aveva visitato per la prima volta la Pieve di San Donato in Polenta, a Bertinoro, dove secondo la tradizione pregarono Dante e Francesca da Polenta, immortalata nel quinto canto dell'Inferno. Nelle vicinanze sorgeva un cipresso secolare, legato dalla tradizione all'infelice moglie di Gianciotto Malatesta, che sarebbe nata a pochi metri di distanza. Accanto alla commozione ci fu per il poeta un motivo di grande dispiacere: la chiesa era in uno stato pietoso.

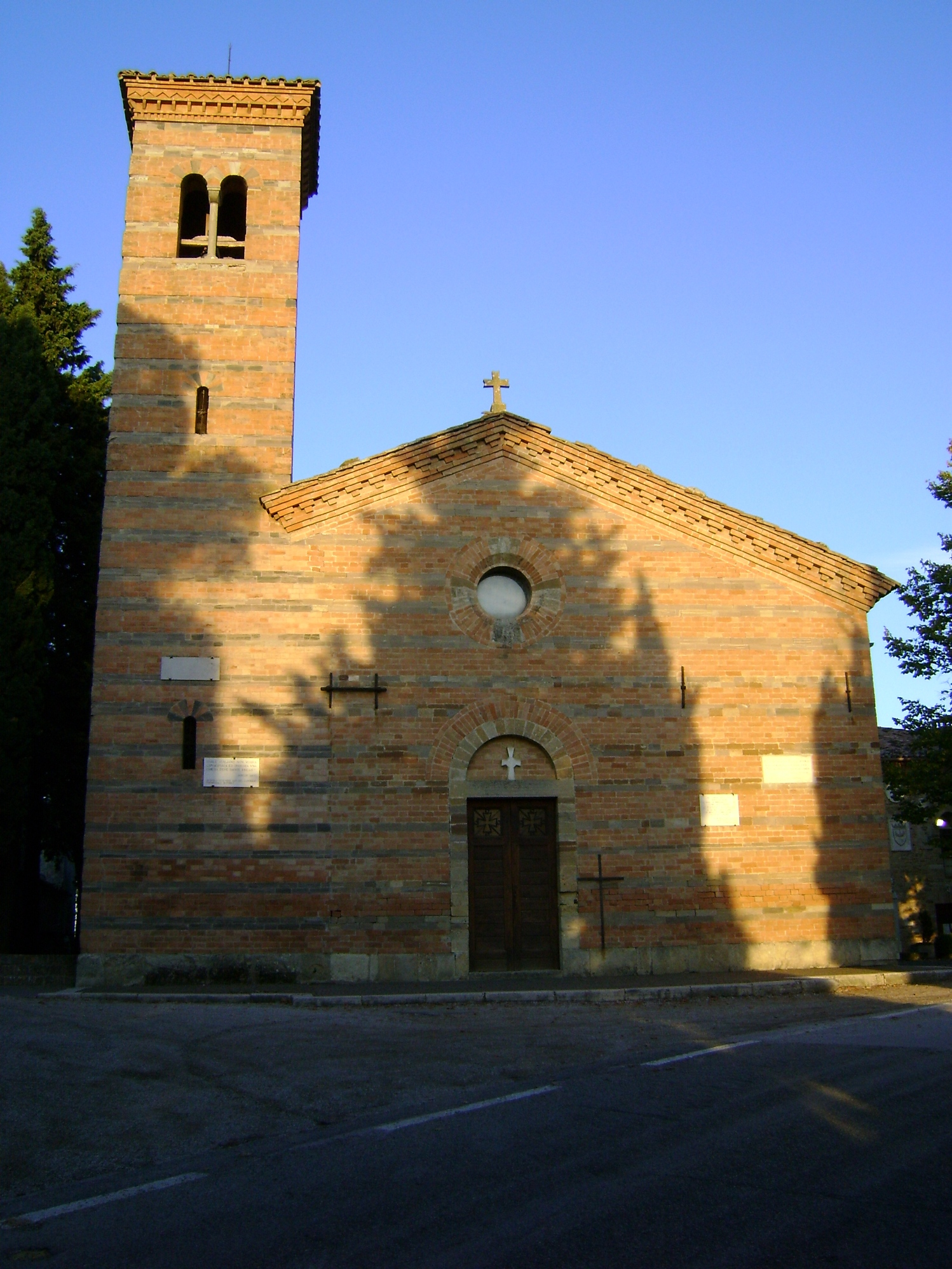
La facciata della chiesa oggi

L'amicizia con i Pasolini divenne ancor più salda quando negli anni novanta vennero ad abitare a Bologna. Lo stato in cui si trovava la chiesa preoccupava sia Giosuè che i Pasolini, e fu così che, in collaborazione con l'arciprete della Pieve, cominciarono a battersi perché fossero iniziati i restauri. Il campanile cadeva a pezzi e tutta la struttura andava rinnovata. Infine, grazie agli sforzi del conte Giuseppe, deputato a Cesena, e agli aiuti economici dei Pasolini e altre eminenti personalità, fu possibile procedere al restauro.
Così, il giorno successivo all'arrivo a Villa Sylvia, il 6 giugno 1897, il poeta venne accompagnato alla chiesa di Polenta. Carducci ebbe la gioia di vedere la chiesa parzialmente restaurata, e il mese successivo compose uno dei suoi testi più celebri, l'ode La chiesa di Polenta, comparsa il 15 settembre nell'Italia di Roma e stampata in opuscoletto da Zanichelli il 9 ottobre. L'eco suscitata dal componimento, in cui si chiedeva di portare i lavori a compimento, fu lo sprone decisivo per riparare anche il cadente campanile.
Il 21 luglio 1898 un fulmine abbatteva il cipresso della tradizione, suscitando nei Pasolini e nel poeta l'immediato desiderio di piantarne uno nuovo. Così, il 26 ottobre Giosuè - accompagnato tra gli altri dal fratello Valfredo, che era divenuto direttore della Scuola Normale di Forlimpopoli - si recò sul colle di Conzano (attuale località "Villa Cauzano", in frazione Polenta), dove fu piantato l'albero e costruita una piccola arca, all'interno della quale fu posta una pergamena a celebrazione dell'evento, recante in calce la frase latina «Quod bonum felix faustumque sit», scritta dal Carducci stesso, che si rallegrò inoltre di vedere la riparazione del campanile già avviata.
Il medesimo giorno il sindaco Farini conferiva al cantore della chiesa polentana la cittadinanza bertinorese, omaggiandolo di un diploma la cui cornice era stata ricavata dal legno del cipresso abbattuto.

### Gli ultimi anni di vita
Come si è visto, non aveva quindi smesso di scrivere poesie. Nel 1898 riunì pertanto tutti i componimenti successivi alle Rime nuove e alle Terze Odi barbare in un volumetto elzeviriano: Rime e Ritmi. È l'ultima raccolta, e comprende La chiesa di Polenta. La stampa fu completata il 15 dicembre, ma il libro reca come data il 1899, anno in cui scelse nuovamente Madesimo per il ristoro estivo.
Uno scritto licenziato da Alfredo Panzini per la Rivista d'Italia del maggio 1901 ci racconta come Carducci passasse le giornate durante il soggiorno, dimostrando una volta di più come i costumi carducciani siano rimasti sempre immutati (Panzini aveva raggiunto il maestro nella località lombarda). Apprendiamo che Giosuè risiedeva, come negli anni innanzi, a Villa Adele, e mangiava poi all'Albergo della Cascata, dove giungeva in ritardo rispetto agli altri commensali, in quanto costantemente impegnato nello studio. Pur avendo quasi raggiunto i 65 anni, Carducci lavorava ancora otto ore al giorno. Era stanco, ma anche stavolta riempì di oneri il periodo che si è soliti dedicare a rinfrancare la mente. Preparava una prefazione alla ristampa dei Rerum Italicarum Scriptores di Ludovico Antonio Muratori e uno studio su Alberto Mario, che sarebbe dovuto comparire nella seconda edizione dei suoi Scritti (la prima era uscita già nel 1884).
Tornato a casa, aveva praticamente portato a termine la prima fatica, ma col Mario non era riuscito ad andare avanti. La vedova Jessie chiese di poter pubblicare il volume con la sola parte proemiale già scritta e Carducci accettò. Il libro uscì nel 1901.

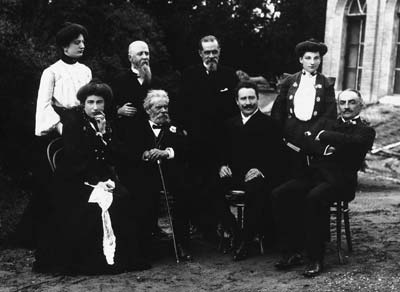
Carducci assieme al tenore Bonci e la Contessa Silvia Baroni Semitecolo Pasolini a Villa Silvia in Cesena

La mattina del 25 settembre 1899 fu colto da una nuova paralisi della mano destra; questa volta la portata dell'attacco fu maggiore e gli impedì un corretto uso delle articolazioni per alcuni mesi, tanto che, riuscendo a scrivere solo con grande fatica, dovette spesso ricorrere alla dettatura.
Ben più drammatica era la situazione dei Pasolini: dopo aver perso due figli, il 28 dicembre 1898 era morto anche Pierino, l'ultimo rimasto. Lo strazio fu in qualche modo alleviato dalle cure del poeta, che cominciò a recarsi a Lizzano con una certa frequenza. Invitato alla villa, la raggiunse assieme alla moglie Elvira nel maggio 1900. Quasi quotidianamente scendeva a Cesena per portare conforto agli sventurati genitori, che si erano stabilmente insediati nella loro villa di città, dato che dopo la morte di Pierino non avevano più osato recarsi a Lizzano. Il Carducci dette loro coraggio, e tutti insieme salirono a piangere nei luoghi dove avevano visto crescere l'amato figlio.
Carducci detterà inoltre le parole per l'erma funeraria fatta scolpire in memoria di Pierino nel cimitero di Faenza (settembre 1901). I Pasolini accoglieranno il poeta pressoché ogni anno nel suo ultimo scorcio di vita; il 1902 fu l'occasione per visitare Longiano, il 1903 lo vide recarsi a Faenza e Modigliana, nell'anno 1904 fu a Cervia e Rimini, in quello successivo a Cesenatico, Cervia, Montiano e Carpineta e nella primavera del 1906 vide per l'ultima volta Bertinoro e la pieve polentana.
Due generazioni e due poetiche si trovarono a confronto l'11 aprile 1901; Gabriele D'Annunzio era giunto a Bologna per la rappresentazione della sua Francesca da Rimini, in programma al Comunale. Per l'occasione il pescarese e Carducci si incontrarono nella redazione de Il Resto del Carlino dove fu allestito un sontuoso banchetto e i due mangiarono insieme. La famosa scena fu immortalata da una caricatura del celebre pittore locale Nasica (pseudonimo di Augusto Majani), che era solito rappresentare nei propri bozzetti i momenti più significativi della vita cittadina.
Carducci aveva intanto mantenuto la propria fedeltà nei riguardi di casa Savoia, e il rapporto con la regina era sempre rimasto cordiale, al punto che Margherita acquistò nel 1902 la biblioteca privata dello scrittore, lasciandogliene tuttavia l'utilizzo.
Nel 1904 fu costretto a lasciare l'insegnamento per motivi di salute. L'impegno svolto gli valse la stessa pensione che fu data nel 1859 al Manzoni. Gli succedette Giovanni Pascoli. Nel 1906 l'Accademia Svedese gli conferì il Premio Nobel per la letteratura, ma il poeta, già ammalato, non si recò a Stoccolma, limitandosi a ricevere in casa propria l'ambasciatore di Svezia in Italia.
Si racconta che, sebbene stanco e malato, l'anziano poeta non avesse però perso la forza dialettica e il carattere deciso. Pare che, subito dopo aver ricevuto la visita del messo dell'Accademia di Svezia che gli portava la notizia del premio Nobel, come prima cosa abbia detto alla moglie: "Hai visto che non sono un cretino come tu hai sempre sostenuto?”
La morte (per cirrosi epatica) lo colse nella sua abitazione di Bologna il 16 febbraio 1907. Fu tumulato con esequie solenni alla Certosa di Bologna.
Negli ultimi anni di vita si convertì al cattolicesimo, come riportato dalla testimonianza della serva di Dio Luigia Tincani, che apprese della conversione del poeta dal beato Don Orione. Sembra, inoltre, che riuscì a ricevere gli ultimi sacramenti in punto di morte da un sacerdote vestito da barbiere e venuto con la scusa di fargli la barba, riuscendo così ad eludere la guardia che gli facevano i massoni, alla sua camera (Cfr. Venturelli G., Don Luigi Orione e la Piccola Opera della Divina Provvidenza. Documenti e testimonianze. Vol. V: 1909-1912, Piccola Opera della Divina Provvidenza, Roma 1995, 316-317).
Tra gli onori e i monumenti che gli furono innalzati dopo la sua morte c'è l'edizione nazionale delle Opere in 30 volumi (Bologna, N. Zanichelli, 1935-40) e delle Lettere in 22 volumi (Bologna, N. Zanichelli, 1939-68).

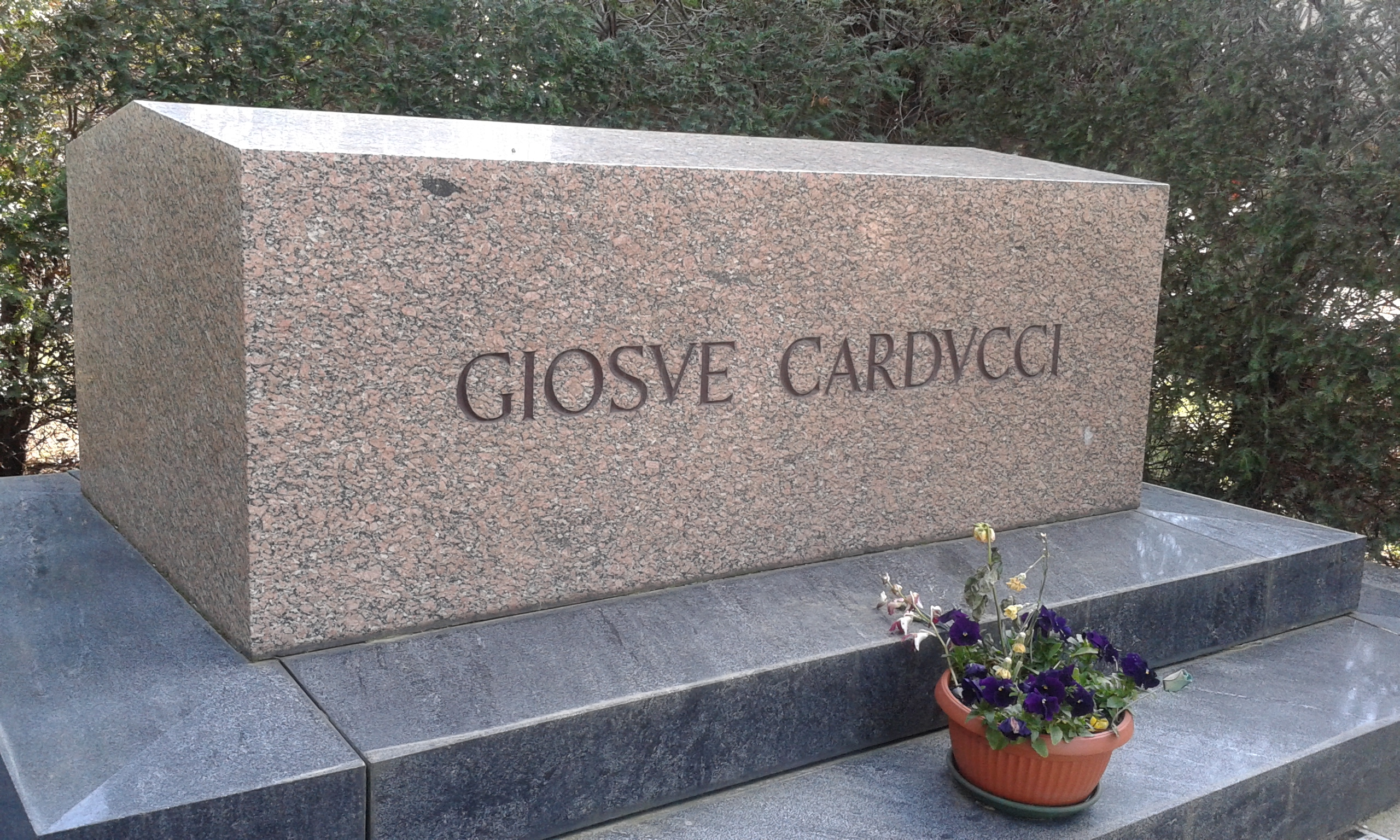
Tomba Carducci alla Certosa di Bologna

## Poetica e pensiero

Francobollo emesso per il centenario della morte

Vediamo che Carducci era decadente. L'amore per la patria al di sopra di tutto: se si comprende a fondo questo motto la poetica carducciana risulta già spiegata nelle sue linee essenziali. Si aggiunga un innato amore per il bello, per la natura, un'incondizionata adesione alla vita nelle sue espressioni più genuine, e il quadro potrà dirsi completo. Le scelte di campo contingenti, i diversi schieramenti politici e ideologici cui dovette aderire nel tempo, sono solo una conseguenza del suo carattere schietto e impermeabile a ogni forma di doppiezza, e non contengono al loro interno alcuna contraddizione. 
Per questo con Carducci si ebbe una reazione al tardo romanticismo (Prati, Aleardi, Dall'Ongaro), perché il raggiungimento dell'unità nazionale richiedeva forza e virilità, non l'abbandono a svenevoli malinconie. In particolare la sua reazione vide il ritorno ai classici e la ricerca di una lingua che avesse dignità letteraria. La poetica romantica andava sempre più declinando verso una tenerezza piagnucolosa, verso il facile sentimentalismo e una sorta di languore del tutto contrari all'impetuoso temperamento carducciano, volto a ristabilire attraverso l'esempio antico un modello di società in cui regnino la giustizia e la libertà.
La poetica del Carducci non fu mai antitetica rispetto a quella romantica. L'amore per la vita, per la natura, per il bello non hanno nulla di anti-romantico. Le polemiche giovanili avevano un senso nell'ottica della temperie risorgimentale, che portava il Carducci a demonizzare tutto ciò che potesse frapporsi alla riconquista della libertà che fece grande Roma e degni di imperitura gloria i Comuni italiani nel Medioevo (in questo senso va intesa l'idiosincrasia iniziale per le letterature straniere). Quando, a bocce ferme, si diede ad un'analisi puramente artistica della letteratura, imparò ad amare i grandi scrittori e pensatori francesi, i grandi poeti tedeschi, e rivalutò molti romantici, il Prati e il Manzoni in primo luogo.
Dei francesi trascurò quelli saliti alla ribalta negli anni della sua giovinezza; non si entusiasmò quindi per Taine o Flaubert, tanto per estrapolare due nomi soltanto dalla nutrita schiera di pensatori positivisti o scrittori naturalisti che avranno in Zola l'esponente più maturo e culminante. Al contrario, gli ardori carducciani portavano il giovane ad infervorarsi per gli spiriti libertari e rivoluzionari di qualche anno prima; era in autori come Hugo, Proudhon, Michelet, Blanc, Thierry o Heine (che può considerarsi francese d'adozione) che Carducci vedeva riflesse le proprie aspirazioni e i propri sogni, le proprie speranze in una società dove l'uomo possa finalmente trovare libertà e dignità.
Attraverso queste letture poté in maniera del tutto naturale innamorarsi di coloro che, a loro volta, le avevano ispirate: gli illuministi del XVIII secolo, Voltaire, Diderot e D'Alembert.
Il sentimento della vita, con i suoi valori di gloria, amore, bellezza ed eroismo, è senza dubbio la maggior fonte d'ispirazione del poeta, ma accanto a questo tema, non meno importante è quello del paesaggio.
Un altro grande tema dell'arte carducciana è quello della memoria che non fa disdegnare al poeta vate la nostalgia delle speranze deluse e il sentimento di tutto quello che non c'è più, anche se tutto viene accettato come forma della vita stessa. La storia, però, governata da una legge imperscrutabile procede verso il meglio, ed è attraverso la lezione dei classici prima, dei Comuni medioevali e del Risorgimento poi, che il presente deve esprimere una società migliore.
La costruzione della poesia del Carducci fu di ampio respiro, spesso impetuosa e drammatica, espressa in una lingua aulica senza essere sfarzosa o troppo evidenziata. Carducci sentì vivamente il clima di fermo impegno morale del Risorgimento e volle, in un momento di crisi di valori, far rinascere quella forza interiore che aveva animato le generazioni del primo Ottocento. La ricostruzione storica per i romantici era pretesto di esortazione all'azione, mentre per lui è solo ripensamento nostalgico di un tempo eroico che ormai non c'è più (per esempio esalta la civiltà romana in Dinanzi alle terme di Caracalla o gli ideali del libero Comune medievale ne Il comune rustico. Nel componimento Nell'annuale della fondazione di Roma mostra il suo spirito retorico, come nei versi "cantici / di gloria, di gloria, di gloria / correran per l'infinito azzurro").
Carducci manifesta anche la concezione della nemesi storica, secondo cui le colpe dei tiranni sono scontate dai discendenti anche più lontani (Per la morte di Napoleone Eugenio; Miramar). Nelle Rime nuove egli contempla la natura che gli appare ora irta e selvaggia (Traversando la Maremma toscana), ora dolcemente malinconica poiché è testimone di un tempo felice oramai trascorso (Nostalgia), ora luminosa e piena di forza e serenità (Santa Maria degli Angeli).
Il suo spirito fu veramente erede del primo Romanticismo, da cui riprese l'amore della libertà, la fede pugnace negli ideali, l'esaltazione gloriosa della storia medievale, la contemplazione commossa e nostalgica della natura, il rimpianto dei sogni giovanili, la pensosa meditazione sul destino umano e sulla morte. Non manca però anche un evidente legame con la cultura del positivismo: fiducia nella ragione, nella scienza e nel progresso, negazione di ogni prospettiva metafisica ed escatologica.
Bisogna prestare molta attenzione circa il rapporto tra Carducci e la religione, poiché non fu ateo nè antireligioso. Nonostante la formazione cattolica ricevuta in famiglia e presso gli Scolopi, il poeta assunse un atteggiamento estremamente aggressivo nei confronti della Chiesa e dei preti e ciò si accentuò in seguito alla sua adesione alla massoneria felsinea, tuttavia non fu del tutto ostile con l'insegnamento di Cristo che riteneva sbeffeggiato proprio da coloro che lo predicavano.
La Chiesa era contraria alle ideologie risorgimentali e alla Rivoluzione francese, e in virtù dell'alleanza con gli austriaci predicava una morale della rinuncia che costituiva un chiaro ostacolo sulla via dell'unità nazionale. In quanto tale Carducci, naturalmente innamorato dell'energia vitale dell'uomo, oltre che della storia d'Italia, non poté che avversarla. La missione morale e civile da lui affidata alla poesia, la necessità di conformare la propria vita a quanto predicato artisticamente e la profonda convinzione di un imperscrutabile motore della Storia (evidente più che mai nelle Odi barbare) sono però in totale sintonia con lo spirito cristiano, oltre che con gli amatissimi modelli classici.
I motivi per cui Manzoni ammirava Virgilio o Orazio erano del tutto simili, e anche se sulla pagina scritta il giovane Giosuè si scagliò contro il romantico per antonomasia, i due professavano in realtà la stessa cosa. Uno la poneva sul piano cristiano-cattolico, l'altro su quello pagano, ma gli obiettivi che si prefiggevano e che davano all'arte erano affatto sovrapponibili. Passati i fermenti storici e quelli della gioventù, lo stesso Carducci poté riconoscerlo in A proposito di alcuni giudizi su A. Manzoni (1873).
Si rese anche conto di come il furore giovanile l'avesse portato ad associare clericalismo e spiritualità, Chiesa e idea di Dio. Certo non si autodefinì mai credente nel senso tradizionale, ma ciò accadde perché gli ideali carducciani, in fondo, sono rimasti immutati durante tutta la sua esistenza, e in realtà non riuscì mai del tutto a distinguere la Chiesa dai suoi ministri. Carducci non fu mai contro il divino, contro Dio. Basti pensare alle composizioni giovanili, o, esempio ancor più lampante, alle parole rivolte nel 1889 agli studenti dell'università di Padova: «Il Dio dell'amore e del sacrificio, il Dio della vita e dell'avvenire, il Dio delle genti e dell'umanità è in noi, con noi e per noi».
Molti critici cattolici non poterono mai accettare il pensiero dell'autore dell'Inno a Satana, ed è naturale che vi siano stati attriti. Non è più possibile tuttavia accettare, per le ragioni esposte sopra, commenti drastici come quello di Paolo Lingueglia, secondo cui Carducci non ebbe mai il senso del religioso, e si accontentò di «una giustizia reboante e formale».

## La critica contro corrente

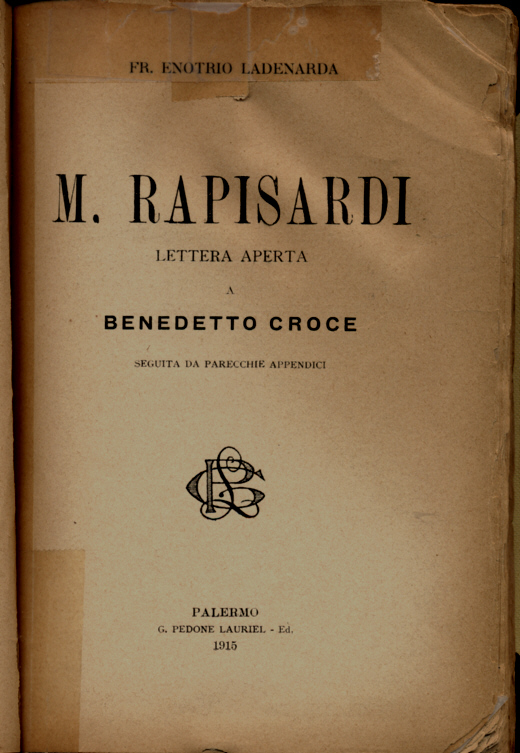
Lettera aperta a Benedetto Croce, ed. G. Pedone Lauriel, Palermo 1915

Carducci fu oggetto anche di critiche molto aspre. Fra le molte, è da segnalare quella di Mario Rapisardi, repubblicano, che probabilmente non perdonò a Carducci il "tradimento" degli ideali giovanili con l'adesione alla monarchia (si veda Lettera aperta a Benedetto Croce, ed. G. Pedone Lauriel, Palermo 1915 della quale si può leggere un estratto qui Lettera aperta a Benedetto Croce).
Già durante la vita del Carducci ci furono dunque forti reazioni. Non fu molto tenero nel 1892 neanche Alfredo Oriani; il Nostro sarebbe stato professore più che poeta, avrebbe usato la testa più che il cuore, senza poter diventare il poeta del popolo, troppo distante da esso a causa di una preparazione troppo classica e aliena dalla comprensione della vita popolana reale. È ancora una polemica contenuta, pronunciata comunque da un amico che rientrerà nella nutrita schiera di coloro che, nel numero di Capodanno de il Resto del Carlino del 1905, riserveranno un pensiero affettuoso per il poeta.

Enrico Thovez

Più dura ma anche più soggettiva è la critica piovuta addosso a Carducci nel 1896, quando sulla Gazzetta letteraria meneghino-torinese comparvero alcuni testi a condanna di Giosuè, firmati con lo pseudonimo di Guido Fortebracci, l'ultimo dei quali avente per titolo La necessità di averlo abbattuto (di aver abbattuto cioè il Carducci). Quello che Oriani aveva lasciato intendere viene qui detto esplicitamente: ci troviamo di fronte a un professore, non a un poeta, un professore che ha scelto per di più il momento sbagliato per manifestare i propri ardori politici (per il Fortebracci essi avrebbero avuto più senso negli anni Ottanta, in mezzo ai tumulti post-unitari, quando invece la musa carducciana tacque), condannando i colpevoli (l'autore che si cela sotto il nome di Fortebracci era certamente un cattolico) più che esaltando gli eroi del Risorgimento.
L'impostazione soggettiva e spesso non organica di questi articoli fece sì che la loro risonanza fosse piuttosto contenuta. Maggior compattezza e acume critico dimostrò invece Enrico Thovez quando nel 1910 mandò fuori un libro in cui accusava Carducci di aver deviato dalla linea maestra che Leopardi aveva tracciato per rinnovare la poesia italiana. Thovez non prova, leggendo le poesie del maremmano, alcuna emozione, trovandovi una Weltanschauung che fa parte ormai di altre epoche - mentre il recanatese era a tutti gli effetti poeta del proprio tempo -; inoltre, anche laddove si parla d'amore, «nemmeno il più acceso degli erotomani può credere che le Lidie, le Lalagi, le Dafni, le Line carducciane siano donne di carne e ossa». Manca insomma la passione, imprigionata all'interno di schemi metrici che ne impediscono una libera espressione.
Anche qui, comunque, prevale l'impronta soggettiva, e Benedetto Croce mostrò come le affermazioni del Thovez, pur acute, movessero ancora da un'impostazione arbitraria e pretendessero di definire la poesia e la sua bellezza assecondando il proprio modo di sentire anziché fondarsi su considerazioni prettamente tecniche.
Più tardi Natalino Sapegno definì Carducci un poeta minore.

## Onorificenze

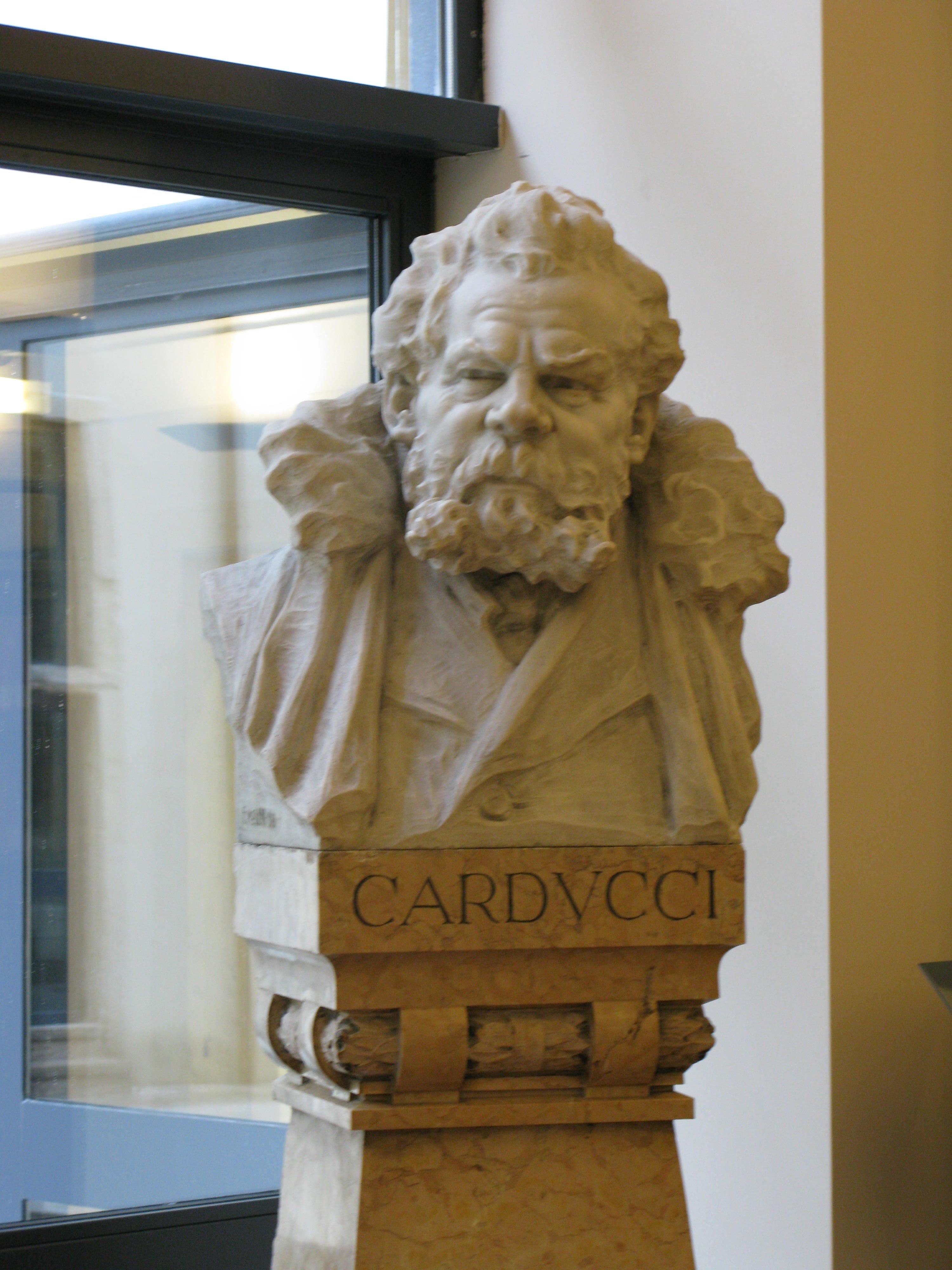
Carducci raffigurato in busto nella Biblioteca Civica di Verona

### Onorificenze straniere
Premio Nobel per la letteratura 1906
(Motivazione del Premio Nobel)

### Altri riferimenti
- Gli è stato dedicato il cacciatorpediniere Giosuè Carducci
- Gli è stato dedicato un cratere su Mercurio.[218]
- Nel 1907 il comune di Castagneto Marittimo, dove il poeta trascorse l'infanzia, modifica il suo nome in Castagneto Carducci.

## Produzione poetica
- 1865 - Inno a Satana, in opuscolo presso Società tipografica pistoiese.
- 1873 - Pianto antico, in Nuove poesie.
- 1873 - Idillio maremmano, in «Monitore di Bologna», 12 settembre.
- 1876 - Alle fonti del Clitunno, in «La Vedetta», 21 ottobre.
- 1877 -Alla stazione in una mattina d'autunno, in Odi barbare.
- 1878 - Davanti a San Guido, nella biografia del poeta stilata da Adolfo Borgognoni, premessa alle Poesie.
- 1878 - Alla Regina d'Italia, in opuscolo presso Zanichelli.
- 1899 - Jaufré Raudel, in Rime e ritmi.

Non è sempre facile seguire lo sviluppo della poesia del Carducci attraverso le raccolte da lui edite. Il poeta infatti organizzò più volte e in modo differente i suoi componimenti e ne diede una sistemazione definitiva solamente più tardi nell'edizione delle Opere pubblicate per Zanichelli fra il 1889 e il 1909. Qui di seguito si fornisce l'elenco delle opere poetiche pubblicate in volume, poi risistemate nei 20 volumi delle Opere.
- Rime, San Miniato, Tip. Ristori, 1857.
- Levia Gravia, Pistoia, Niccolai e Quarteroni, 1868.
- Poesie, Firenze, Barbera, 1871 (seconda edizione, ivi, 1875; terza edizione, ivi, 1878).
- Primavere elleniche, Firenze, Barbera, 1872.
- Nuove poesie, Imola, Galeati, 1873 (seconda edizione, Bologna, Zanichelli, 1875; terza edizione con prefazione di Enrico Panzacchi, ivi, 1879).
- Odi barbare, Bologna, Zanichelli, 1877 (seconda edizione con prefazione di Giuseppe Chiarini, ivi, 1878; terza edizione, ivi, 1880; quarta edizione, ivi, 1883; quinta edizione, ivi, 1887).
- Juvenilia edizione definitiva, Bologna, Zanichelli, 1880.
- Levia Gravia edizione definitiva, Bologna, Zanichelli, 1881.
- Giambi ed Epodi, Bologna, Zanichelli, 1882.
- Nuove odi barbare, Bologna, Zanichelli, 1882 (seconda edizione, ivi, 1886).
- Rime nuove, Bologna, Zanichelli, 1887 (seconda edizione, ivi, 1889).
- Terze odi barbare, Bologna, Zanichelli, 1889.
- Delle Odi barbare. Libri II ordinati e corretti, Bologna, Zanichelli, 1893 (seconda edizione, ivi, 1900).
- Rime e ritmi, Bologna, Zanichelli, 1899.
- Poesie (MDCCCL-MCM), Bologna, Zanichelli, 1901 (seconda edizione, ivi, 1902).

Di seguito i volumi poetici nelle Opere. I volumi non corrispondono però all'ordine cronologico con il quale il poeta aveva pubblicato le prime raccolte, ma fanno riferimento più che altro a distinzioni di generi e pertanto troviamo poesie di uno stesso periodo in raccolte diverse. Le raccolte seguono questo ordine:
- Juvenilia in sei libri (1850-1860)
- Levia Gravia in due libri (1861-1871)
- Inno a Satana (1863)
- Giambi ed Epodi in due libri (1867-1879)
- Intermezzo (1874-1887)
- Rime Nuove in nove libri (1861-1887)
- Odi barbare in due libri (1873-1889)
- Rime e Ritmi (1889- 1898)
- Della Canzone di Legnano, parte I (Il Parlamento) (1879)

### Juvenilia
La prima raccolta di liriche, che lo stesso Carducci raccolse e divise, dal titolo significativo Juvenilia (1850-1860), composta da sei libri, ha indubbiamente il carattere di un recupero della tradizione classica proprio del gruppo degli Amici pedanti che si era costituito in quel periodo con il proposito di combattere i romantici fiorentini. Nei versi della raccolta si coglie subito l'imitazione dei classici antichi, dello stilnovo, di Dante e di Petrarca e, tra i moderni, soprattutto quella di Alfieri, Monti, Foscolo e Leopardi.
Si intravede però già lo spirito carducciano, il suo amore per la bellezza dello stile, la purezza dei sentimenti e la dignità della patria, oltre che la capacità di apprezzare tutto ciò che è genuino, quindi anche la parlata popolare.
In seguito a questa prima esperienza il Carducci, che nel frattempo aveva allargato i suoi orizzonti culturali con le letture di Hugo, Barbier, Shelley, Heine e Von Platen, assorbe le esperienze della poesia romantica europea e le ideologie di tutti quei movimenti democratici nati dalla Rivoluzione francese diventando acceso repubblicano e mazziniano. Nasceranno in questo periodo di grande fervore ideologico Giambi ed Epodi che seguono il noto Inno a Satana e si intrecciano con le poesie di Levia Gravia.

### Levia Gravia
Nella seconda raccolta, Levia Gravia (1861-1871), che accosta nel titolo due plurali senza congiunzioni come era nell'uso classico, vengono raccolte poesie di poca originalità, di imitazione e spesso scritte per particolari occasioni secondo l'uso della retorica.

In molte di queste poesie si avverte la delusione di chi ha visto il compiersi dell'unità d'Italia. Tra le poesie maggiormente riuscite vi è Congedo, dove si vive lo stato d'animo nostalgico di chi ha visto la giovinezza tramontare, mentre importante dal punto di vista storico è Per il trasporto delle reliquie di U. Foscolo in S. Croce  e politicamente significativo il canto Dopo Aspromonte, dove viene celebrato un Garibaldi ribelle e fiero.

### Giambi ed Epodi
La raccolta intitolata Giambi ed Epodi (1867-1879) viene citata dalla critica come il libro delle polemiche. In essa, pur non essendoci ancora la vera poesia carducciana, si coglie tutta la passione del poeta e vi sono tutti, anche se non ancora affinati, i temi della sua poesia. Si avverte nel titolo il desiderio di riproporre l'antica poesia polemico-satirica, come quella greca di Archiloco e quella latina di Orazio che nel suo Libro di epodi si ispira al poeta-soldato.
In Giambi ed Epodi vi è l'esaltazione dei grandi ideali di libertà e giustizia, il disprezzo per i compromessi dell'Italia unificata, la polemica contro il papato e contro molti aspetti di costume della vita italiana.

### Rime Nuove
Nella raccolta Rime nuove  (1861-1887), che è preceduta da un Intermezzo, si colgono gli echi e i motivi di Hugo, von Platen, Goethe, Heine, Baudelaire e Poe. In essa i contenuti e le forme derivano in gran parte dai precedenti scritti ma maggiormente approfonditi e maturi.
Tra i temi che emergono nelle Rime nuove un posto rilevante è assunto dal culto del passato e delle memorie storiche dove il sogno della realizzazione di una società egualitaria e liberale si avverte soprattutto attraverso l'esaltazione dell'età dei comuni che vengono presi come esempio di sanità morale e di vita civile.

Un altro esempio preso dal Carducci di espansione democratica è la Rivoluzione francese che viene rievocata nei dodici sonetti del Ça ira.
Accanto al sogno, sul piano storico, di un popolo libero e primitivo, corrisponde sul piano sentimentale quello di un'infanzia libera e ribelle che si riversa sul paesaggio maremmano, come nel caso del sonetto Traversando la Maremma toscana, uno forse tra i più belli e noti del poeta. Anche Pianto antico è molto significativo.

### Odi barbare
Le Odi barbare sono una raccolta di cinquantasette liriche scritte tra il 1873 e il 1889. Rappresentano il tentativo del Carducci di riprodurre la metrica quantitativa dei Greci e dei Latini con quella accentuativa italiana. I due sistemi sono decisamente diversi, ma già altri poeti prima di lui si erano cimentati nell'impresa, dal Quattrocento in poi, su tutti Leon Battista Alberti, Gabriello Chiabrera e specialmente Giovanni Fantoni. Egli pertanto chiama le sue liriche barbare perché tali sarebbero sembrate non solo ad un Greco o ad un Latino, ma anche a molti Italiani.
Predominano nelle Odi barbare il tema storico e quello paesaggistico con accenti più intimi, come nella poesia Alla stazione in una mattina d'autunno. E ancora una volta i temi fondamentali della poesia carducciana sono gli affetti familiari, l'infanzia, la natura, la storia, la morte accettata con virile tristezza come nella poesia Nevicata. L'esaltazione dei classici si esprime soprattutto nelle due poesie Da Desenzano e Sirmione che sono un omaggio a Gaio Valerio Catullo.

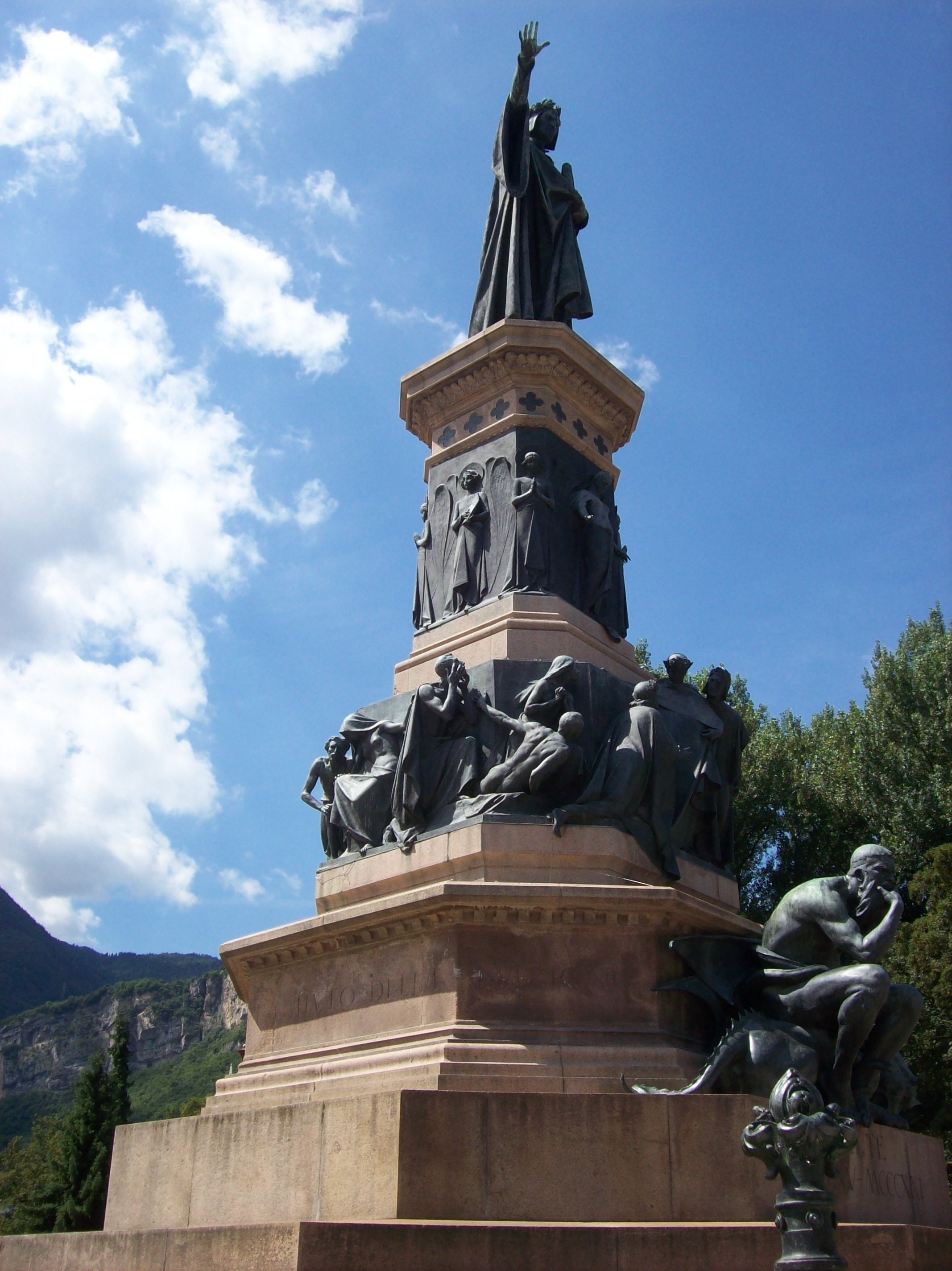
Rime e Ritmi contiene una poesia dedicata al Monumento a Dante a Trento.

### Rime e Ritmi
Nella raccolta Rime e Ritmi (1889-1898), formata da 29 poesie, le composizioni in metrica tradizionale si affiancano a quelle in metrica barbara, come sottolinea lo stesso titolo; in esse vengono ricapitolati i motivi già presenti nelle precedenti opere, non senza delle interessanti novità.
Se le odi storiche e celebrative, da Piemonte a Cadore, un tempo famose, non incontrano più il gusto dei lettori moderni, alcune altre liriche godono oggi di una notevole fortuna, mostrando un Carducci più intimo e sensibile ai cambiamenti di gusto che segnano la fine dell'Ottocento.
Molto apprezzate, in particolare, sono le liriche che vanno sotto il nome di Idillii alpini, ossia L'ostessa di Gaby, Esequie della guida E. R., In riva al Lys, Sant'Abbondio e l'Elegia del monte Spluga, alle quali va aggiunto l'incantevole Mezzogiorno alpino. Presso una Certosa è invece una sorta di testamento ideale, nel quale, di fronte alla morte, Carducci riafferma la sua fede nei valori della poesia. Significative sono anche le tristi elegie La moglie del gigante e Jaufré Rudel (Jaufré Rudel).

### Della canzone di Legnano, parte I (Il Parlamento) (1879)
Fa parte a sé Il Parlamento, frammento de La canzone di Legnano che è senza dubbio uno dei capolavori del Carducci e dove si trova l'ispirazione maggiore delle maggiori raccolte.

## Opere

### Edizioni, antologie e commenti
Di seguito le edizioni originali di poesie e di prose comparse in volume:
- Rime, San Miniato, Tip. Ristori, 1857.
- Levia gravia, Pistoia, Tip. Niccolai e Quaternoni, 1868 (edizione definitiva presso Zanichelli, 1881).
- Poesie, Firenze, Barbera, 1871 (seconda edizione, ivi, 1875; terza edizione, ivi, 1878).
- Primavere elleniche, Firenze, Barbera, 1872.
- Nuove poesie, Imola, Galeati, 1873 (seconda edizione, Bologna, Zanichelli, 1875; terza edizione con prefazione di Enrico Panzacchi, ivi, 1879).
- Studi letterari, Livorno, Vigo, 1874.
- Delle poesie latine edite e inedite di Ludovico Ariosto: studi e ricerche, Bologna, Zanichelli, 1875 (poi con il titolo La gioventù di Ludovico Ariosto e le sue poesie latine, ivi, 1881).
- Intorno ad alcune rime dei secoli XIII e XIV ritrovate nei Memoriali dell'Archivio notarile di Bologna, Imola, Galeati, 1876.
- Bozzetti critici e discorsi letterari, Livorno, Vigo, 1876.
- Odi barbare, Bologna, Zanichelli, 1877 (seconda edizione con prefazione di Giuseppe Chiarini, ivi, 1878; terza edizione, ivi, 1880; quarta edizione, ivi, 1883; quinta edizione, ivi, 1887).
- Juvenilia edizione definitiva, Bologna, Zanichelli, 1880.
- Levia Gravia edizione definitiva, Bologna, Zanichelli, 1881.
- Confessioni e battaglie, Roma, Sommaruga, 1882 (poi con l'indicazione Serie prima, ivi, 1883; serie terza: ivi, 1884).
- Giambi ed Epodi, Bologna, Zanichelli, 1882.
- Nuove odi barbare, Bologna, Zanichelli, 1882 (seconda edizione, ivi, 1886).
- Ça ira, Roma, Sommaruga, 1883.
- Conversazioni critiche, Roma, Sommaruga, 1884.
- Rime nuove, Bologna, Zanichelli, 1887 (seconda edizione, ivi, 1889).
- Il libro delle prefazioni, Città di Castello, Lapi, 1888.
- Terze odi barbare, Bologna, Zanichelli, 1889.
- Storia del Giorno di Giuseppe Parini, Bologna, Zanichelli, 1892.
- Delle Odi barbare. Libri II ordinati e corretti, Bologna, Zanichelli, 1893 (seconda edizione, ivi, 1900).
- Su l'Aminta di T. Tasso, saggi tre, con una pastorale inedita di G.B. Giraldi Cinthio, Bologna, Zanichelli, 1896.
- Degli spiriti e delle forme nella poesia di Giacomo Leopardi, Bologna, Zanichelli, 1898.
- Rime e ritmi, Bologna, Zanichelli, 1899.
- Poesie (MDCCCL-MCM), Bologna, Zanichelli, 1901 (seconda edizione, ivi, 1902).

### Curatele
- L'arpa del popolo. Scelta di poesie religiose, morali e patriottiche cavate dai nostri autori e accomodate all'intelligenza del popolo, Firenze, Tip. Galileiana di M. Cellini, 1855.
- Antologia latina e saggi di studi sopra la lingua e la letteratura latina, Firenze, Tip. Galileiana di M. Cellini, 1855.
- Poesie di Giuseppe Parini, Firenze, Barbèra, 1858.
- Poesie di Lorenzo de' Medici, Firenze, Barbèra, 1859.
- Le Stanze, l'Orfeo e le Rime di messer Angelo Ambrogini Poliziano, rivedute su i codici e su le antiche stampe e illustrate con annotazioni di varii, Firenze, Barbèra, 1863.
- Letture italiane scelte e ordinate a uso delle Scuole del Ginnasio inferiore, Bologna, Zanichelli, 1883 (assieme a Ugo Brilli; seconda edizione: ivi, 1885).
- Le Rime di Francesco Petrarca di su gli originali, Firenze, Sansoni, 1899 (assieme a Severino Ferrari).
- Antica lirica italiana (canzonette, canzoni, sonetti dei secoli XIII-XV), Firenze, Sansoni, 1907 (uscito postumo per le cure di Guido Mazzoni).

### Esplicative
1. ↑  M. Saponaro, p.24. Saponaro colloca a Pisa il matrimonio, ma sappiamo da Giuseppe Chiarini che durante una gita che Carducci, Chiarini e il prof. Carlo Bevilacqua (genero del poeta) fecero a Volterra nell'agosto 1882, trovarono nella chiesa parrocchiale un documento che attestava come le nozze fossero state celebrate a Valdicastello e non a Volterra, dove, fino a quel momento, Carducci pensava si fossero sposati i genitori. Cfr. Chiarini, p. 248; Per l'anno di nascita di Ildegonda Celli e la data del matrimonio cfr. Opere scelte di Giosue Carducci (a cura di Mario Saccenti), Torino, UTET, 1993, vol. II, p. 715.
2. ↑  La data del 27 è stata comunemente accettata dagli studiosi dopo la morte del Carducci, in quanto la conferma egli stesso in un passo che si può leggere in Primizie e reliquie: «Nacqui ... addì 27 di luglio 1835, giorno di martedì, alle ore 11 di sera». Tuttavia, la questione è molto più complessa. Nel 1853 scriveva al Gargani di essere nato il 24, ma potrebbe essersi trattato di un banale errore. Molto chiaro è però l'atto di battesimo steso dal pievano in data 29 luglio 1835. Vi si afferma che il bambino è nato il giorno prima alle undici di sera. I dubbi sembravano risolti quando Giuseppe Picciòla, un allievo del poeta, pubblicò un atto che si trovava nell'archivio della Normale di Pisa; Giosuè sarebbe nato il 27 e battezzato due giorni dopo. Se non che la vicenda si tinge di grottesco: i calcoli degli studiosi hanno stabilito che il 27 era un lunedì! Se, come Carducci potrebbe essersi sentito ripetere molte volte, fosse allora davvero nato un martedì, è probabile che avessero ragione i compaesani del vate quando il 6 novembre 1887 apposero sulla casa natale la data del 28. Per la ricostruzione dell'intera controversia e molti altri particolari cfr. E. Pasquini, Cecco Frate (Francesco Donati), Firenze, Le Monnier, 1935, pp. 95-101.

### Bibliografiche
1. ↑  Escluso per sorteggio.
2. ↑  Per esempio in  Mario Scotti, CARDUCCI, Giosue, in Dizionario biografico degli italiani, vol. 20, Roma, Istituto dell'Enciclopedia Italiana, 1977.
3. ↑  G. Fumagalli - F. Salveraglio, Albo carducciano, Bologna, Zanichelli, 1909, p. 45
4. ↑  Chiarini, p. 434.
5. ↑  Bologna, Zanichelli, 1901 (ivi, p. 434)
6. ↑  cfr. G. Picciola, Giosue Carducci, discorso letto nella sala del Liceo Musicale di Bologna, il dì XIII di Maggio 1901, Bologna, Zanichelli, 1901, p. 49.
7. ↑  Mario Saccenti, in Carducci, Opere scelte, Torino, UTET, 1996, vol. 2, p. 11.
8. ↑  Op. cit., p. 48.
9. ↑  Ivi, p. 45.
10. ↑   avv. Francesco Paolo Barbanente (Gran Maestro del Grande Oriente d'Italia), La Squadra e il Compasso nel Golfo dei Poeti e Dintorni, Storiografia Massonica, BASTOGILibri, marzo 2014,  p. 33, ISBN 978-88-98457-30-4.
11. ↑  M. Saponaro, Carducci, Arnoldo Mondadori, 1940, pp.23-24.
12. ↑  F. Giannessi (a cura di), Carducci, Milano, Nuova Accademia, 1963, pp. 7-8.
13. ↑  M. Saponaro, p.25
14. ↑  Nel dialetto della Versilia indica un animale simile al rospo.
15. ↑  F. Flamini, L'anima e l'arte di Giosue Carducci, Livorno, Giusti, 1921, p. 3.
16. ↑  F. Flamini, p. 4.
17. ↑  Ugo Brilli riferisce il fatto in uno scritto sull'amico; cfr. L.M. Capelli, Dizionarietto carducciano, Livorno, Raffaello Giusti, 1919, p. 32.
18. ↑  R. della Torre, Invito alla lettura di Carducci, Milano, Mursia, 1985 pp. 13-15.
19. ↑  F. Giannessi, pp. 8-10
20. ↑  M. Saponaro, pp. 28-30
21. ↑  Alessandro Volpi, Viareggio laica, 2023. Come citato in  Adolfo Lippi, Versilia, così l’impronta della Massoneria ha segnato l’ex Perla del Tirreno, su iltirreno.it, 22 novembre 2023.
22. ↑  L'eccessiva irruenza gli aveva attirato le antipatie di alcuni facinorosi che spararono colpi di fucile contro la sua abitazione il 21 e il 23 maggio 1848; cfr. R. della Torre, p.16
23. ↑  M. Saponaro, pp. 32-33
24. ↑  R. della Torre, p.18
25. ↑  Chiarini, pp. 14-15.
26. ↑  Lettera di E. Nencioni a Ferdinando Martini nella Domenica letteraria del 30 aprile 1882 e poi confluita nel volume Il primo passo, stampato a cura di quel giornale.
27. ↑  G. Albini, A. Sorbelli (a cura di), Primizie e reliquie, Bologna, Zanichelli, 1928
28. ↑  N. Busetto, Giosuè Carducci nel suo tempo e nell'età che fu sua, Milano-Genova-Roma-Napoli, Società Anonima Editrice Dante Alighieri, 1935, pp. 34-46
29. ↑  Nencioni glielo procurò nella vecchia edizione Piatti.
30. ↑  Chiarini, pp. 18-22.
31. ↑  Chiarini, pp. 23-26.
32. ↑  M. Saponaro, pp. 40-45
33. ↑  M. Saponaro, p.45
34. ↑  M. Saponaro, pp. 46-47; P. Bargellini, pp. 47-50
35. ↑  A. Borgognoni, «Premessa» a G. Carducci, Poesie, Firenze, Barbera, 1878, p. XVIII
36. ↑  «Io, conosciuto anche per Pinini, causa un raddoppiamento spostato nella coniugazione del verbo πίνειν ("bere")»; G. Carducci, Le «Risorse» di san Miniato al Tedesco, in Prose di Giosue Carducci, Bologna, Zanichelli, 1938, p. 945
37. ↑  F. Cristiani, «Il Carducci alla Scuola Normale», in Rivista d'Italia, anno IV, fasc.V (maggio 1901), pp.44 e ss.
38. ↑  su Wikiquote, senza la parola iniziale «Purtroppo»
39. ↑  Chiarini, pp. 35-36.
40. ↑  F. Cristiani, pp. 44 e ss.
41. ↑  Chiarini, pp. 44-47.
42. ↑  P. Bargellini, Giosuè Carducci, Brescia, Morcelliana, 1934, pp. 58-60.
43. ↑  E. Pasquini, Cecco Frate (Francesco Donati), Firenze, Le Monnier, 1935, p. 31
44. ↑  C. Segre, C. Martignoni, Guida alla letteratura italiana - Testi nella storia - 3 Dall'unità d'Italia a oggi, a cura di G. Lavezzi, C. Martignoni, R. Saccani, P. Sarzana, Milano, Mondadori editore, 1996
45. ↑  Chiarini, pp. 50-52.
46. ↑  Chiarini, pp. 57-61.
47. ↑  Per approfondire vedi la voce Giuseppe Torquato Gargani
48. ↑  P. Bargellini, p.77
49. ↑  Juvenilia, XXI
50. ↑  Risorse, pp.944 e ss.
51. ↑  Risorse, p.945
52. ↑  Chiarini, p. 79.
53. ↑  Risorse, p.946
54. ↑  Risorse, pp.947-48
55. ↑  Risorse, p.960
56. ↑  Chiarini, pp. 87-92.
57. ↑  Risorse, p.961
58. ↑  Pare che motivo dominante fosse la rabbia del Fanfani che, difensore della lingua, aveva subito varie volte le correzioni degli Amici pedanti in merito ad alcuni errori linguistici nelle sue edizioni critiche.
59. ↑  Chiarini, pp. 95-96.
60. ↑  Il Burchiello ai linguaioli, Juvenilia, V, LXXVII
61. ↑  Lettera di F.D. Guerrazzi a Silvio Giannini, Genova, 12 aprile 1858
62. ↑  Chiarini, pp. 105-107.
63. ↑  P. Bargellini, pp.110-112
64. ↑  Chiarini, pp. 113-114.
65. ↑  P. Bargellini, pp.106-107
66. ↑  Fu la tesi di Alberto Lumbroso; cfr.P. Bargellini, p.481
67. ↑  Con un approfondito studio G. Manetti escluse la tesi dell'omicidio; G. Manetti, Un dramma in casa Carducci, Bologna, 1927. Dopo le lettere di Luigi Pescetti sul Pegaso (nov.1931) e sul Telegrafo (ott.1933) la tesi del suicidio è stata ulteriormente convalidata.
68. ↑  Di parere contrario, invece, è ad esempio l'autorevole Enciclopedia Repubblica-UTET-De Agostini (del 2003, quindi circa 70 anni più recente, alla voce dedicata a Carducci): «In modo improvviso e violento, in circostanze oscure nel corso di una lite col padre, morì il fratello Dante (Novembre 1857); [..] al contrario, il padre morì in disperata solitudine (Agosto 1858)»
69. ↑  Chiarini, p. 112.
70. ↑  Chiarini, pp. 117-123.
71. ↑  P. Bargellini, p.112
72. ↑  L'enciclopedia, nella Biblioteca di Repubblica, UTET-Torino e Istituto Poligrafico De Agostini-Novara, 2003, stampato presso lo stabilimento ILTE di Moncalieri
73. ↑  Chiarini, pp. 123-124.
74. ↑  Chiarini, p. 124.
75. ↑  P. Bargellini, pp. 120-122; cfr. M. Gioli Bartolomei, Il rivolgimento toscano e l'azione popolare, Firenze, Barbera, 1905
76. ↑  M. Saponaro, p. 84
77. ↑  Poesie di Giosue Carducci, Bologna, Zanichelli, 1901, p. 370
78. ↑  Chiarini, p. 130.
79. ↑  G. Leopardi, La ginestra, v.51
80. ↑  P. Bargellini, p.133
81. ↑  Lettera di T. Mamiani a G. Carducci del 4 marzo 1860
82. ↑  Chiarini, pp. 130-132.
83. ↑  Carducci fu docente severo, stando ad un aneddoto famoso (raccontato, fra i tanti, da Aldo Gabrielli, Il museo degli errori, Milano, Mondadori, 1977, p. 183) secondo il quale avrebbe cacciato uno studente che volendogli far firmare il libretto di frequenza, si era presentato col cognome prima del nome.
84. ↑  L. Federzoni, «Giosue Carducci nella scuola», in Regia Università di Bologna (AA.VV.), Carducci. Discorsi nel centenario della nascita, Bologna, Zanichelli, 1935, p.3
85. ↑  Chiarini, pp. 133-135.
86. ↑  P. Bargellini, pp.134-135; L. Federzoni, p.4
87. ↑  Chiarini, p. 135.
88. ↑  Lettera di G. Carducci a G. Chiarini, 22 gennaio 1861
89. ↑  Chiarini, pp. 137-142.
90. ↑  Chiarini, pp. 143-144.
91. ↑  Chiarini, p. 145.
92. ↑  P. Bargellini, pp.155-157
93. ↑  A. Luzio, La Massoneria e il Risorgimento italiano, Bologna, 1925
94. 1 2  Vittorio Gnocchini, L'Italia dei Liberi Muratori. Brevi biografie di Massoni famosi, Roma-Milano, Erasmo Edizioni-Mimesis, 2005, p. 59.
95. ↑  Secondo Carlo Manelli fu iniziato nella Loggia Severa di Bologna, affiliata al Grande Oriente d'Italia, e dopo fondò la Loggia Felsinea nella stessa città ove permangono alcuni suoi scritti firmati. Cfr. C. Manelli, La Massoneria a Bologna dal XVIII al XX Secolo, Bologna, Analisi, 1986. Citato in  avv. Francesco Paolo Barbanente (Gran Maestro del Grande Oriente d'Italia), La Squadra e il Compasso nel Golfo dei Poeti e Dintorni, Storiografia Massonica, BASTOGILibri, marzo 2014,  p. 33, ISBN 978-88-98457-30-4.
96. ↑  P. Bargellini, pp.160-166
97. ↑  P. Bargellini, pp.146-150
98. ↑  P.J. Proudhon, De la Justice dans la révolution et dans l'église, Paris, Frères Garnier, 1858
99. ↑  J. Michelet, La sorcière, Paris, Garnier-Flammarion, 1966
100. ↑  P. Bargellini, p.151
101. ↑  Chiarini, pp. 156-157.
102. ↑  A. Balduino, Storia letteraria d'Italia, Milano, Piccin Nuova Libraria, 1997, vol. X, p. 1933.
103. ↑  Lo si può leggere in Carducci, Opere, ed. naz., Bologna, Zanichelli, vol. XXX, p. 368.
104. ↑  Nota dei curatori del vol. XXX di Carducci, Opere, ed. naz., Bologna, Zanichelli, 1940, p. 369.
105. ↑  Chiarini, pp. 158-161.
106. ↑  Nato nel 1805 a Savignano di Romagna, studiò sotto la guida di Bartolomeo Borghesi e fu in intimità con Giulio Perticari e Vincenzo Monti. Insegnò all'Università di Bologna. Il giorno della morte, avvenuta il 23 maggio 1875, Carducci scrisse un breve testo in sua memoria. Ne viene ricordato il grande valore di studioso, tanto che, vi si legge, persino Theodor Mommsen talvolta chiese consigli all'erudito savignanese; «Francesco Rocchi», in Prose di Giosue Carducci, cit., pp.769-771.
107. ↑  Chiarini, pp. 178-180.
108. ↑  Chiarini, pp. 168-170.
109. ↑  Chiarini, p. 171.
110. ↑  G. Barbera, Lettere, Firenze, Barbera, 1914
111. ↑  P. Bargellini, pp.184-185
112. ↑  B. Croce, «Una dimenticata polemica tra il Carducci, F. Fiorentino e A.C.de Meis (1868)», ne La critica, 20 settembre 1910
113. ↑  P. Bargellini, pp.187-191
114. ↑  P. Bargellini, p.193
115. ↑  Chiarini, p. 174.
116. ↑  R. della Torre, pp.38-40
117. ↑  Chiarini, p. 176.
118. ↑  Sull'Allgemeine Zeitung ne scrisse Karl Hillebrand il 1º novembre 1873, sui viennesi Abendpost e Neue Freie Presse Adolf Pichler e Karl von Thaler rispettivamente il 10 giugno 1874 e il 12 marzo 1875.
119. ↑  Chiarini, p. 188.
120. ↑  Lettera a Severino Ferrari pubblicata ne La lettura nell'aprile 1908.
121. ↑  P. Bargellini, pp.217-218
122. ↑  Lettera a G. Chiarini del 1º gennaio 1874
123. ↑  D. Ferrari, Commento delle Odi Barbare di Giosue Carducci, Bologna, Zanichelli, 1923, vol. I, p.180
124. ↑  Nella piazza di s. Petronio, vv.9-10.
125. ↑  G. Basilone, Guida allo studio dell'opera letteraria di Giosue Carducci, Napoli, Federico & Ardia, 1953, pp.67-68.
126. ↑  A. Galletti, «La visione epica della storia nella poesia di Giosue Carducci», in Regia Università di Bologna, cit., pp.27-30
127. ↑  A. Galletti, pp.30-35
128. ↑  D. Ferrari, cit., ampia esegesi delle singole odi approfondite con grande dovizia di particolari.
129. ↑  Chiarini, pp. 203-206.
130. ↑  M. Saponaro, pp.157-160
131. ↑  Il professor Belluzzi le concesse l'Aula Magna dell'Archiginnasio bolognese.
132. ↑  M. Saponaro, pp.160-164
133. ↑  M. Saponaro, pp.176-178
134. ↑  Lettera a Carolina Cristofori Piva, 23 ottobre 1872, ora in M. Saccenti, cit., pp.724-726; i due amanti avevano stabilito di intrattenere una conversazione «fermo posta», in modo che i coniugi rispettivi non si accorgessero della relazione.
135. ↑  La paternità di Carducci è stata dimostrata da Guido Davico Bonino nell'opera Il leone e la pantera. Lettere d'amore a Lidia (1872-1878), Roma, Salerno, 2010
136. ↑  C. Mariotti, Panzacchi e la buona melica, in E. Panzacchi, Lyrica, a cura di C. Mariotti, Roma, Salerno editrice, 2008, pp. XLIX-L
137. ↑   Annie e l'Orco: storie d'amore e cinismo, su archiviostorico.corriere.it (archiviato dall'url originale l'8 dicembre 2015).
138. ↑   G.Cattaneo, Il gran lombardo, su books.google.es, 1991,  p. 40 (archiviato dall'url originale il 21 luglio 2014).
139. ↑  P. Bargellini, pp.225-26.
140. ↑  Chiarini, pp. 196-197.
141. ↑   Università di Bologna, su www3.unibo.it (archiviato dall'url originale il 18 maggio 2008).
142. ↑   Comitato Nazionale per il centenario della morte di Giusuè Carducci, su casacarducci.it (archiviato dall'url originale il 29 ottobre 2010).
143. ↑  Vedi l'opera Carducci di Renato Serra e Alfredo Panzini
144. ↑  Chiarini, pp. 200-206.
145. ↑  «Eterno feminino regale», in Prose di Giosue Carducci, Zanichelli, cit., pp.870-872
146. ↑  Eterno feminino regale, pp.877-878
147. ↑  U.A. Grimaldi, Il re "buono", Feltrinelli, 1980, p.137
148. ↑  Sempre in Eterno feminino regale Carducci ribatterà che anche il Foscolo tradì spiriti monarchici, come nella tragedia Aiace.
149. ↑  Eterno feminino regale, p.880
150. ↑  Lettera a Achille Bizzoni, 19 gennaio 1879, postilla a Eterno feminino regale, p.885
151. ↑  Chiarini, pp. 220-221.
152. ↑  Chiarini, pp. 244-245.
153. ↑  M. Menghini, «Il Carducci a Roma», Rivista d'Italia, maggio 1901, p.126
154. ↑  Chiarini, pp. 221-224.
155. ↑  Impronta Italia domandava Roma,/ Bisanzio essi le han dato, vv.27-28
156. ↑  P. Bargellini, pp.263-264
157. ↑  G. Carducci, «Ça ira», in Prose, cit., pp.963-1037
158. ↑  L. Federzoni, pp.18-21
159. ↑  Chiarini, pp. 258-260.
160. ↑   Chantal Vuillermoz, Le vacanze valdostane di Giosuè Carducci, su turismodantan.wordpress.com, 13 agosto 2021.
161. ↑  "Salve Pia Courmayeur, che l'ultimo riso d'Italia al piè del Gigante dell'Alpi regni soave! Te datrice di posa e di canti, io reco nel verso d'Italia..."
162. ↑  A. Borsi, «Il Carducci in Maremma», in Rivista d'Italia, maggio 1901, pp.36-37
163. ↑  Sul soggiorno cfr.L. Barboni, Col Carducci a Segalari, Livorno, Giusti, 1895
164. ↑  Lettera a Giuseppe Chiarini del 21 agosto 1886
165. ↑  il Resto del Carlino, 9 maggio 1886
166. ↑  Chiarini, pp. 263-264.
167. ↑   Aldo Alessandro Mola e Cristina Pipino, Un'amicizia massonica carteggio Lemmi - Carducci con documenti inediti, Foggia, Bastogi, gennaio 1991, ISBN 8881853442, OCLC 1046312406. URL consultato il 22 giugno 2022 (archiviato il 27 giugno 2019).
168. ↑  Chiarini, pp. 270-275.
169. ↑  Giordano Gamberini, Mille volti di massoni, Roma, Ed. Erasmo, 1975, p. 159.
170. ↑  Chiarini, pp. 281-282; scriveva Carducci ad Adriano Lemmi: «Se ho da fare ancora il professore, sento di non poter farlo utilmente che a patto di poter salutare, ogni volta che vado alla scuola e ne esco, la torre degli Asinelli».
171. ↑  Chiarini, pp. 291-292.
172. ↑  M. Menghini, p.133
173. ↑  Chiarini, pp. 298-300.
174. ↑  Chiarini, pp. 292-296.
175. ↑  G. Basilone, p. 15
176. ↑  Opere, XII, p.569
177. ↑  Chiarini, pp. 302-311.
178. ↑  Opere, XI, p.369
179. ↑  Chiarini, p. 314; pubblicati in Opere, XI
180. ↑  Fra gli altri, l'aneddoto è ricordato da M. Spagnol-L. Zeppegno, Guida alla Lombardia misteriosa, Sugar, 1968, p. 419.
181. ↑  Chiarini, pp. 316-321.
182. ↑  Chiarini, pp. 322-325; dei discepoli più noti erano presenti Pascoli, Mazzoni, Ferrari, Casini.
183. ↑  Opere, XII, pp.572 e ss.
184. ↑  Chiarini, pp. 325-332.
185. ↑   Tullio Gregory, Per il Tricolore di Giosue Carducci, su corriere.it, 16 marzo 2011. URL consultato il 16 aprile 2022.
186. ↑   L’Illustrazione Italiana, su musei.re.it. URL consultato il 16 aprile 2022.
187. ↑  A. Messeri (a cura di), Da un carteggio inedito di Giosuè Carducci, Bologna-Rocca san Casciano, Zanichelli-Cappelli, 1907, pp.37-42
188. ↑  A. Messeri, pp.26-34
189. ↑  A. Messeri, p.44
190. ↑  A. Messeri, pp.46-50
191. ↑  A. Panzini, Rivista d'Italia, maggio 1901
192. ↑  Lettera a Chiarini del 26 agosto 1899
193. ↑  Sospese le lezioni, con grande dispiacere, per alcune settimane, e prese un periodo di riposo, durante il quale si recava a Ozano a trovare Giovanni Battista Gandino e a Firenze dal dottor Luigi Billi.
194. ↑  A. Messeri, pp.54-55
195. ↑  A. Messeri, pp.55-60
196. ↑  A. Testoni, Ottocento bolognese. Nuovi ricordi di Bologna che scompare, Bologna, Licinio Cappelli, 1933, pp.37-39
197. ↑  G. Basilone, p.12
198. ↑  G. Basilone, p.13
199. ↑   Mauro della Porta Raffo, Cretino [collegamento interrotto], su Mauro della Porta Raffo, 27 novembre 2012. URL consultato il 17 aprile 2020.
200. ↑  Nello stesso 1907 nacque a Roma un suo pronipote, chiamato anch'egli Giosuè Carducci in onore dell'illustre predecessore. Cfr.
Carducci. Albero Genealogico, Roma, Ferraresi, 1989, p.22
201. ↑   Giosuè CARDUCCI - Grande Oriente d'Italia. In calce all'articolo è la foto che ritrae il poeta sul letto di morte con i paramenti del 33° del Rito Scozzese della Massoneria, su goirsaa.it. URL consultato il 27 marzo 2014 (archiviato dall'url originale il 27 marzo 2014).
202. ↑  B. Croce, pp.46-50
203. ↑  F. Flamini, pp.16-17
204. ↑  A. Galletti, L'opera di Giosue Carducci. Il poeta, il critico, il maestro, Bologna, Zanichelli, 1929, vol. I, p.151; per il rapporto di Carducci con la letteratura francese cfr.G. Maugain, Giosuè Carducci et la France, Paris, Champion, 1914
205. ↑  A. Galletti, p.152
206. ↑  G. Bertoni, «La lingua poetica di Giosue Carducci», pp.98-100
207. ↑  G. Basilone, pp.20-24
208. ↑  A. Galletti, cit., vol. I, pp.85-97
209. ↑  A. Galletti, vol. I, pp.85-86
210. ↑  «Confessioni e battaglie», in Opere, XIII, serie II, p.339
211. ↑  P. Lingueglia, Il non valore dell'irreligiosità carducciana, Faenza, Salesiana, 1925, p.47
212. ↑  A. Oriani, La lotta politica in Italia, Torino, Roux e Frassati, 1892, pp.828-831
213. ↑  E. Thovez, Il poeta, il gregge e la zampogna, Napoli, Ricciardi, 1910, p.71
214. ↑  B. Croce, cit., pp.14-37
215. ↑  N. Sapegno, Storia di Carducci, in Id., Ritratto del Manzoni e altri saggi, Bari, 1962.
216. ↑  Nominato ufficiale 13 gennaio 1867, commendatore 9 febbraio 1896.
217. ↑  Nominato commendatore nel 1876
218. ↑  (EN) Mercury: Carducci, su planetarynames.wr.usgs.gov (archiviato dall'url originale il 9 giugno 2010).
219. ↑  L'anno è quello di stampa.
220. ↑  G. Bertoni, «La lingua poetica di Giosue Carducci», in Regia Università di Bologna, cit., pp.91-95